# St-Pierre (Aulnay)

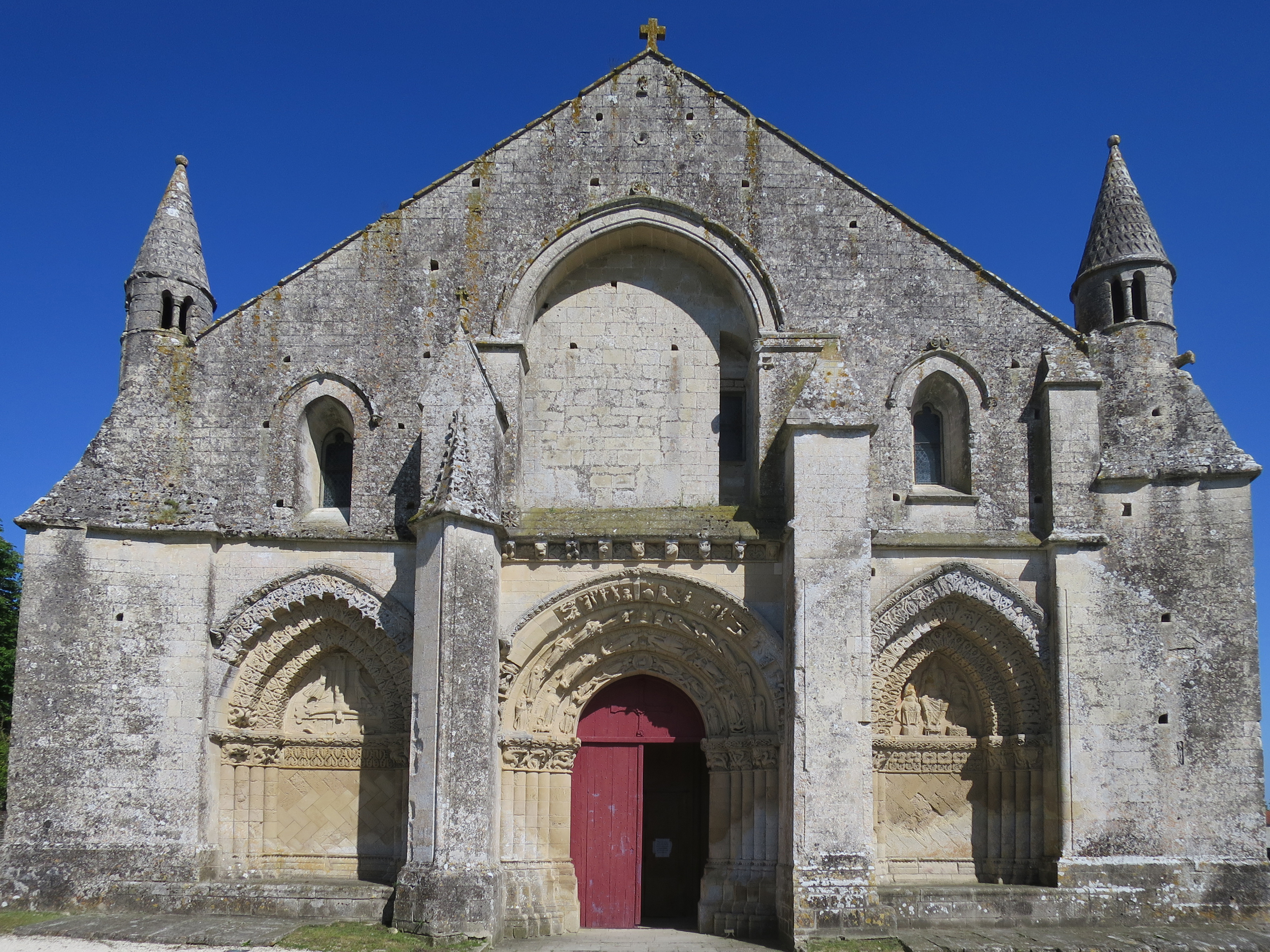
Westfassade

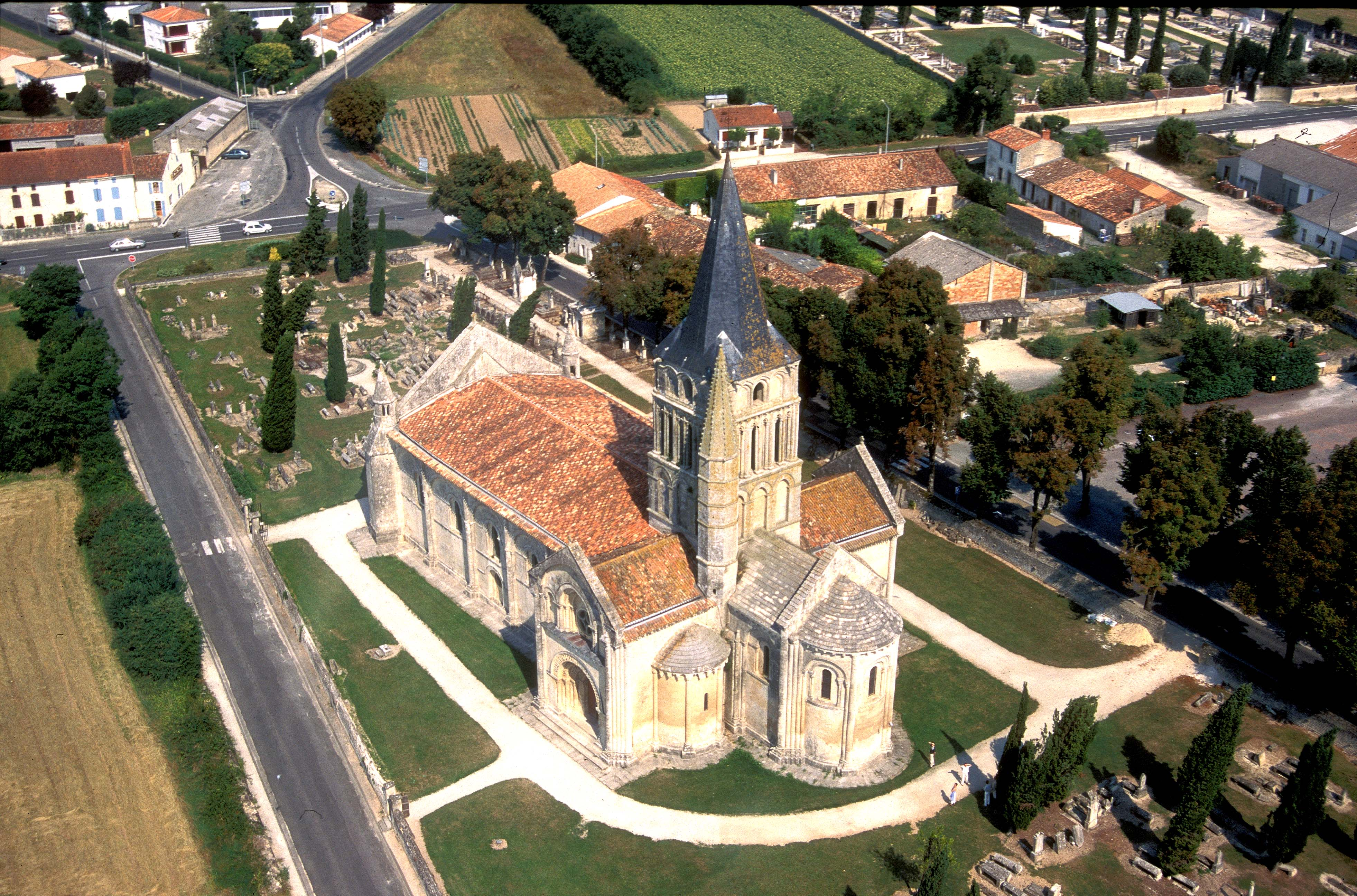
Saint-Pierre d’Aulnay

Saint-Pierre d’Aulnay (früher: Saint-Pierre-de-Saintonge) ist die Pfarrkirche und eine ehemalige Pilgerkirche in der französischen Gemeinde Aulnay. Sie wurde ab dem 12. Jahrhundert im Stil der Romanik errichtet, ist ein Monument historique, das seit 1840 unter Denkmalschutz steht, und wurde 1998 als Teil des „Jakobswegs in Frankreich“ als Weltkulturerbe der UNESCO anerkannt. St-Pierre d’Aulnay stellt in der Entwicklung der Kunst des Poitou einen besonderen Höhepunkt dar und gehört zu den wichtigen Bauwerken der Romanik in Frankreich.

## Geografische Lage

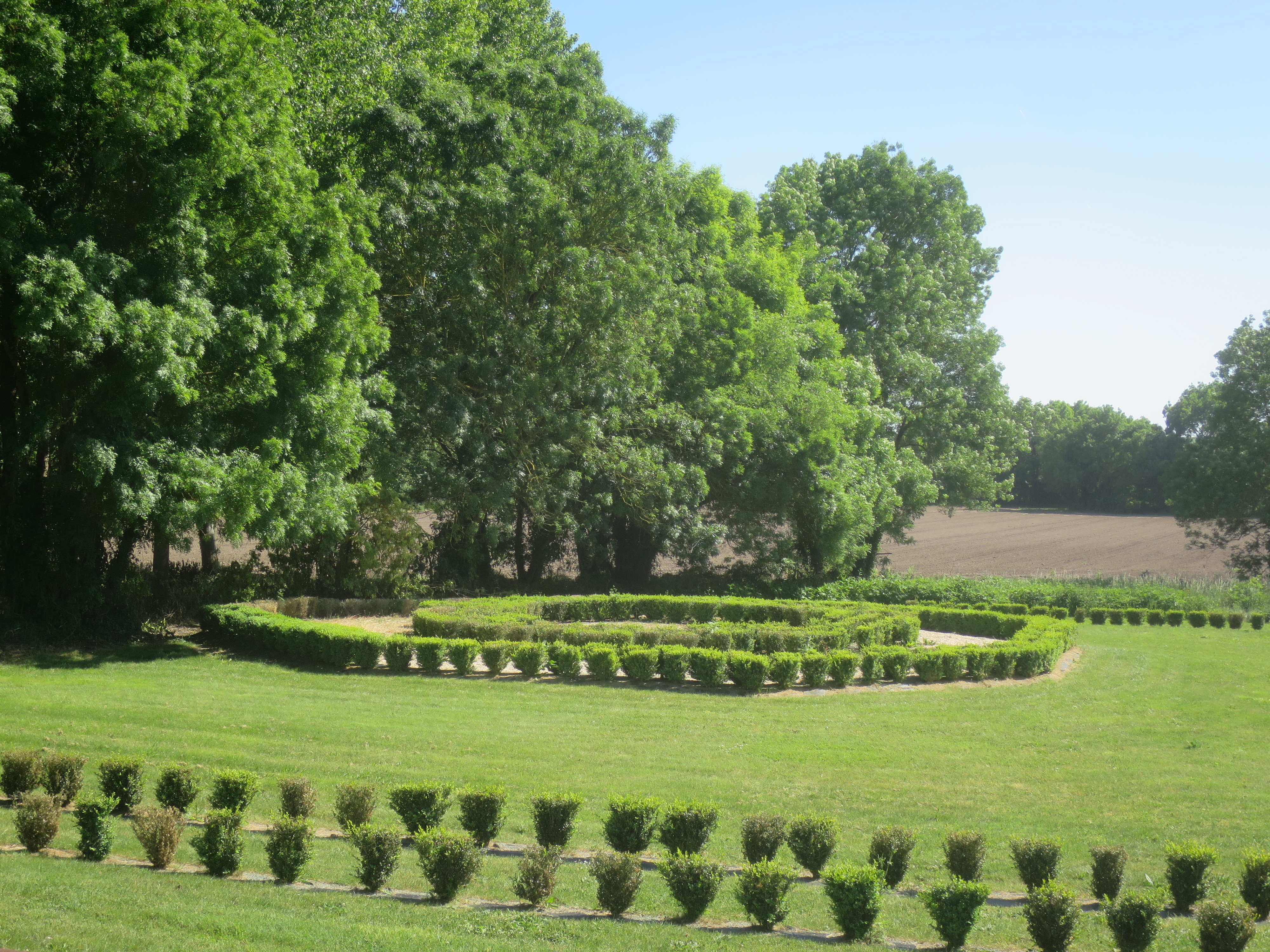
Nachpflanzung des Grundrisses des gallo-römischen Umgangstempels an der Ausgrabungsstelle

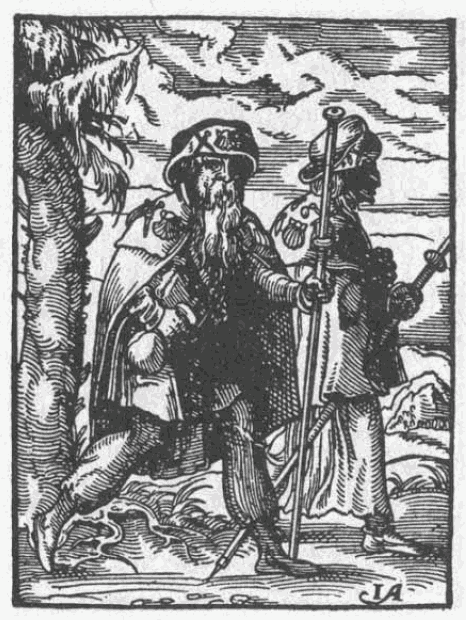
Jakobspilger, Darstellung von 1568

Die Kirche liegt in Aulnay im Département Charente-Maritime in der Region Nouvelle-Aquitaine, circa 84 km südwestlich von Poitiers und 40 km nordöstlich von Saintes. Ursprünglich befand sich die Kirche außerhalb des Ortes, weitab der geschlossenen Bebauung, an der historischen Pilgerstraße „Via Turonensis“ (heutige Route départementale D 950) von Poitiers nach Saintes, einem der vier Hauptpilgerwege nach Santiago de Compostela. Heute ist die Ortsbebauung an die Anlage herangewachsen. Die Kirche ist von einem historischen Friedhof umgeben, der schon in der Antike genutzt wurde. Etwa 100 Meter Luftlinie südwestlich der Kirche wurde ein gallo-römischer Umgangstempel archäologisch ausgegraben.

## Geschichte

### Vorgeschichte
Die urkundliche Überlieferung zu der Kirche ist vor dem 14. Jahrhundert sehr gering. Die älteste Quelle, die einen Bezug auf die Kirche haben kann, ist die Erwähnung einer Vikariatsstelle in Aulnay 963/964. Die nächste Erwähnung stammt erst von 1031. 1119 bestätigte Papst Calixt II. der Abtei St. Cyperien in Poitiers den Besitz der Kirche. 1122 bestätigt derselbe Papst dem Domkapitel von Poitiers den Besitz der Kirche, die dann bis 1790 in den Händen des Domkapitels verblieb. Über dieses erste Kirchengebäude ist nichts bekannt. Eine archäologische Ausgrabung der Anlage hat bisher nicht stattgefunden.
Der Übergang an das Domkapitel von Poitiers bedeutete einen mächtigen Investitionsschub für die Anlage. Das Domkapitel besaß sowohl die Finanzkraft als auch die Verbindungen zu den Spitzenhandwerkern der Zeit, um die Kirche neu zu errichten. Die Quellen verraten keine Daten zur frühen Baugeschichte. Stilistische Kriterien lassen einen Baubeginn kurz nach 1122, wohl um 1130 vermuten.
Mit dem Hundertjährigen Krieg im 14. und 15. Jahrhundert nahm die Pilgerbewegung drastisch ab, auch kam die Bautätigkeit in Westfrankreich weitgehend zum Erliegen.
Im Zuge der Französischen Revolution wurde das Kircheneigentum verstaatlicht. 1798 ging ein monumentales Reiterstandbild, das sich vermutlich in der zentralen Bogennische im Obergeschoss der Westfassade befand und wahrscheinlich Kaiser Konstantin darstellte, verloren. Davon ist heute nur noch der Hals des Pferdes erhalten. Das Fragment befindet sich heute im linken Seitenschiff der Kirche.

### Baugeschichte

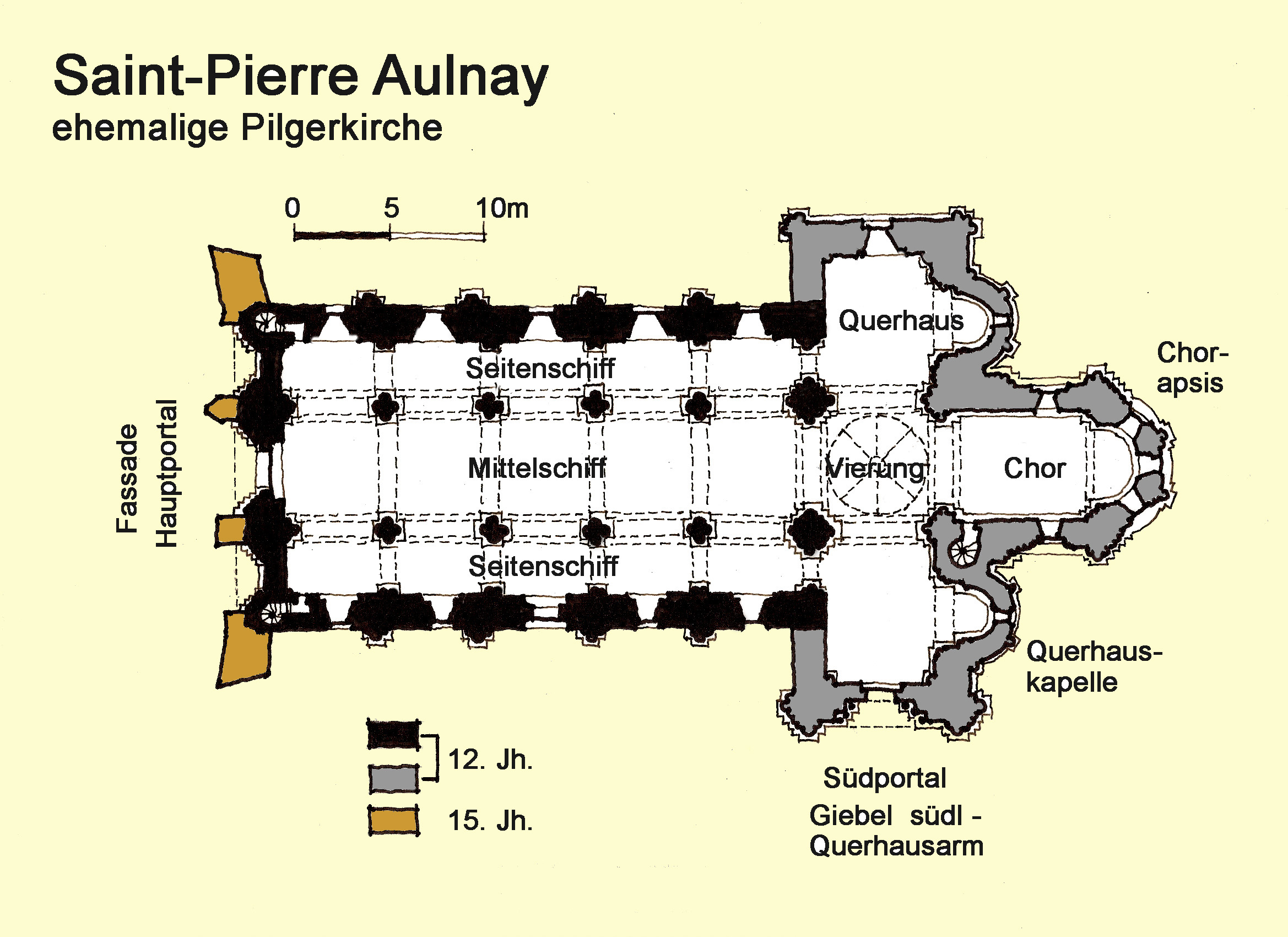
Grundriss

#### Bau des 12. Jahrhunderts
Errichtet wurde eine dreischiffige Hallenkirche. Aufgrund baulicher Merkmale sind drei Bauphasen deutlich unterscheidbar:
- Das Querhaus zeichnet sich durch ungegliederte Außenwände aus. Nur das südliche Querschiff hat ein eigenes Portal, dessen Schmuckfiguren radial angeordnet sind. Dieses Portal und die Ostseite insgesamt besitzen einen reichen Figurenschmuck. Die Kapitelle weisen sowohl figürlichen als auch pflanzliche Schmuckelemente auf, oft in keltischem Stil gehalten.[5]
- Das Langhaus wird außen durch Blendarkaden gegliedert. Die Kapitelle im Innern weisen als Dekor pflanzliche Motive und Masken auf. Zwischen der Errichtung des Langhauses und des Chors wird deshalb ein – nicht genau zu fassender – zeitlicher Abstand angenommen.[6]
- Der dritte Bauabschnitt war eine Planänderung die noch während des laufenden Baus des Langhauses vorgenommen wurde: Den ursprünglich geplanten vier Jochen wurde westlich noch ein fünftes vorgestellt. Das ist heute noch sowohl an der Süd- als auch an der Nordwand an den Resten der bereits vorgenommenen Fundamentierungen einer Westfassade als Abschluss des vierten Jochs zu erkennen.[7]

Die Fertigstellung und Konsekration der Kirche wird um 1170 angenommen.

#### Veränderungen
Im 15. oder 16. Jahrhundert gab es Probleme mit der Westfassade. Die Schubkraft aus den Gewölben des ersten Jochs ließ um deren Standsicherheit fürchten. Durch beidseitig der Westfassade und zwei vor der Fassade angebrachte Strebepfeiler, die bis zum Ortgangansatz hinaufreichen, wurde das Problem behoben aber auch die Fassade massiv umgestaltet. Die ursprüngliche Rahmung der Westfassade wurde durch die Stützpfeiler vermauert und ist heute nicht mehr sichtbar.
Die Skulpturen des Erdgeschosses der Westfassade und des Südportals sind weitgehend erhalten, allerdings fehlen vielen Figuren die Köpfe. Die Verwitterung der Skulpturen hält sich dagegen in Grenzen.
Ursprünglich lag das Terrain vor dem Hauptportal etwas tiefer und einige Stufen führten zu ihm hinauf. Da das Bodenniveau des Kirchenraumes wieder etwas tiefer lag, vermittelte der Eintritt in die Kirche eine Art „erhobenem Zustand“, ein raffiniertes Arrangement. Erst bei einer Sanierung des Gebäudes im 19. Jahrhundert wurde das äußere Niveau vor der Fassade bis auf die Höhe der Schwelle des Portals aufgeschüttet.

### Denkmalpflege
Seit die Kirche 1840 unter Denkmalschutz gestellt wurde, kam es immer wieder zu Sanierungen. Im 19. Jahrhundert auch unter der Leitung von Paul Abadie, dem Architekten von Sacré-Cœur de Montmartre in Paris. Zu den damaligen Restaurierungen gehörte auch der steil angespitzte Helm des Treppenturmes neben dem Glockenturm und die beiden runden Türmchen, ebenfalls mit spitzen, kegelförmigen Helmen, auf den Strebepfeilern, die seit dem 15. Jahrhundert die Westfassade an beiden Seiten begrenzen.

## Bauwerk
Abmessungen, zirka (ohne Wandvorlagen):
- Langhausbreite (innen): 13,50 m
- Langhauslänge(innen):27,40 m
- Mittelschiffbreite(innen): 5,10 m
- Querhauslänge(innen): 22,80 m
- Querhausbreite(innen): 5,80 m
- Chorbreite(innen): 5,00 m
- Chorlänge inkl. Apsis (innen): 9,50 m
- Langhausbreite(außen): 17,20 m
- Langhauslänge (außen): 29,00 m
- Querhauslänge(außen): 26,70 m
- Querhausbreite(außen): 9,80 m
- Chorbreite: (außen)8,80 m
- Chorlänge: (außen)10,90 m

### Inneres
Die Kirche erhebt sich über dem klassischen Grundriss des lateinischen Kreuzes. Ihr Langhaus weicht von dem oft in der Saintonge üblichen Typ des einschiffigen Saales ab und findet Vorbilder im nördlichen Poitou.

#### Langhaus

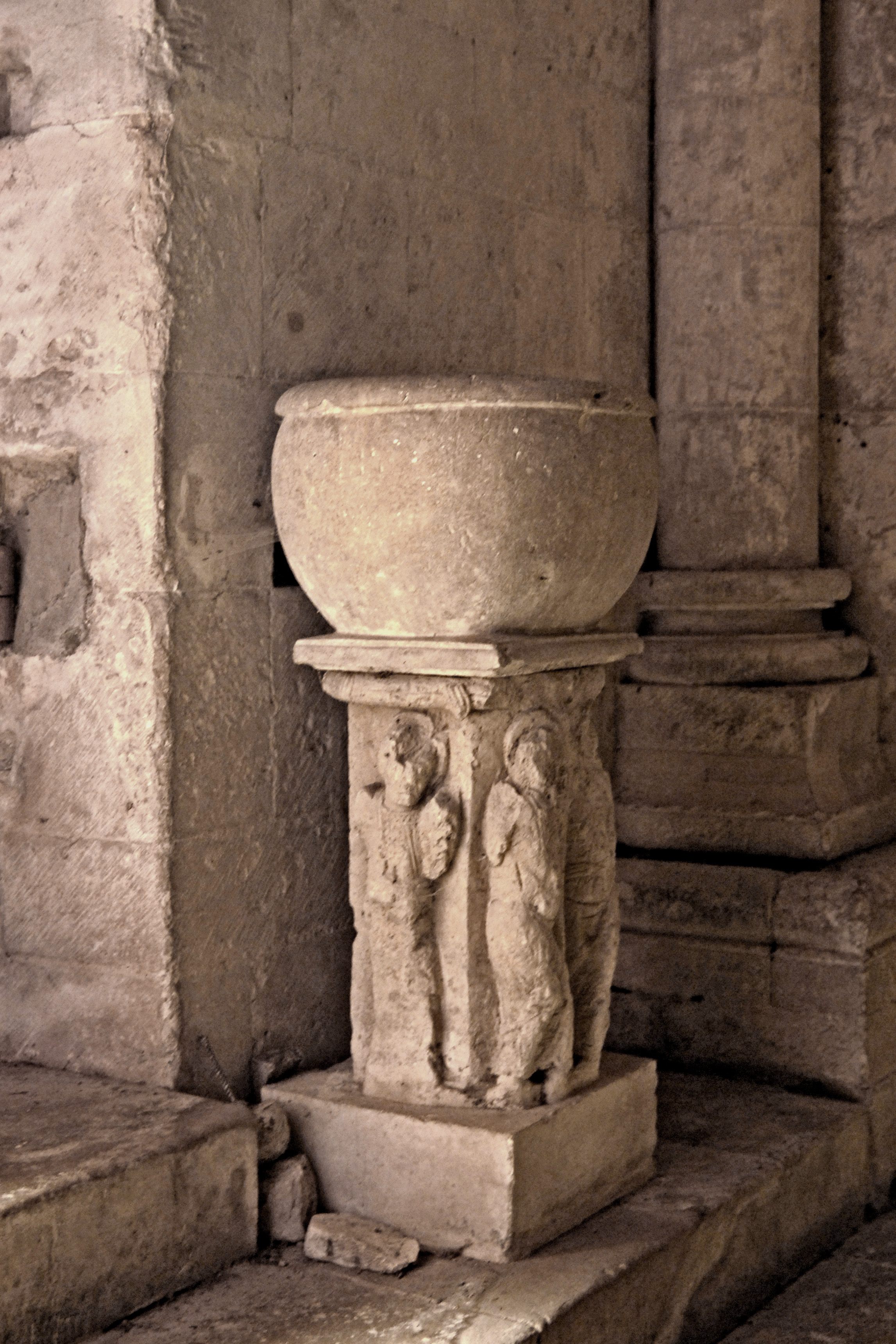
Weihwasserbecken neben Südportal

Beim fünfjochigen Langhaus wird das Mittelschiff von zwei nahezu halb so breiten, aber fast gleich hohen Seitenschiffen begleitet. Es gibt keine Obergaden-Belichtung. Die Anspitzung der Tonnengewölbe verrät den Einfluss Clunys. Die massiven Scheidewände (zwischen den Schiffen) werden getragen von vier Pfeilerbündeln und an deren Enden von den Vierungspfeilern und den Halbpfeilern an der Westwand. Die Pfeilerbündel bestehen aus vier „alten“, fast dreiviertelrunden Diensten, zwischen denen keine Pfeilerecken hervortreten. Die Pfeilerkerne sind genauso dick wie die Dienste. Die Pfeilerbündel sehen aus wie vier eng zusammenstehende runde Säulen. Die Pfeilerbündel werden gekrönt durch üppige Bündel von vier Kapitellen mit aufwändiger figürlicher und pflanzlicher Skulptur. Auch die weit ausladenden Profile der Kämpfer sind pflanzlich skulptiert. Die Pfeilerbündel stehen mit ihren profilierten Basen auf weit ausladenden, im Grundriss kreuzförmigen und circa einen halben Meter hohen Postamenten.
Die angespitzten Scheidbögen weisen rechtwinklige Querschnitte auf, die an den Kanten einfach zurückgestuft sind. Die Scheidewände ragen etwas über die Scheitel der Scheidbögen hinauf, bis zu einem profilierten Kraggesims, das den Wölbungsansatz markiert.
Auf den zu den Schiffen hin weisenden Kapitellen stehen halbrunde „junge“ Zwillingsdienste, die mit ihren skulptierten Kapitellen bis zu den vorgenannten Gesimsen hinaufreichen. Ihre Kämpfer gehen seitlich in die Gesimse über. Die Gurtbögen der Seitenschiffe stehen außenseitig auf jungen dreiviertelrunden wandhohen Zwillingsdiensten.
Auf den vorgenannten paarweise ausgeführten Diensten stehen die rechtwinkligen Gurtbögen der Schiffe. Die Gewölbe sind heute mit modernen Halogenleuchten auf den Gesimsen hell angestrahlt, die die Kapitelle hervorragend ausleuchten. Im Mittelalter hat man die Skulpturen in verhältnismäßiger Dunkelheit erahnen müssen.
Die natürliche Belichtung des Mittelschiffs erfolgt indirekt durch rundbogige Fenster in der oberen Außenwandhälfte der Seitenschiffe, zentriert in jedem Joch. Die Gewände der Fenster sind nach innen aufgeweitet, ihre Kanten werden durch rechtwinklige Rückversätze gebrochen. Ihre Fensterbänke sind leicht abgeschrägt. Auf der südlichen Außenwand gibt es in Joch 3 eine türartige Nische mit Stichbogenüberdeckung, dessen Keilsteine noch die Kante der steil abgeschrägten Fensterbank überschneidet. Die Nischenachse ist gegenüber der Fensterachse deutlich versetzt. Im oberen Bereich der Nische ist ein kreisrundes „Ochsenauge“ ausgespart.
In der westlichen Giebelwand gibt es im Gewölbebereich der Seitenschiffe je ein rundbogiges Fenster, außermittig nach außen gerückt. Im Mittelschiff findet sich in derselben Höhe ein halb so breites Fenster in der Nähe der südlichen Scheidewand, vermutlich ein Überrest späterer Veränderungen im Obergeschoss der Fassade. Das Hauptportal wird innenseitig durch einen neuzeitlichen hölzernen „Verschlag“ verkleidet, mit seitlichen Türen zu den Seitenschiffen und einer oberseitigen Tribüne.

#### Querhaus und Vierung

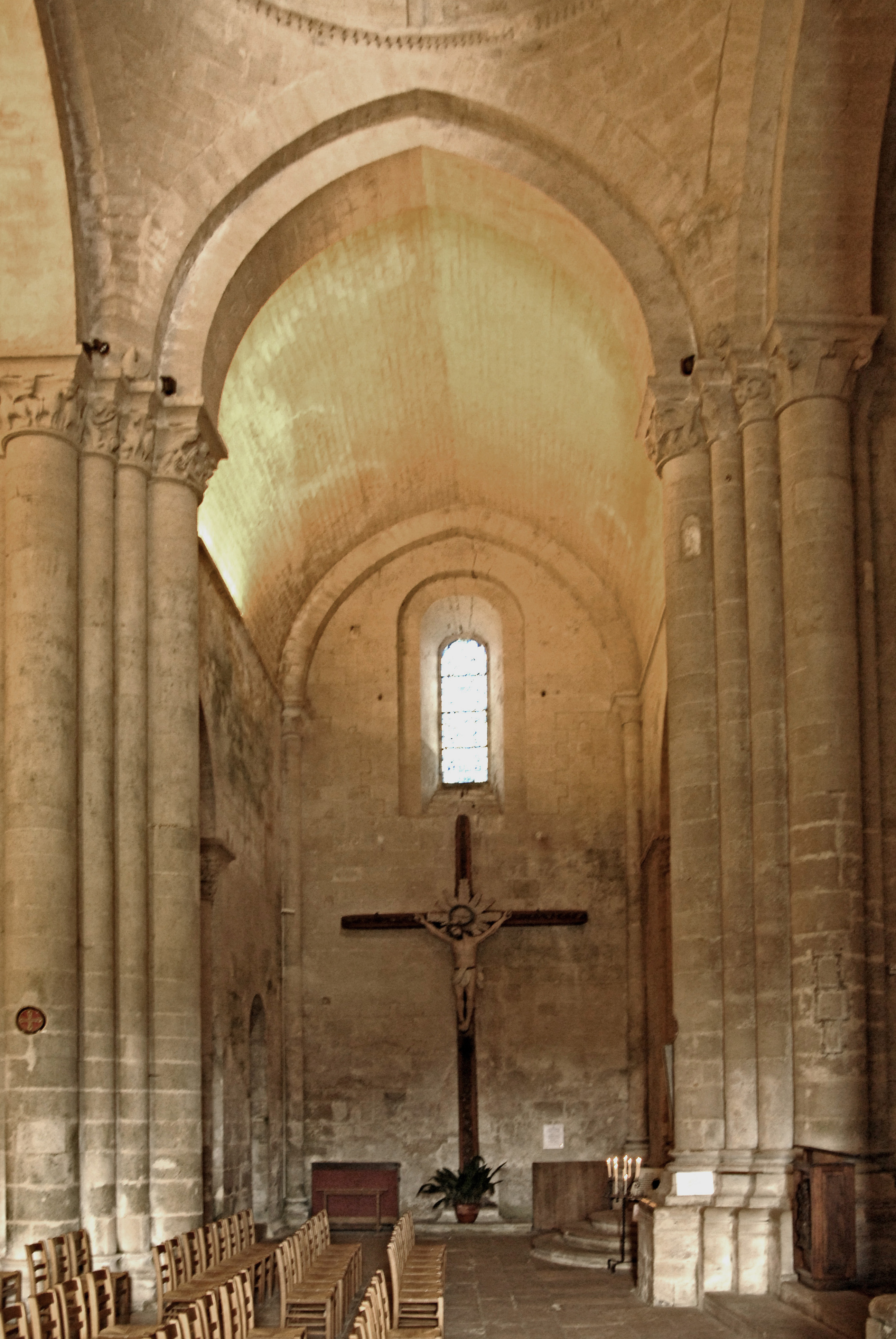
Nördlicher Querhausarm

Das Zentrum des Querhauses, die quadratische Vierung, besitzt allseitig hohe Öffnungen mit angespitzten Rundbögen, deren Scheitel knapp unter die Scheitelhöhe des Mittelschiffes, der Querhausarme und des Chors hinaufreichen. Die kräftigen Vierungswände werden getragen von angespitzten, im Querschnitt rechtwinkligen Rundbögen mit einfach zurückgestuften Kanten. Diese stehen auf wesentlich stärkeren Pfeilerbündeln als die des Langhauses und zwar wieder allseitig aus „alten“ dreiviertelrunden Diensten, zwischen denen jeweils ein Paar von „jüngeren“ Diensten eingefügt ist. Dementsprechend vervielfältigen sich auch die jene Dienste krönenden Kapitelle und Kämpfer. Das gilt auch für die Postamente, die in Vierung und Chor deutlich höher sind als im Schiff.
Die Vierung wird überdeckt durch eine elegante Pendentifkuppel. Vier Pendentifs (Hängezwickel und Teile einer großen Kuppelwölbung) in den Ecken der Vierungswände, leiten vom Vierungsquadrat in den kreisförmigen Rand der darüber aufstehenden Kuppel über. Dieser Kuppelrand wird durch ein umlaufendes profiliertes und ornamentiertes Kraggesims markiert, das knapp über den äußeren Keilsteinen der Vierungsbögen angeordnet ist. Die Kuppelschale wird gegliedert und unterstützt durch acht profilierte Rippen. Im Kuppelscheitel dient eine von einem Kreisring eingefasste Öffnung zum Transport der Glocken. In einem in südliche Richtung weisenden Feld der Kuppel ist ein rundbogiges Fenster ausgespart, das die Kuppel in mäßiges Licht taucht. Die Fenstergewände werden durch eine Stichkappe überdeckt.

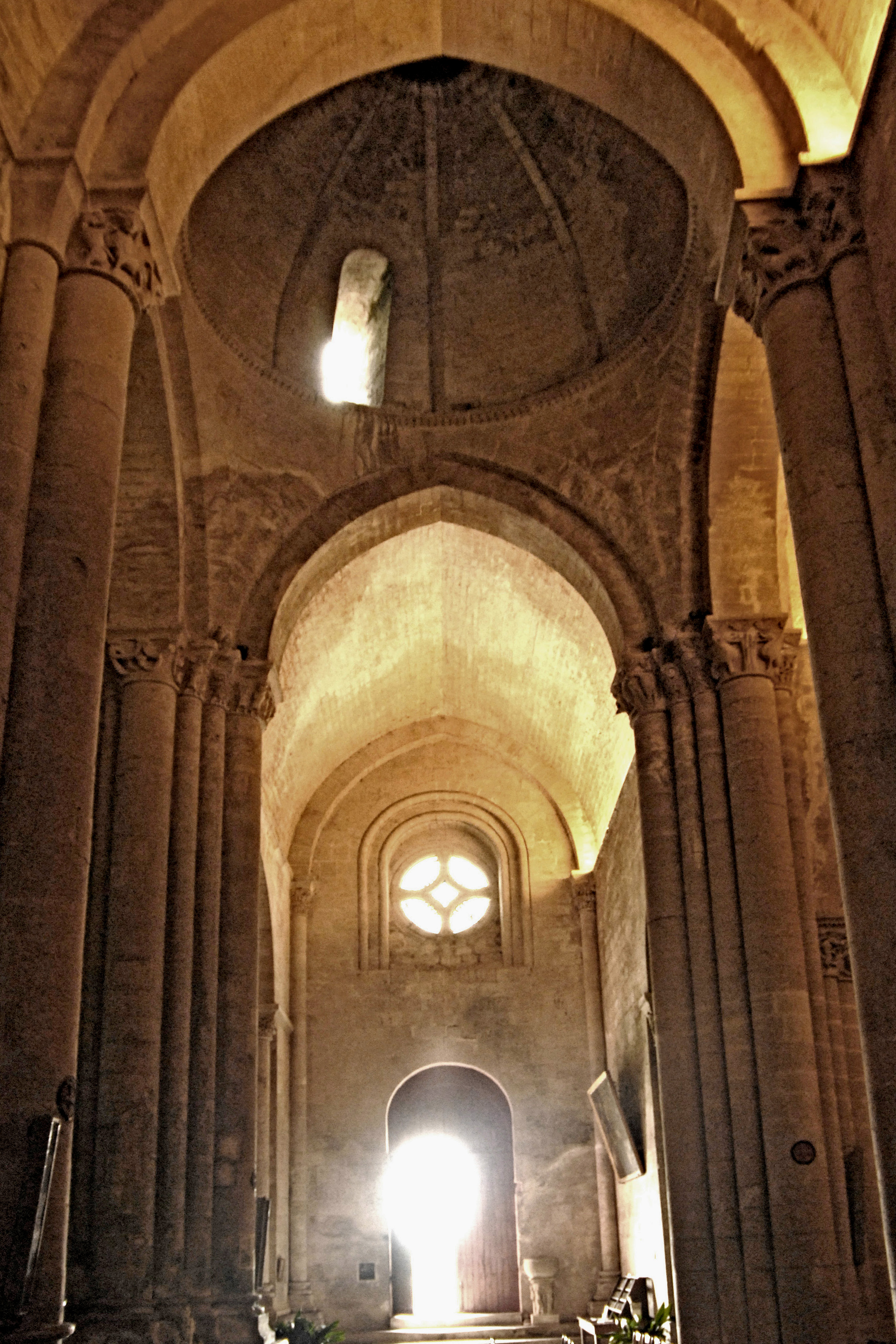
Vierung, südlicher Querhausarm

Die leicht rechteckigen Querhausarme werden von quer zu den Schiffen und in gleicher Höhe von angespitzten Tonnengewölben überdeckt, deren Bogenansätze wie beim Langhaus mit Kraggesimsen markiert werden. Entlang den beiden Giebelwänden verläuft im Gewölbebereich je ein fast quadratischer Gurtbogen, der auf halbrunden Diensten in den Querhausecken steht, die von einem skulptierten Kapitell mit Kämpfer bekrönt sind. Das Querhaus wird direkt belichtet durch Fenster in seinen Giebelwänden. Im nördlichen ist das ein kleines hoch angeordnetes Fenster, in Art der des Langhauses, im südlichen übernimmt das ein großes „Ochsenauge“ zentral im Giebelfeld, ein gutes Stück über dem rundbogigen Südportal. Es ist mit einem kreuzförmigen Maßwerk ausgestattet. Die Fensternische wird in Korbbogenform überfangen von zwei parallel mit etwas Abstand zueinander verlaufenden Rundstäben, die seitlich des Fensters senkrecht heruntergeführt sind und kurz unter der Fensteröffnung enden.
Die schmalen Durchlässe zwischen den Seitenschiffen des Langhauses und den Querhausarmen reichen mit ihren angespitzten Rundbögen so hoch, wie die Kapitelle der Langhaus-Pfeilerbündel. Die Bögen besitzen beidseitig zurückversetzte Kanten, die auf „alten“ dreiviertelrunden Diensten und je zwei sie begleitenden „jungen“ Diensten stehen, mit entsprechenden skulptierten Kapitellbündeln und Kämpfern.
Auf den Ostseiten der Querhausarme öffnet sich je eine Querhauskapelle, bestehend aus einer halbkreisförmigen Apsis mit Kalotte. Die Apsisöffnung in der Querhauswand wird durch eine umlaufende breite Laibung abgeschlossen, deren Umriss etwas größer ist als derjenige der Apsis. In diesen Laibungen stehen zwei sehr schlanke Dreiviertelsäulen, von Kapitellen bekrönt, die den Apsisbogen tragen. Die Kämpfer werden auf der Ostwand des Querhausarms mit einem entsprechenden Gesims waagerecht weitergeführt. Je ein schlitzartiges rundbogiges Fenster ist zentriert in der Apsisrundung ausgespart.

#### Chor
Obgleich es sich hier um eine Pilgerkirche handelte, hat man auf die Errichtung eines Umgangschors mit Kapellenkranz verzichtet.

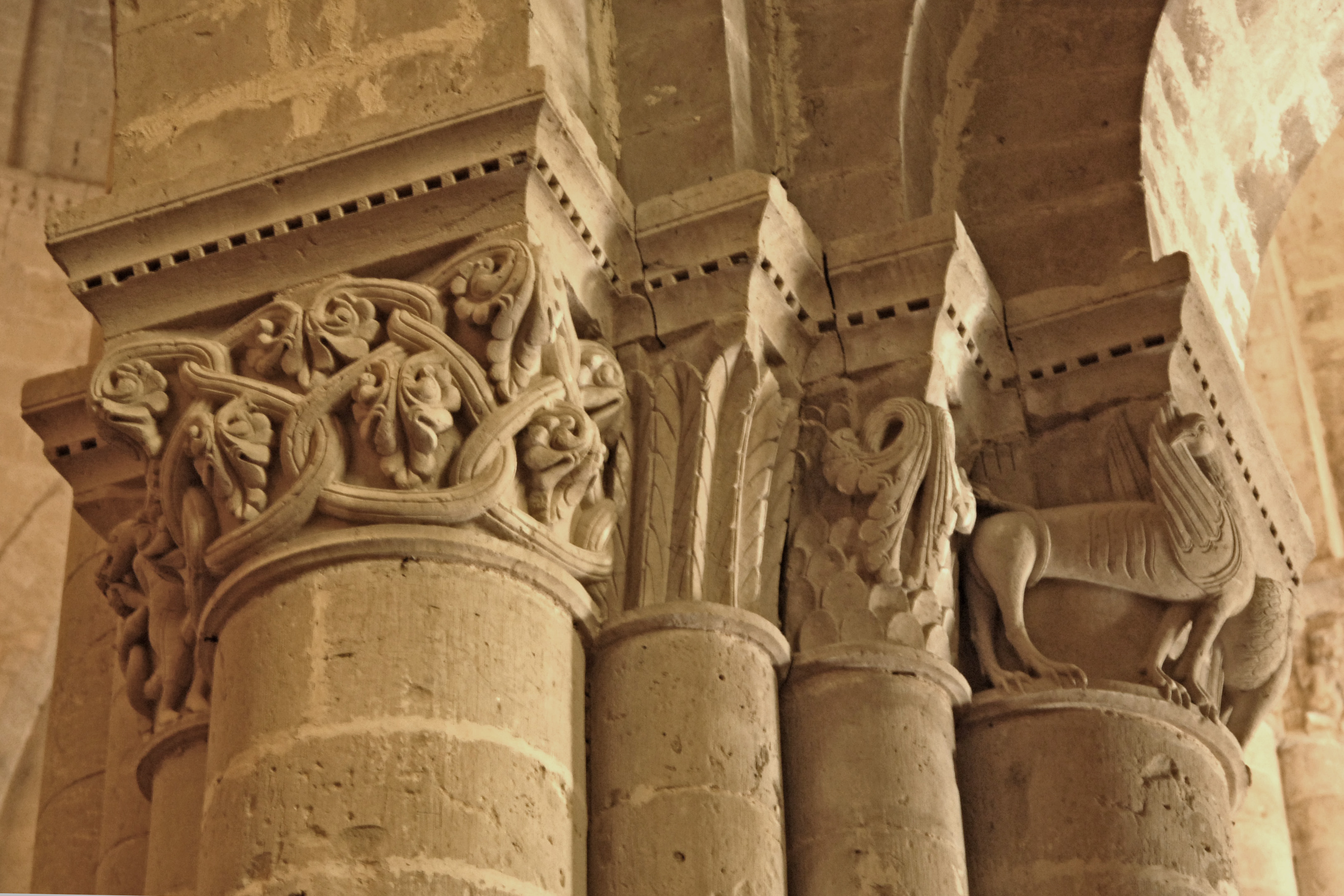
Kapitelle Vierungspfeiler, rechts geflügelter Vierbeiner mit Vogelkopf und Krallen

Der Aufriss des Chorraums ist geringfügig breiter und höher als der Umriss des Triumphbogens zwischen Vierung und Chor. Allerdings liegt der Fußboden des Chors um zwei Stufen höher als der übrige Kirchenraum. Das erste und einzige Joch des Chors besitzt einen lang gestreckten rechteckigen Grundriss, etwa so groß wie die Querhausarme. Er wird mit dem hier längsthin bekannten angespitzten Tonnengewölbe überdeckt. Der Chor wird im Osten von einer halbkreisförmigen Chorapsis abgeschlossen, die von einer Kalotte überwölbt wird. Der Übergang vom Chorraum in die kleinere Chorapsis wird durch je zwei Rückversätze der Wandoberflächen und den Gewölbeinnenseiten geschaffen. In den Ecken der Wandrückversätze sind dreiviertelrunde „junge“ Dienste hineingestellt, die mit ihren Kapitellen die Kanten der Gewölberückversätze stützen. Ihre Kämpfer sind als Kraggesimse entlang den Gewölbeansätzen waagerecht weitergeführt, auch in der Apsis. Die Postamente der Vierungsbündelpfeiler werden an den Wänden des Chors und den östlichen Wänden der Querhausarme und in deren Kapellen als profilierte Sockel weitergeführt.
Die Apsisrundung ist mit drei, das Chorjoch mit zwei schlanken rundbogigen Fenstern ausgestattet, deren Gewände nach innen aufgeweitet sind. Die Fensterbänke sind steil nach unten abgeschrägt. Die Fensteröffnungen bleiben ohne jede Verzierungen, etwa durch Säulchen oder Rückversätze.

#### Kapitellzyklus im Innenraum

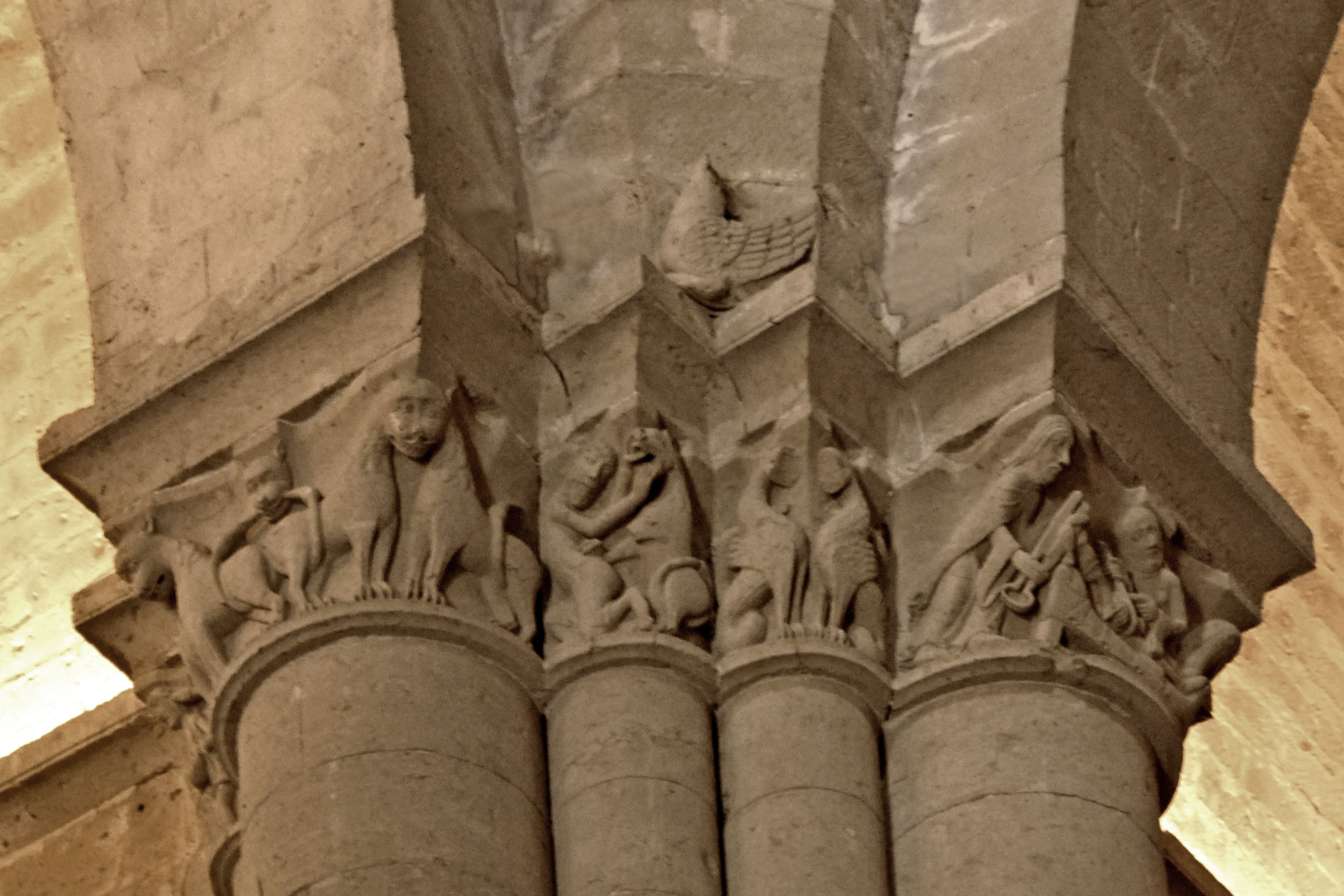
Kapitelle Vierungspfeiler, links: Löwen, Mitte: Samson kämpft mit dem Löwen, rechts: Dalila schneidet Samsons Haar ab

Aus der großen Anzahl von Kapitellskulpturen im Innern von Saint-Pierre lassen sich hier nur einige Beispiele ansprechen. Auffallend sind die größten Kapitellbündel der mächtigen Vierungspfeiler. Hier sind neben biblischen Szenen umfangreiche Tierdarstellungen zu finden.
Auf einem Kapitellbündel erkennt man in der Mitte den „Kampf Samsons mit dem Löwen“ (vergleiche Buch der Richter 14,6), gleich rechts davon „Dalila, die Samson die Haare abschneidet“, ihm damit seine Kraft raubt und ihn besiegt (Buch der Richter, Kap. 16). Auf andern Kapitellen werden weitere biblische Paare dargestellt, wie „Adam und Eva“ und „Kain und Abel“.

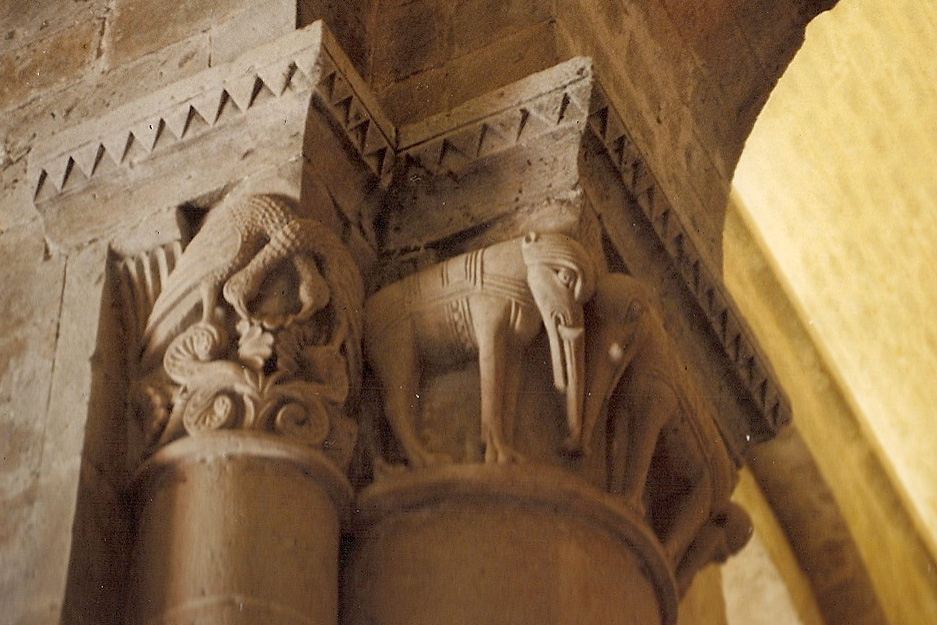
Kapitelle Langhauspfeiler, Elefanten

Besondere Aufmerksamkeit ziehen die ungewöhnlichen und in der Region seltenen Skulpturen der „Elefanten“. Der Elefant ist in der romanischen Kapitellplastik ein positives Symbol. Er galt als weise, als Führer in eine gute Richtung und als besonders keusch. Dem Steinmetz lagen offensichtlich keine realitätsgetreuen Zeichnungen dieser fremdländischen Tiere vor, erst recht nicht waren sie ihm aus eigener Anschauung bekannt, möglicherweise aber von Abbildungen auf Textilien aus dem Orient. Vermutlich hatte sich das Aussehen von Elefanten per mündlicher Überlieferung aus dem fernen Orient so stark verändert, dass daraus wohl die anatomischen Fehler entstanden sind, wie etwa die zu langen Beine, die Tatzen eines katzenartigen Raubtiers und der heruntergezogene Unterkiefer, bei dem man eher an einen Schnabel als an einen Rüssel denkt. Elefanten in anderen romanischen Kirchen
Ebenfalls typisch für St-Pierre von Aulnay sind Gesichterpaare, die mit ihren übergroßen Augen, dem erschreckten Blick und den stilisierten Ohren wahrscheinlich Dämonen darstellen. Eines der bekanntesten Kapitelle zeigt Fabeltiere und Teufel, die mit allen vier Händen am Bart einer Maske ziehen.

Galerie Kapitelle Langhauspfeiler
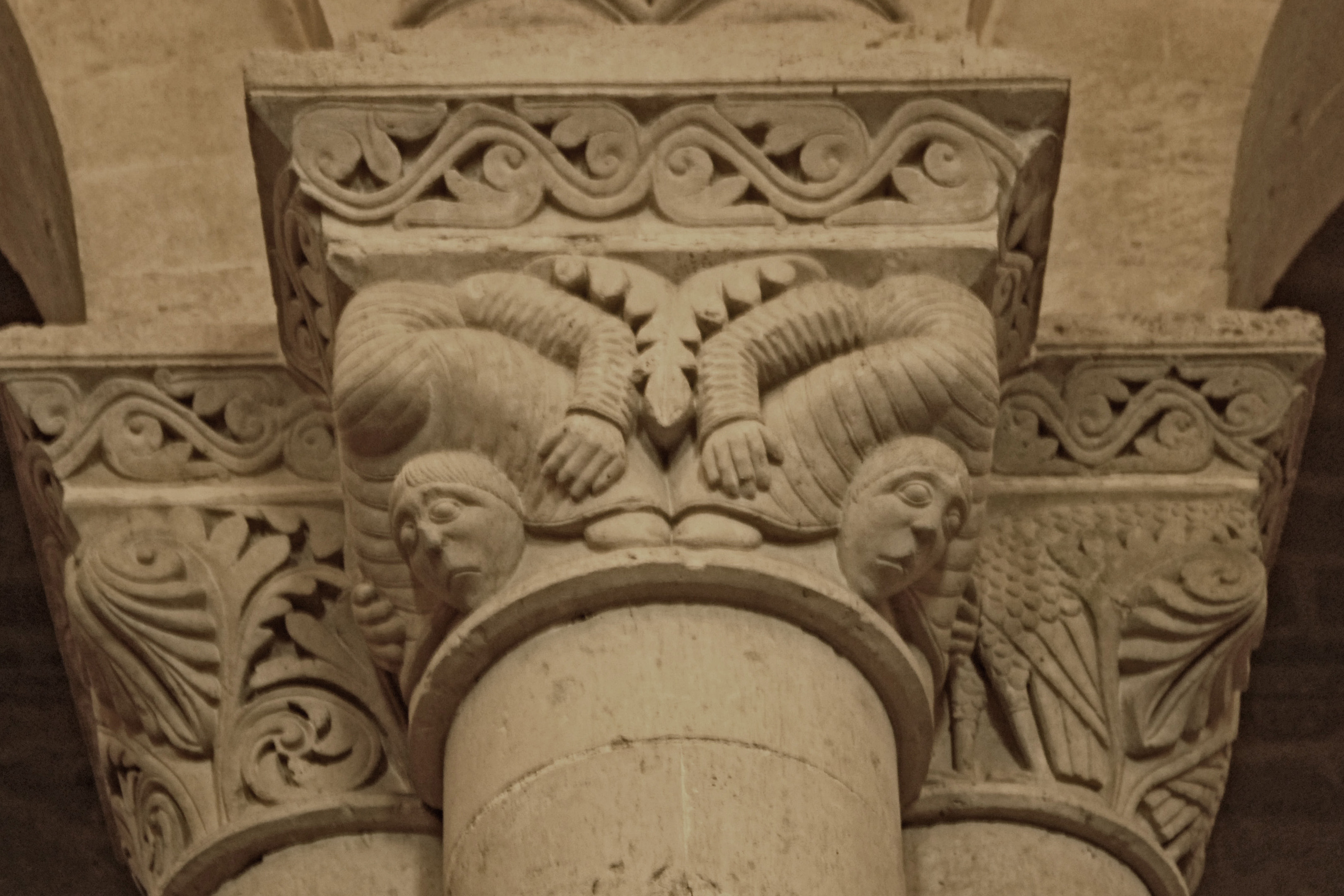
Akrobaten präsentieren ihre Kunst
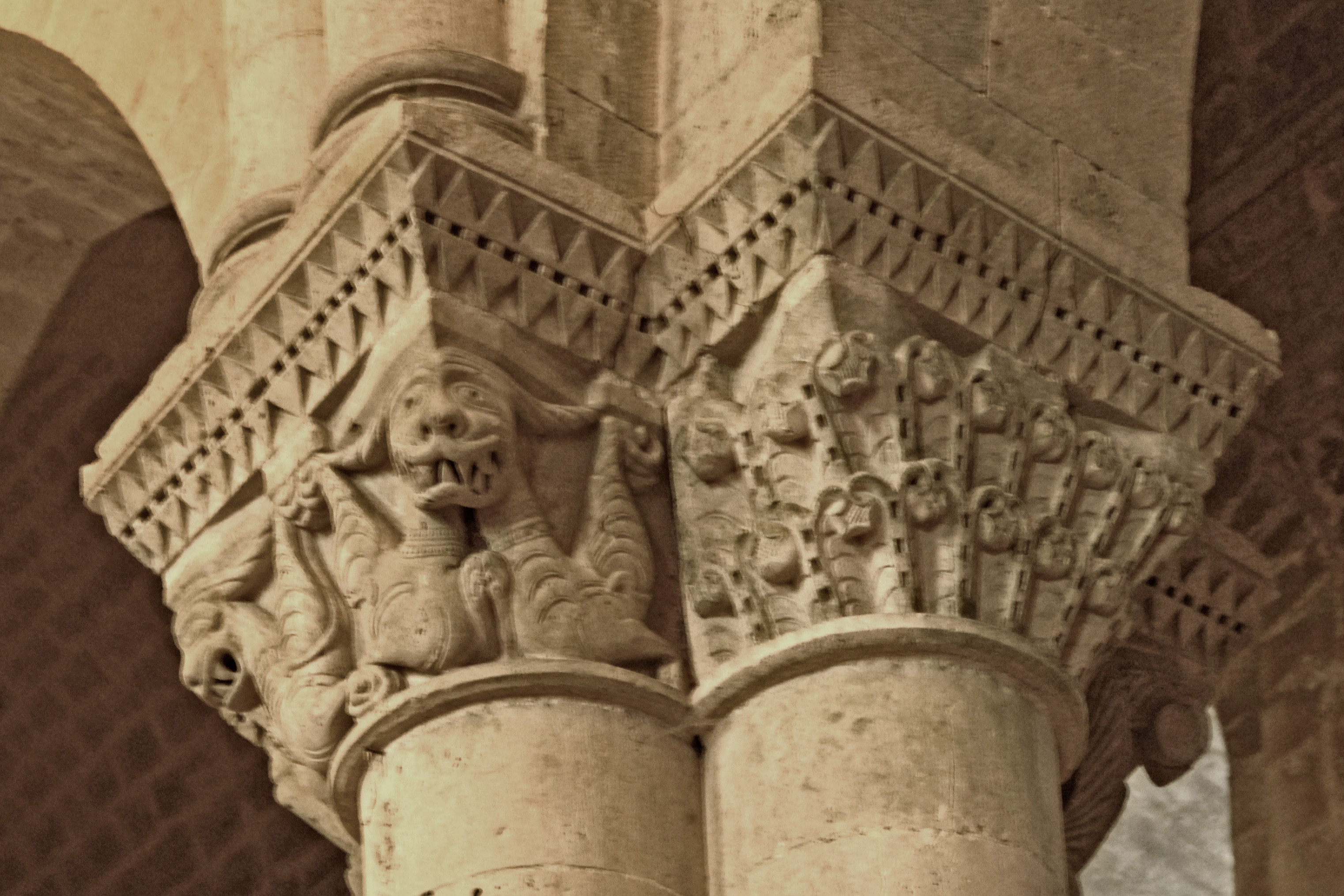
Chimären?
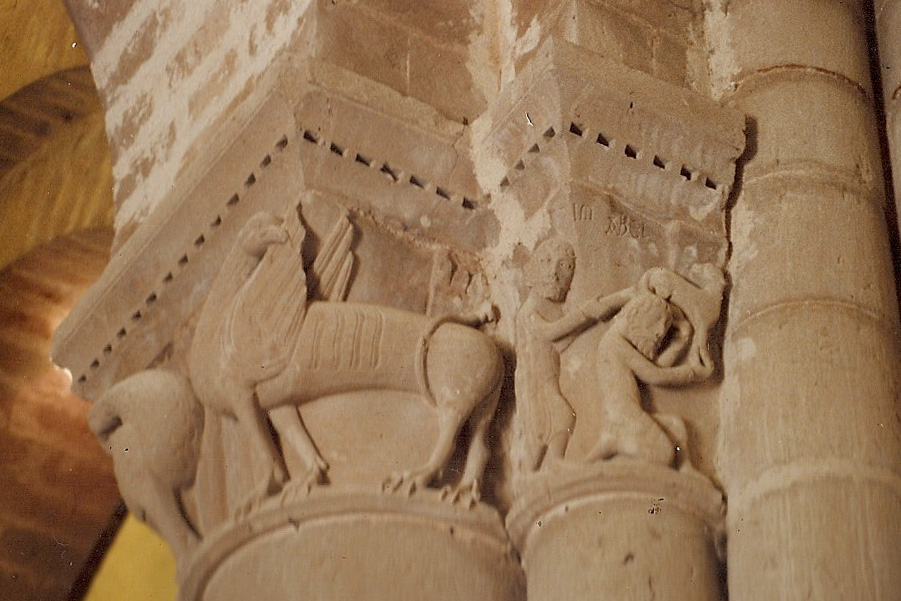
rechts: Kain und Abel
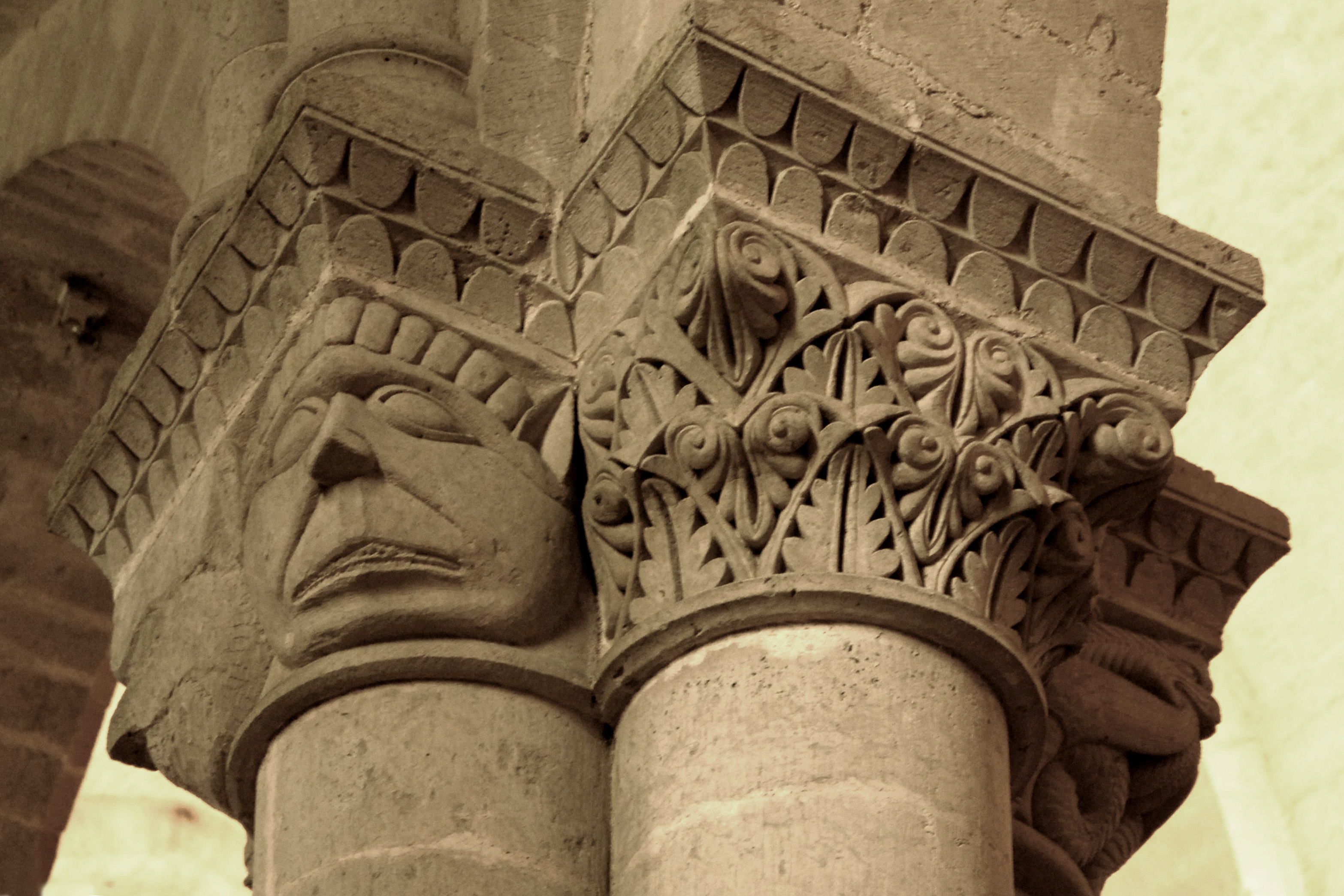
Dämonen mit erschreckendem Blick und Katzenohren
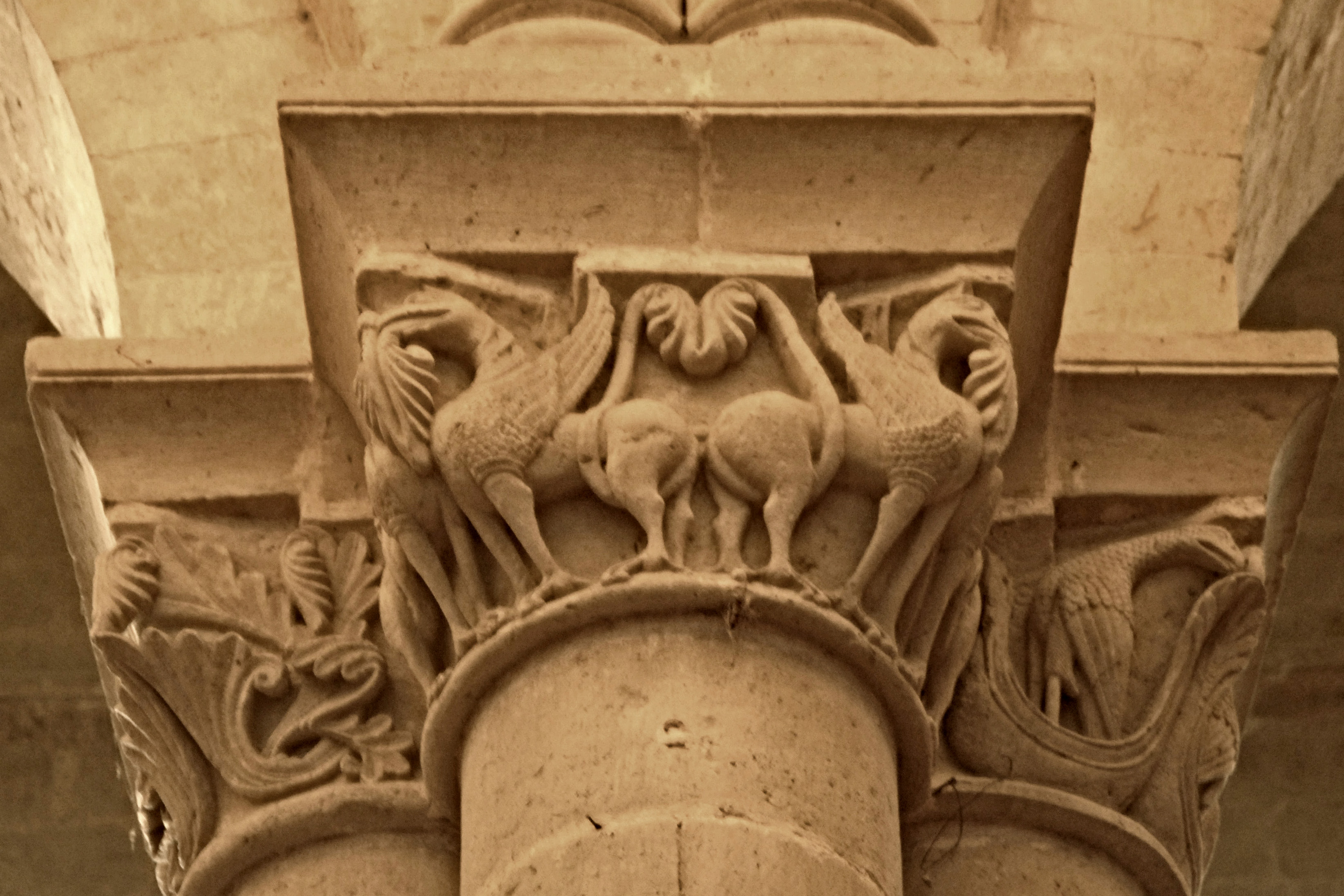
geflügelte Vierbeiner mit Schnäbeln und Krallen fressen ein gefächertes Blatt, rechts: Vogel steht aufrecht in einem Boot

### Äußere Gestalt
Das Langhaus und die Querhausarme sind mit flach geneigten Satteldächern überdacht, deren Traufen auf derselben Höhe liegen. Ihre Dachneigung ist deutlich kleiner als die der Fassade und der Querhausgiebel, von denen sie ein gutes Stück überragt werden. Lang- und Querhaus sind mit roten Hohlziegeln in römischer Art eingedeckt, auch Mönch-Nonnen-Ziegel genannt. Die mit gut 35 Grad wesentlich steileren Dächer des Chors und der Apsiden sind mit grauen flachen Steinplatten eingedeckt. Die Ziegel und Steinplatten kragen über die Traufgesimse noch deutlich aus.
Beim Lang- und Querhaus sind es allerdings keine „echten“ Traufen, bei denen das Regenwasser frei abtropft. Oberhalb der dritten oder vierten Ziegelreihe ist fast unsichtbar eine Regenrinne aus Metall versteckt, die das Wasser zu Regenfallrohren leitet, bevor es über die Traufe abfließen kann, eine neuzeitliche Zugabe. Die untersten Ziegel täuschen eine Traufe vor.
Alle Traufen weisen kräftige Kraggesimse auf, die beim Lang- und Querhaus auf der Stirnseite mit einer gekehlten Abschrägung profiliert sind. Beim Lang- und Querhaus wird das Traufgesims von kräftigen eng gestellten Kragsteinen unterstützt, deren unterseitige Abschrägungen nach innen ausgerundet und dort wie eine dreieckige Rippe profiliert sind. Chor und Apsiden weichen von dieser Ausführung ab (siehe dort).
Die Wände aller Gebäudeteile und deren Vorlagen stehen auf ausladenden, oberseitig profilierten Sockeln, die auf der Fassade die größte Höhe und durch das ansteigende Gelände am Chorhaupt die geringste Höhe aufweisen.

#### Langhaus

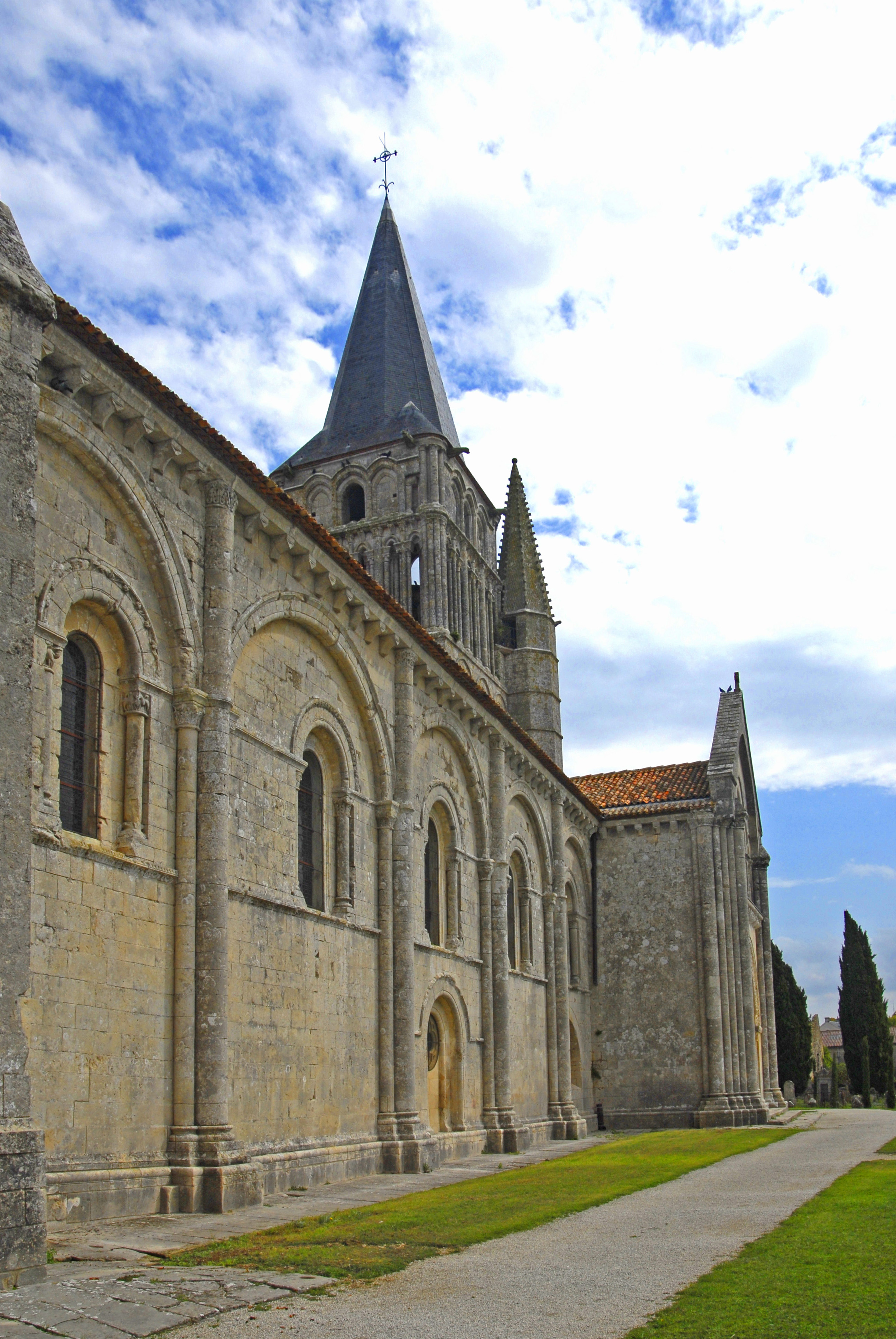
Langhaus von SW

Die Langhauslängswände werden wie auch im Innern in fünf Joche unterteilt, hier jedoch von Dreierbündeln halbrunder Säulen. Die mittlere und dickste Säule reicht über die ganze Wandhöhe vom Sockel bis unter das sie überdeckende Traufgesims, das sie mitträgt. Bekrönt werden sie von Kapitellen pflanzlicher Skulptur, ohne Kämpfer. Die Dreierbündel stehen auf profilierten Basen und Plinthen.
Jedes Joch wird überfangen von einer Blendarkade, deren Bogenscheitel bis knapp unter die Kragsteine des Gesimses hinaufreichen. Auf den im Querschnitt quadratischen Bogensteinen treten an den Längskanten schmale Rundstäbe hervor. Der nicht ganz halbkreisförmige Arkadenbogen steht etwa in dreiviertel der Wandhöhe auf Kämpfern, mit pflanzlich skulptierten Kapitellen, und die wieder auf schlanken halbrunden Begleitsäulen, und werden dort zu den eingangs genannten jochteilenden Dreierbündeln. Die vorstehenden Kämpfer werden als waagerechtes Kragprofil über die ganze Länge der Langhauswand und seiner Bauteile fortgesetzt. Ein weiteres horizontales Kragprofil teilt die Arkadennische etwa in ihrer halben Höhe. Auf ihm steht in jedem Joch ein rundbogiges Fenster, das von einer Archivolte eingefasst wird. Der Archivoltenbogen hat etwa den gleichen Querschnitt und die Profilierung, wie der große Arkadenbogen. Dieser steht auf schlanken Säulchen, die mit Kämpfern, skulptierten Kapitellen, profilierten Basen und Plinthen ausgestattet sind. Innerhalb der Archivoltennische wird das kleinere Fenster von glatten Laibungs- und Keilsteinen eingerahmt.
Bei den Fenstern fällt auf, dass sie nur in Joch 5 zentriert angeordnet sind. Von Joch zu Joch rutschen die Fenster aus der Jochmitte in Richtung Chor, die Abweichung ist im Joch 1 am größten. Im Grundriss (siehe Skizze) erkennt man den Grund. Nur zwischen Joch 5 und 4 stimmen die inneren und äußeren jochteilenden Säulengruppen überein. Von Bündel zu Bündel weichen die äußeren von den inneren immer weiter ab, bis sie zwischen Joch 1 und 2 sogar nicht mehr gegenüberstehen. Über die Ursache dieser Abweichungen gibt es keine Erklärungen.
Auf der Südwand des Langhauses gibt es in Joch 3 in der unteren Hälfte der Arkadennische eine Besonderheit. Unmittelbar auf dem Sockel ist eine rundbogige Wandnische eingelassen, im Gegensatz zum Fenster darüber genau in Jochmitte zentriert. Ihre Kanten sind in schmale Profilstäbe aufgelöst. Die Bogenkeilsteine werden von einem schmalen Kragprofil überfangen, das an den Bogenenden waagerecht abknickt und bis gegen die Pfeilerbündel stößt. Im oberen Bereich der Nische, dort leicht eingerückt, befindet sich ein kreisrundes „Ochsenauge“, mit steinernem Maßwerk. Diese etwas seltsam anmutende Kombination von Fenster und Bogennische könnte vermuten lassen, dass es sich vielleicht einmal um ein Seitenportal gehandelt hat (?). Nicht weit daneben gibt es in Joch 5 eine weitere Nische, jedoch deutlich tiefer und ohne Fenster und weitere Verzierungen. Die Nische beginnt etwa einen halben Meter über dem Sockel und ist darüber von einem angespitzten Rundbogen überwölbt. Es könnte sich um eine ehemalige Grabstätte handeln.

#### Querhaus mit Vierungsturm

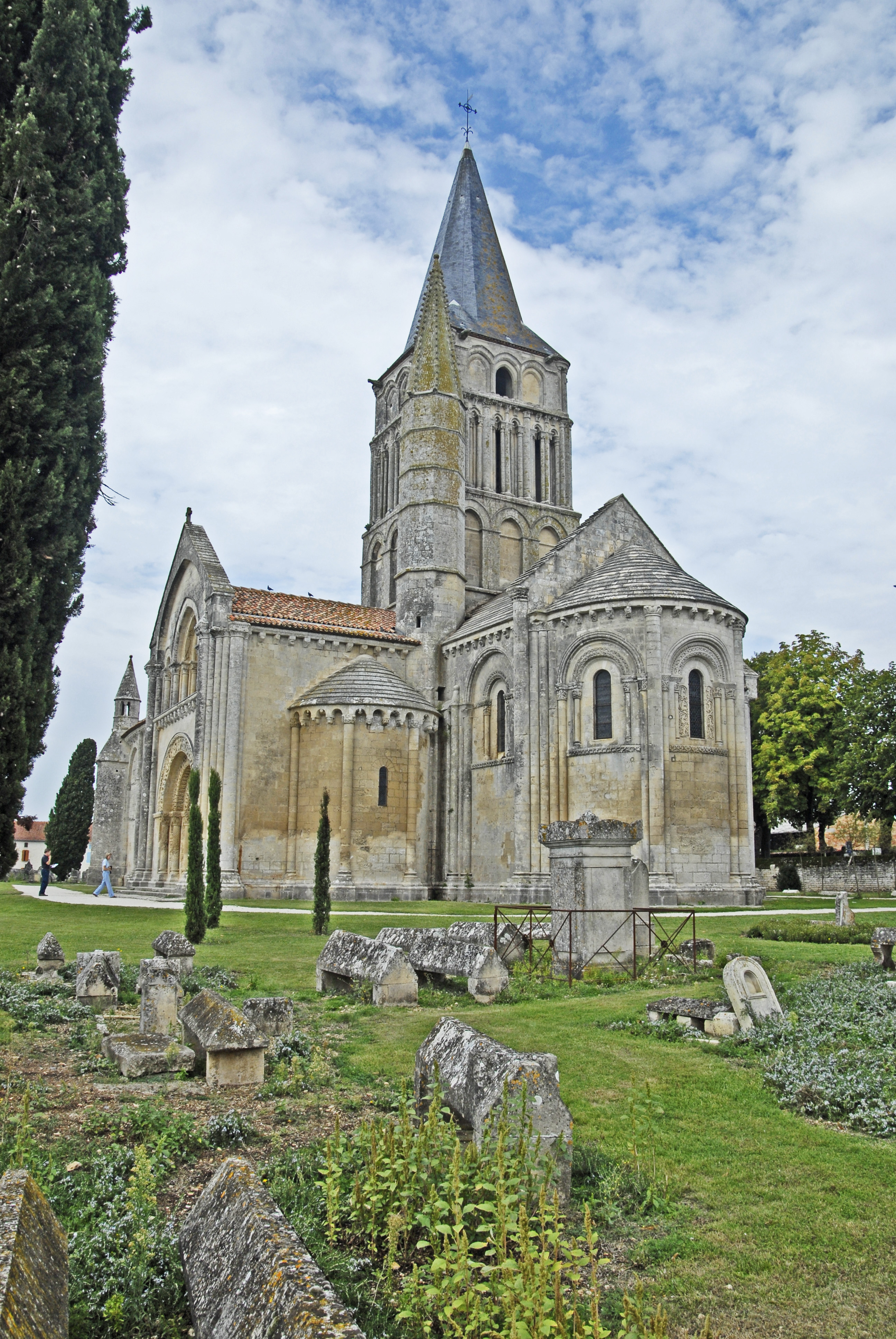
Chorhaupt mit Querhaus und Turm von SO

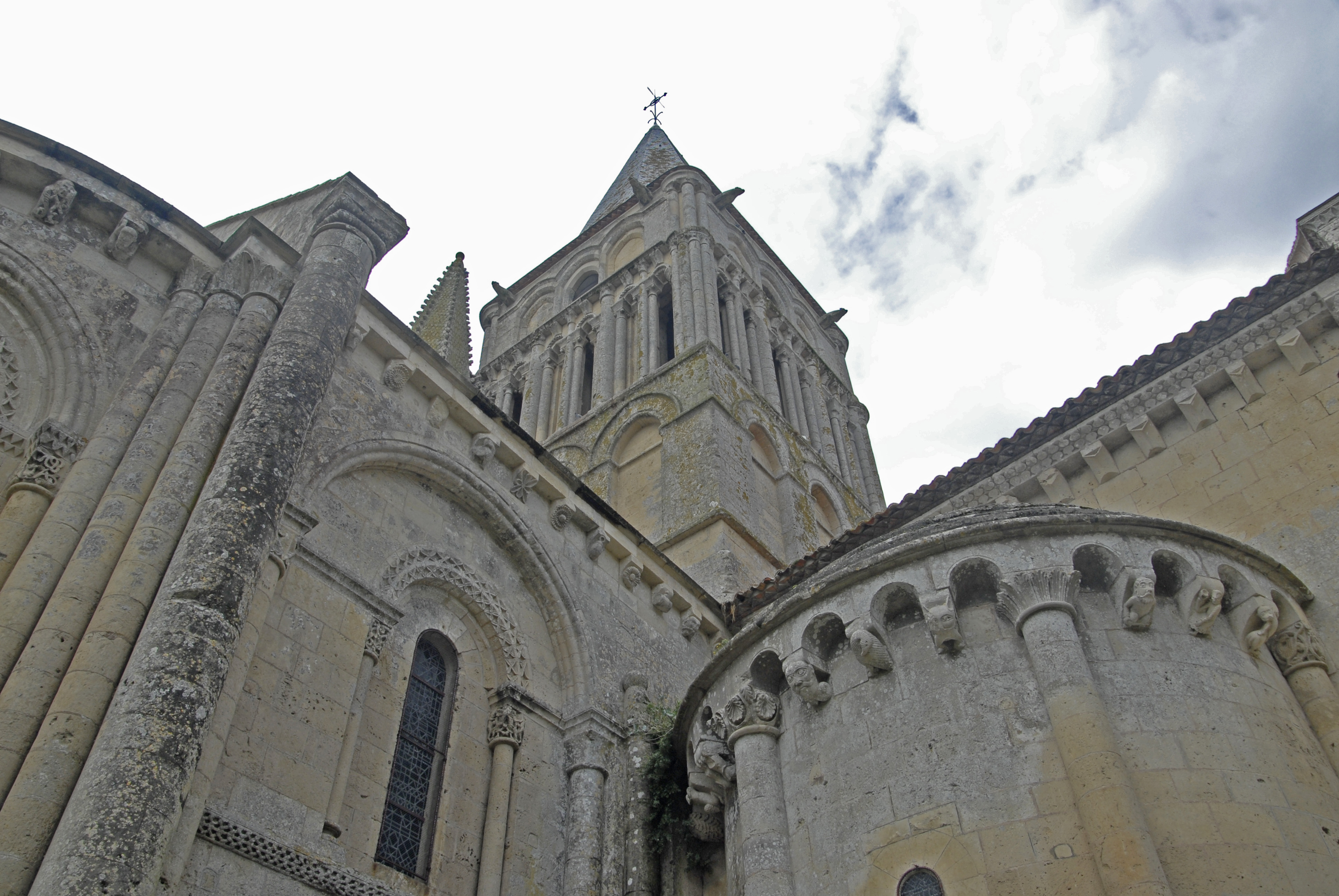
Vierungsturm von Nordost

Die Querhausarme überschreiten die Breite des Langhauses beträchtlich. Ihre Giebelwände überragen an ihren Seiten die Dachtraufhöhe um gut einen Meter. Die Ortgänge der Giebelwände steigen von dort aus um 35 Grad zum First hin auf und werden von flachen grauen Steinen abgedeckt. Die Bauteilecken des nördlichen Querhausarms werden in je eine Dreiergruppe dreiviertelrunder Säulen aufgelöst, die äußeren sind etwas dicker als die innere.
Eine Säule steht unter dem Ende des Traufgesimses, die mittlere überdeckt die Bauteilecke und die dritte steht vor der Giebelwand. Die Säulen sind ausgerüstet wie die an den Langhauslängswänden. Derselbe Giebel weist oberhalb der mittleren Höhe ein Fenster auf, ausgestattet wie die Fenster des Langhauses und etwa gleich groß.
Der südliche Querhausgiebel und sein Südportal wird in einem separaten Abschnitt behandelt.
Aus den östlichen Wänden der Querhausarme treten den Chor flankierend die Apsiden der beiden Querhauskapellen hervor. Ihre Kegeldächer sind um 30 Grad geneigt und reichen mit ihren Firsten knapp unter die Kragsteine der Querhaustraufen. Statt eines Traufgesimses findet man einen niedrigen Bogenfries der von kunstvoll unterschiedlich gestalteten Konsolen getragen wird. Man findet überwiegend Porträts oder ganze Körper von Menschen, Monstern und Tieren. Absoluter Luxus sind die kleinen plastischen Kunstwerke in den Höhlungen jedes zweiten Bogens des Frieses der Südkapelle.
Die Apsisrundungen werden vertikal in drei Felder unterteilt von dreiviertelrunden Säulen, die ebenfalls die Bogenfriese tragen. Die Ausstattung der Säulen sind wieder pflanzlich skulptierte Kapitelle, profilierte Basen und Plinthen. Im mittleren Feld ist ein schlitzartiges rundbogiges Fenster ausgespart.
Aus den Dachflächen der ihn umgebenden Bauglieder ragt der Vierungs-Glockenturm heraus, beginnend mit einem geschlossenen Sockel. Das ihn oben abschließende Kraggesims verläuft knapp über den Dachfirsten des Lang- und Querhauses hinweg. Darüber gibt es drei unterschiedlich gestaltete Turmgeschosse. Das zweite Geschoss ist etwas höher, das dritte weniger hoch als das erste.
Das untere Geschoss ist gänzlich geschlossen, wird aber auf jeder Seite gegliedert von je drei Blendarkaden mit leicht angespitzten Bögen. Die Sichtkanten der im Querschnitt quadratischen Bögen sind in schmale Rundstäbe aufgelöst. Die Oberseiten werden von schmalen Kragprofilen überfangen. Die sie tragenden Wandpfeiler sind doppelt so breit, wie die Bögen. In Höhe der Bogenansätze verläuft ein schmales Kämpferprofil rund um den ganzen Turm. Das Geschoss wird oberseitig begrenzt durch ein leicht ausladendes Gesimsprofil.
Das mittlere Geschoss weicht gegenüber dem unteren etwas zurück. Es wird oben begrenzt durch ein weit ausladendes Gesims, dass von einer Batterie von Kapitellen getragen wird. Die Wandflächen dieses Geschosses werden fast gänzlich aufgelöst in Säulen und Säulenbündel verschiedener Dimensionen und Schafthöhen und sehr schlanken Arkadenöffnungen. Die Turmecken bestehen aus je einem Kranz von Säulen mittlerer Dimension in ganzer Geschosshöhe. Der Raum zwischen den Säulenbündeln der Turmecken wird je Turmseite mit zwei gleich hohen Säulen stärkerer Dimension in drei gleiche Felder unterteilt. Diese werden wiederum mit sehr schlanken Säulen in je zwei gleich breite Abschnitte aufgeteilt. Die so entstandenen sechs gleichen Abschnitte werden schlanke Arkaden eingestellt. Deren kleine Bögen werden von ornamentierten Bändern überfangen und stehen auf schlanken Säulen, die von einfach skulptierten Kapitellen mit wuchtige Kämpfern gekrönt sind und unmittelbar auf flachen Plinthen stehen. Im Hintergrund der Arkadenöffnungen sind noch zusätzliche Säulen aufgestellt, und zwar wechselseitig mal rechts, mal links der Öffnung. Es entstehen dadurch schlitzartige Schallluken.
Das oberste Geschoss mit geringster Höhe wird oberseitig abgeschlossen durch die Traufen des etwas auskragenden Turmhelms. Die Turmecken werden wieder von Säulenbündeln umringt, allerdings nur aus drei Säulen mit kleinen Abständen untereinander. Sie tragen gemeinsame kreisrunde Kämpferplatten mit gekehlten Sichtkanten, die zu Ausrundung der Turmhelmecken führen. Etwas zur Mitte hin eingerückt gibt es auf jeder Seite eine Dreiergruppe von Arkaden, deren mittlere geöffnet sind. Die äußeren Bogensteine werden von einem schmalen Profilband überfangen, das außenseitig waagerecht bis zu den Säulenbündeln geführt ist. Die Arkadenränder werden durch doppelte Rückversätze der Wandecken zurückgestuft. Kurz neben den Säulenbündeln und knapp unter der Turmhelmtraufe sind auf jeder Turmseite zwei weit ausladende steinerne Wasserspeier in Tierform angeordnet. Vermutlich sind sie lediglich Schmuckelemente. Welches Wasser sollten sie spucken?
Der offensichtlich hölzerne Turmhelm mit einer kleinteilig geschuppten Schiefereindeckung weist eine gotische Formgebung auf. Der größtenteils achteckige Helm läuft nach oben spitz zu. Auf den Turmseiten werden im unteren Bereich die Helmdachflächen weniger steil abgeschleppt. An den runden Helmecken entstehen kegelförmige spitz zulaufende Ausrundungen der Übergänge der Dachflächen.
Die südöstliche Turmecke wird gerade berührt von dem schlanken stelenartig aufragenden oktogonalen Treppenhaus der Spindeltreppe, die vom Boden des Kirchenraums bis etwa in die Mitte des mittleren Turmgeschosses hinaufführt, wo man über einen offenen Steg in die Glockenstube gelangt. Kurz darüber wird der Schaft des Treppenturms von einem achteckigen spitzen steinernen Turmhelm gekrönt, dessen Grate mit gotischen Krabben geschmückt sind. Seine Spitze überragt die Traufe des großen Turmhelms ein gutes Stück. Die Wände des Treppenturms werden in der Höhe durch fünf umlaufende schmale Kraggesimse unterteilt.

Galerie Bogenfriese Querhauskapellen
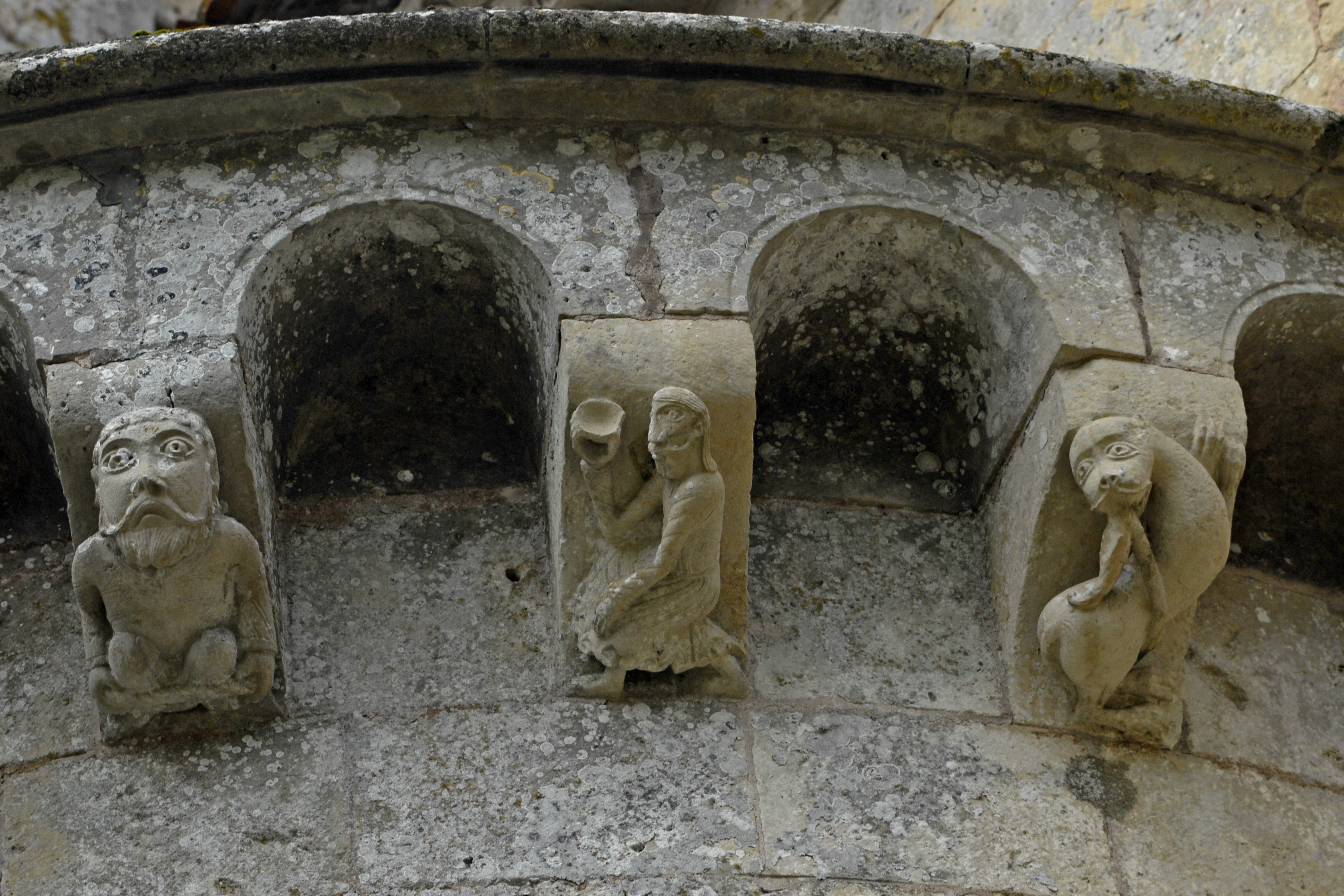
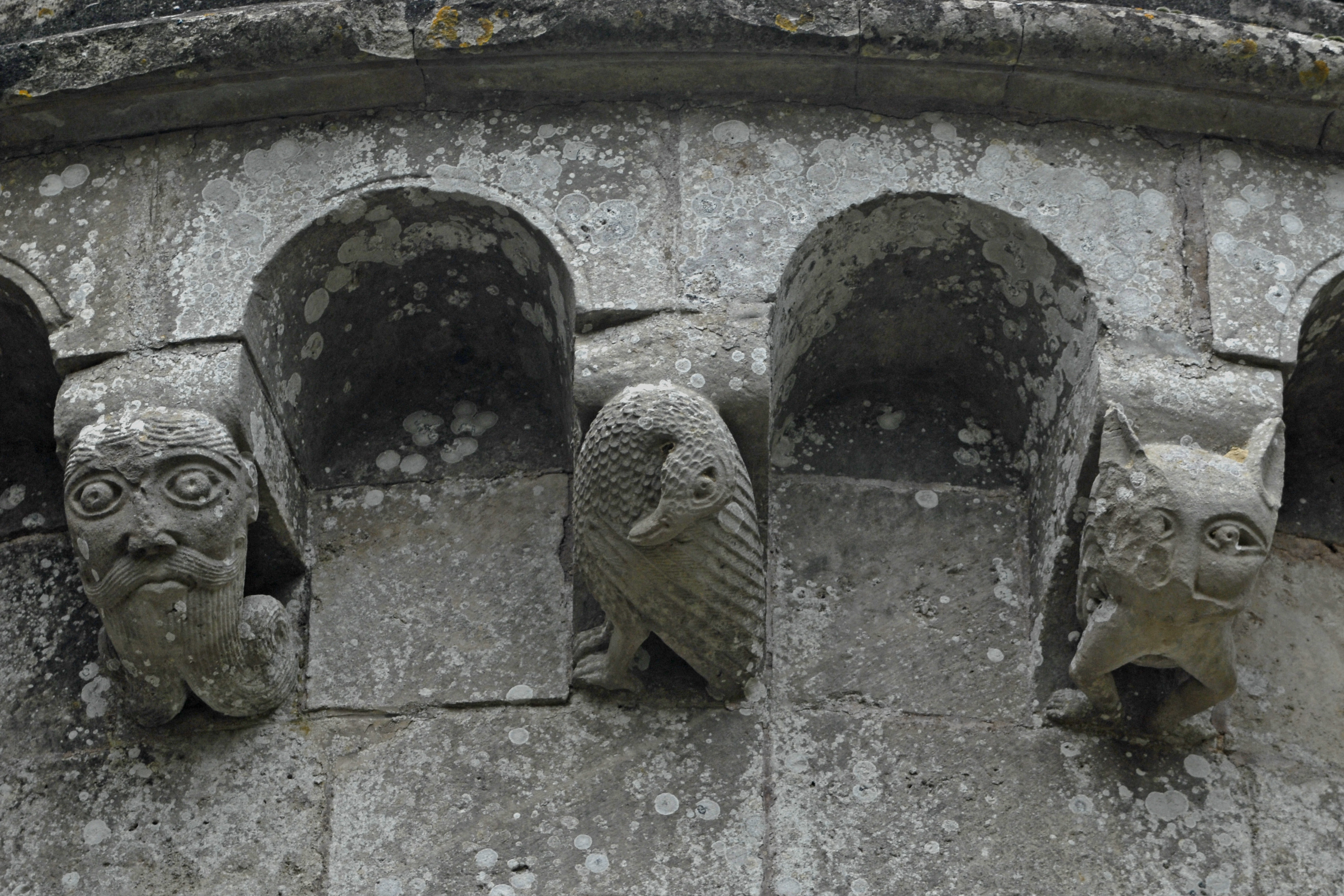
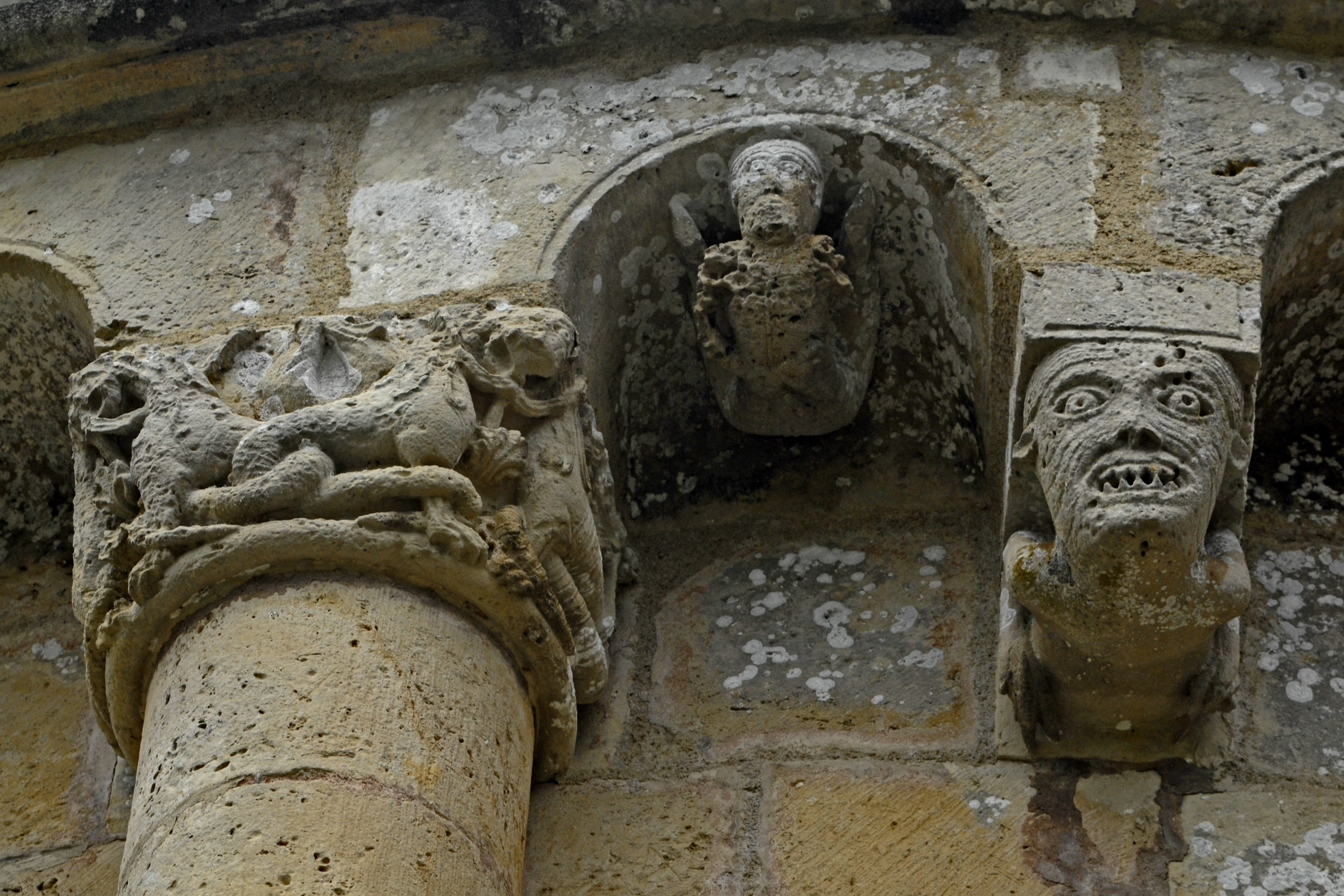

#### Chorpartie

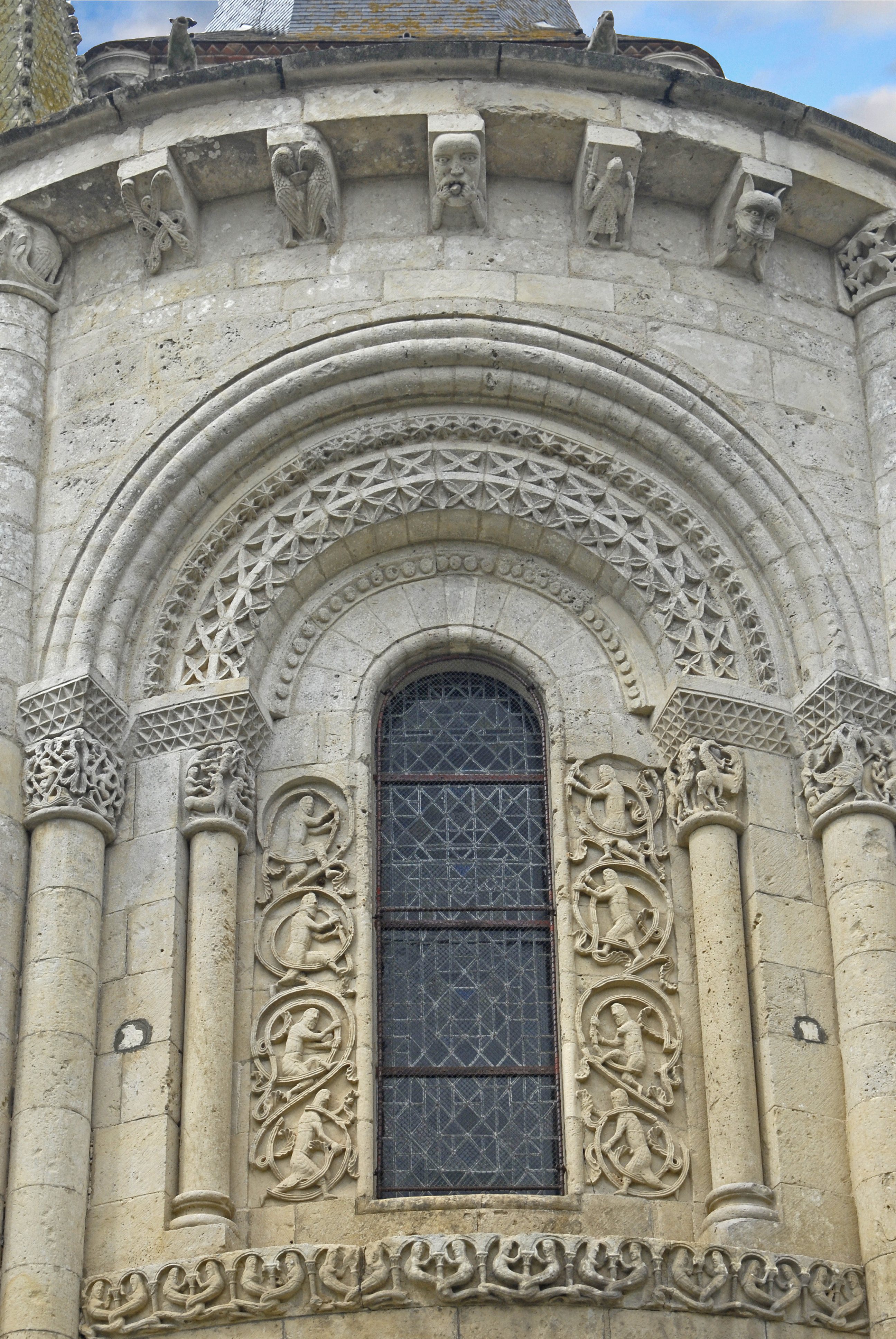
Zentrales Fenster der Chorapsis

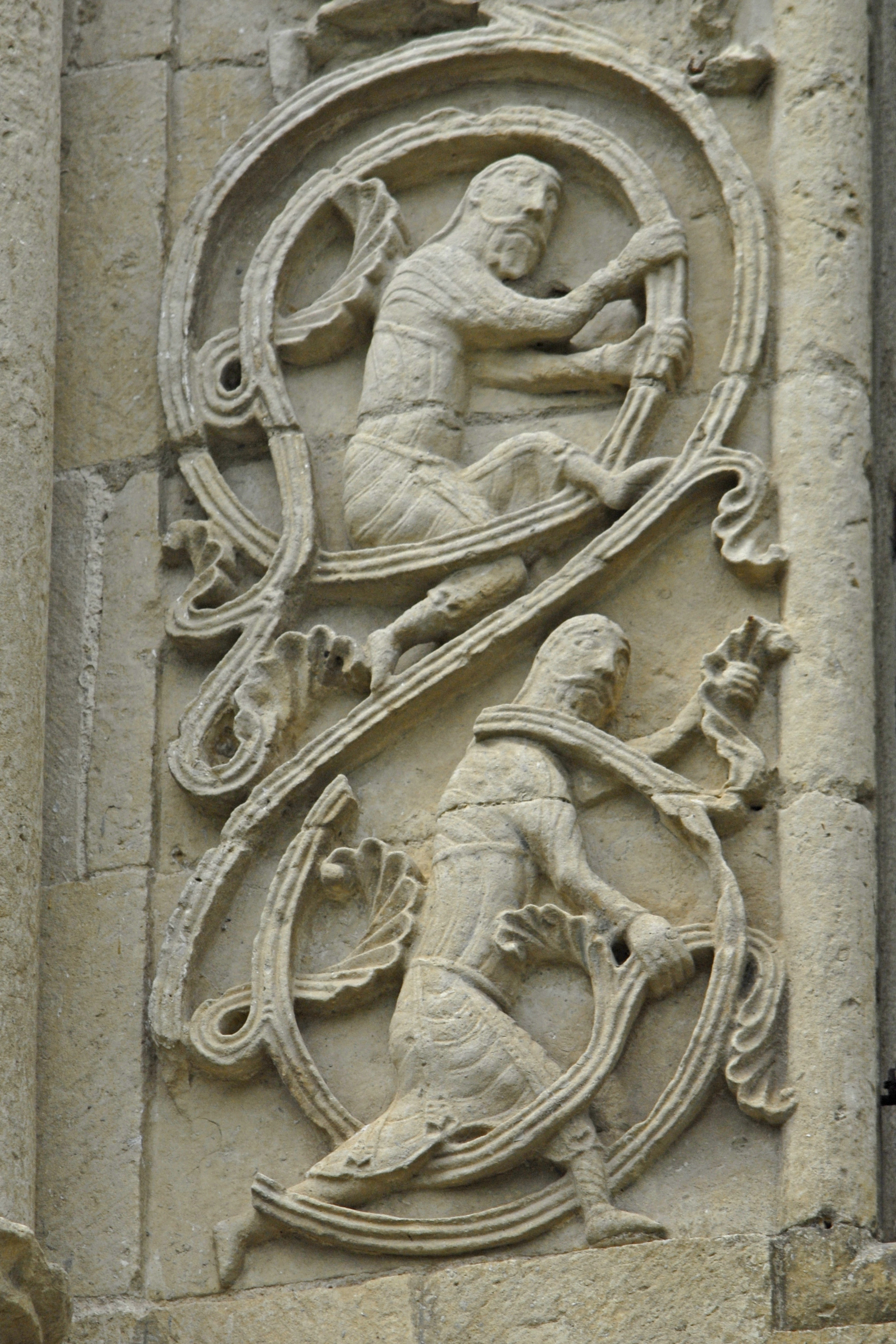
Relief neben Chorapsisfenster

Die Traufen des Chors stoßen auf den Turmecken höhengleich mit denen des Querhauses zusammen. Der Chor und seine Apsis weisen Traufgesimse mit quadratischem Querschnitt auf. Sie werden getragen von Kragsteinen mit unterschiedlichen Skulpturen, sowohl figürlicher wie auch pflanzlicher und geometrischer Art.
Das Satteldach des Chorjochs wird getrennt von der schmaleren Chorapsis durch eine Wand, die deutlich wie eine „Brandwand“ über die Dachflächen hinausragt. Ihre Ortgänge verlaufen mit circa 35 Grad parallel zu den Dachneigungen und sind mit grauen Steinplatten abgedeckt. Die Enden der Wand werden von dreiviertelrunden Säulen in Dimension der Wanddicke in ganzer Höhe abgeschlossen. Ihre schlichten Kapitelle übernehmen keine Auflasten. Die Säulen werden auf ihrer Apsisseite mit einer Gruppe von drei schlanken Säulen bis unter das Traufgesims begleitet. Die Rundung der Apsiswand wird von zwei kräftigen dreiviertelrunden Säulen in ganzer Wandhöhe in gleich breite Felder unterteilt.
Die Felder werden in ganzer Breite ausgefüllt mit Blendarkaden, deren Scheitel mit etwas Abstand unter den Kragsteinen der Traufgesimse bleiben. Ihre Bögen aus mehrfachen Rundstäben stehen auf dreiviertelrunden Säulen mit skulptierten Kapitellen und profilierten, teils ornamentierten Kämpfern. Diese Säulen, wie auch die vorgenannten Säulenbündel, reichen hinunter auf ihre profilierten Basen und Plinthen, die auf den Sockeln des Bauwerks stehen. In die vorgenannten Blendarkaden sind kleinere Archivolten eingestellt, deren Bögen auf den Stirnseiten geometrisch strukturiert sind, und die von weiteren schmalen Profilen mit Stabornamenten begleitet werden. Die dreiviertelrunden Säulchen sind mit figürlich und pflanzlich aufwändig skulptierten Kapitellen ausgestattet. Ihre Kämpfer übernehmen Form und Höhenlage von den Kämpfern der großen Blendarkaden. Sie enden unten etwa in halber Wandhöhe auf breiten Schmuckgesimsen, die mit sich wiederholenden Reliefs skulptiert sind. So zum Beispiel eine Reihung von vorwärts strebenden Hunden wird von einer spiralförmigen Ranke umwunden. Sie versuchen, mit weit aufgerissen Mäulern dicke Rankenenden zu verschlingen und mit den Pfoten Ranken beiseite zu drängen. Das Gesims des zentralen Fensters zeigt eine winzige, fein gearbeitete Blendarkadenreihe aus Bögen, Säulen und Kapitellen. In Mitte der Arkadenbögen richten sich quer zum Betrachter menschliche Oberkörper auf, paarweise zueinander gewandt, deren Unterkörper in lange schlangenartige Schwänze übergehen, die sich gegenseitig umschlingen. Man wird an Sirenen erinnert.
In die Archivoltennische eingestellt sind sehr schlanke rundbogige Fensteröffnungen, die von glatten Laibungs- und Keilsteinen eingerahmt werden. Einzig beim Mittelfenster der Chorapsis werden diese Steinflächen von kunstvoll gestalteten Hochreliefs flankiert. Auf den Seitenwänden des Chors sind ähnliche Archivolten und Fenster angeordnet. Die äußeren Blendarkaden sind etwas breiter und höher. Bei den Skulpturen taucht immer wieder das Motiv von kämpfenden, sich windenden menschlichen oder tierischen Wesen in einem Gewirr von pflanzlichen Rankenwerken auf: Die Seele des Menschen im Kampf gegen das Böse der Welt.

Galerie Skulptur Chorapsiden
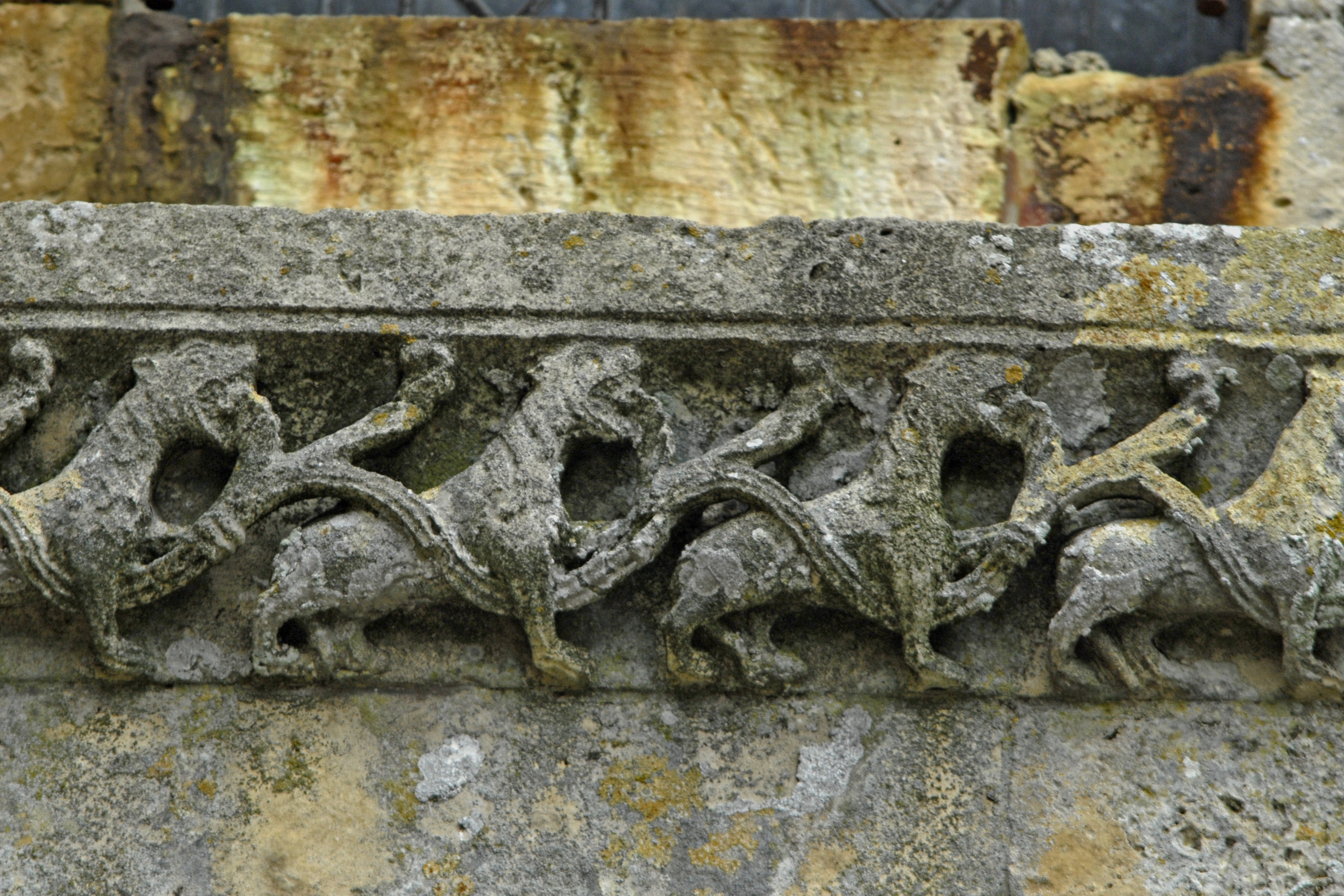
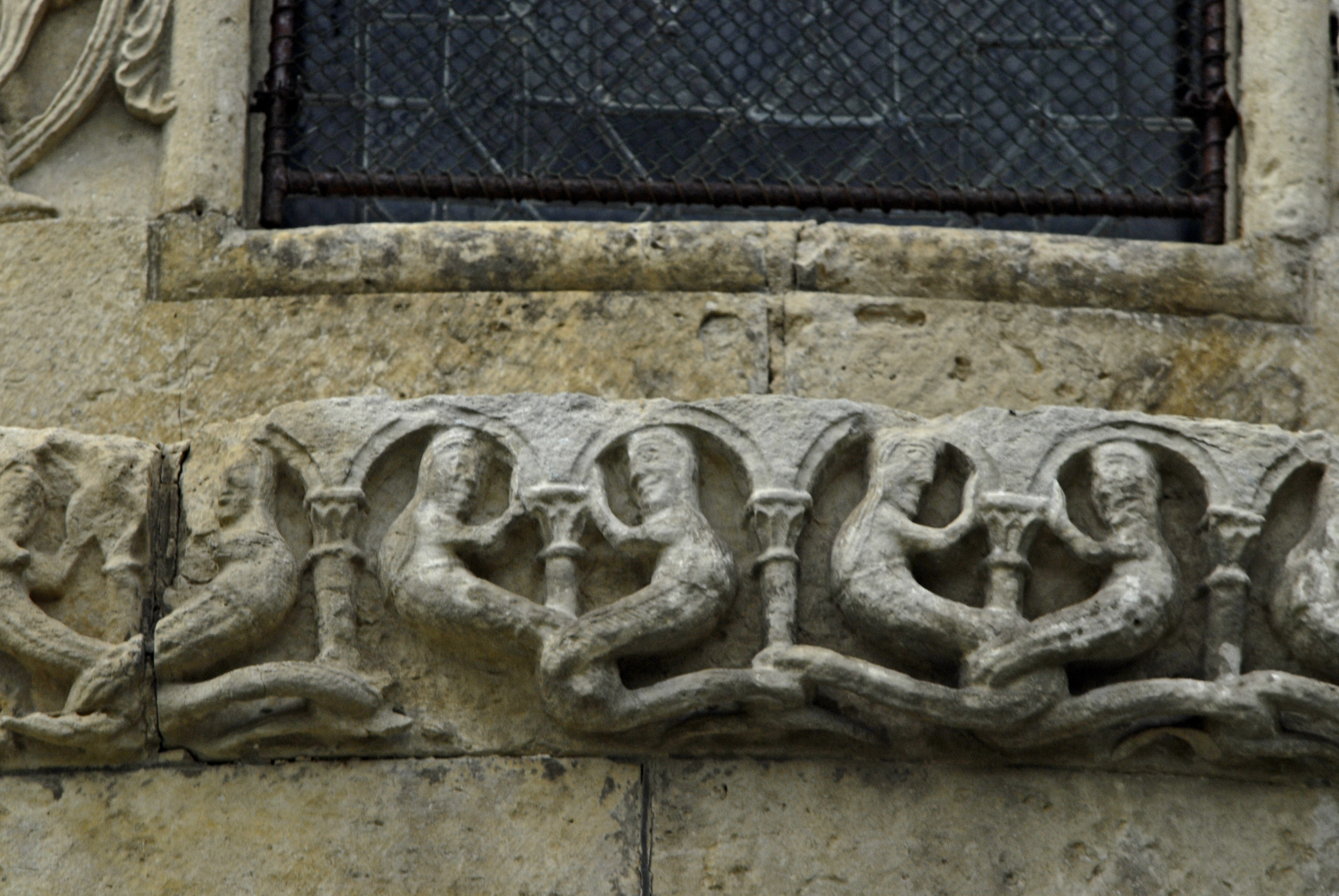
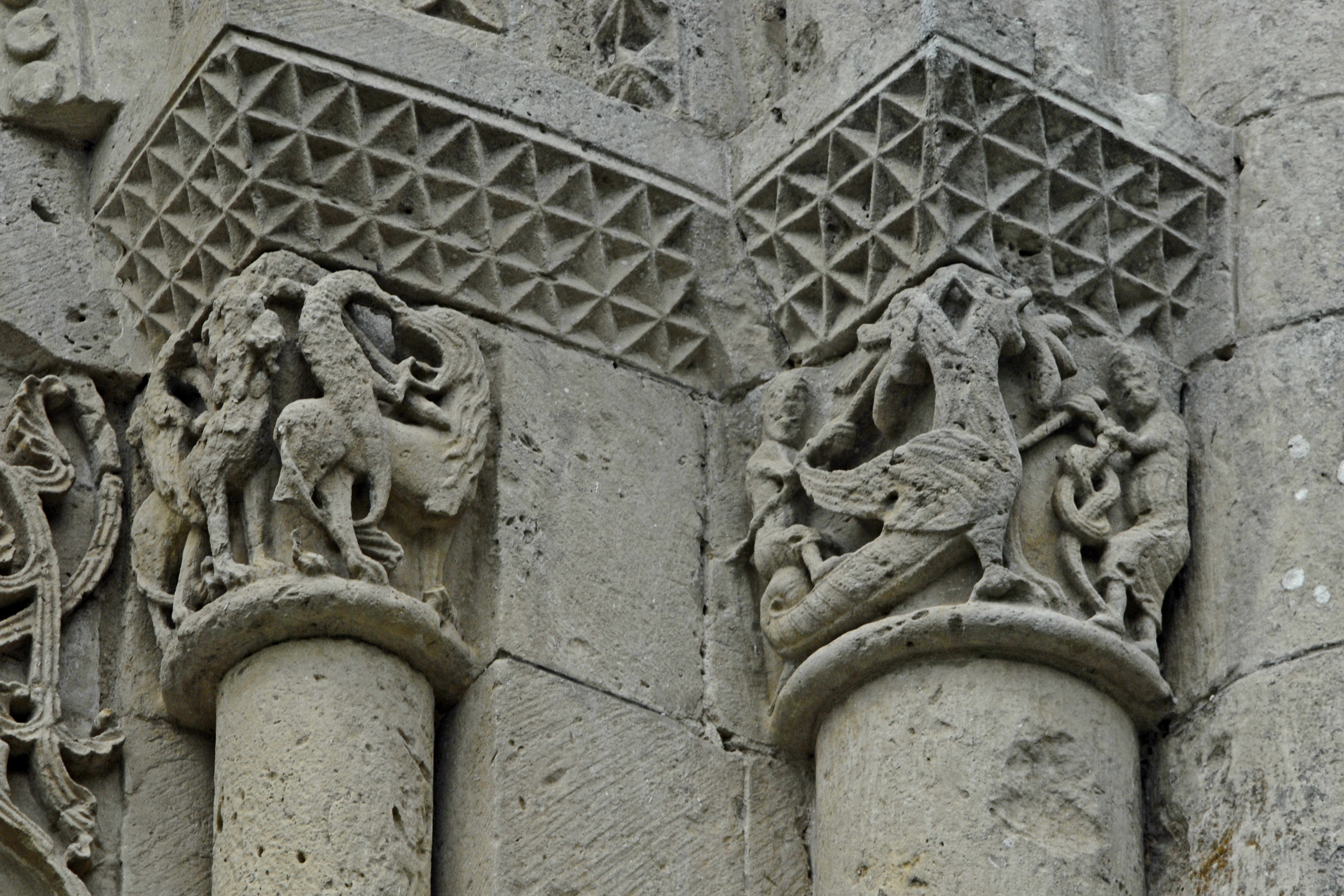
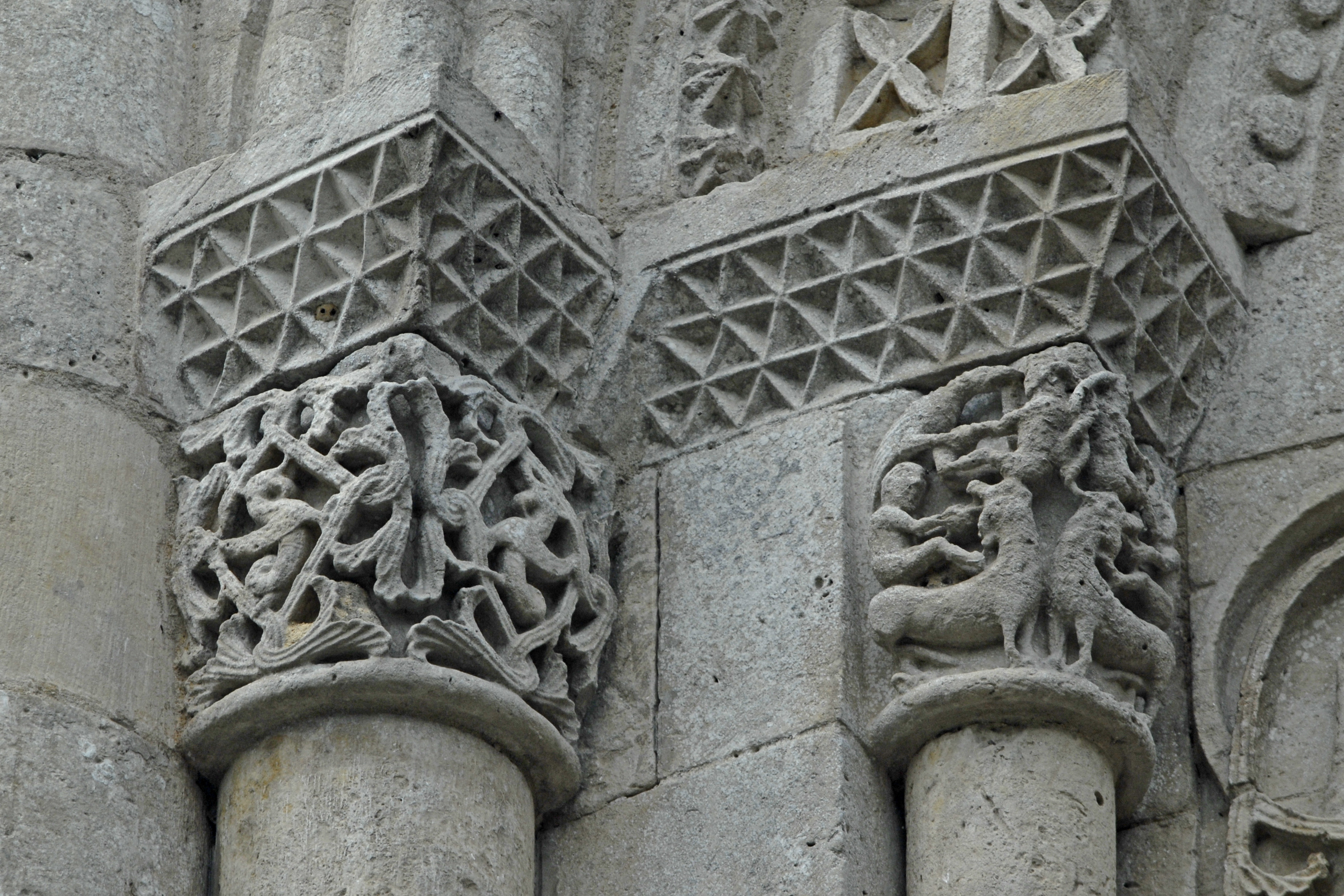

### Westfassade und Hauptportal

#### Grobgliederung
Die Fassade wird von einem pultdachähnlich profilierten Kraggesims, etwa in halber Firsthöhe horizontal unterteilt in ein Erdgeschoss und in ein Obergeschoss, gleichzeitig das Giebelfeld. Das Obergeschoss hat besonders durch den Verlust der einstigen großen Reiterstatue Kaiser Konstantins an Bedeutung verloren.

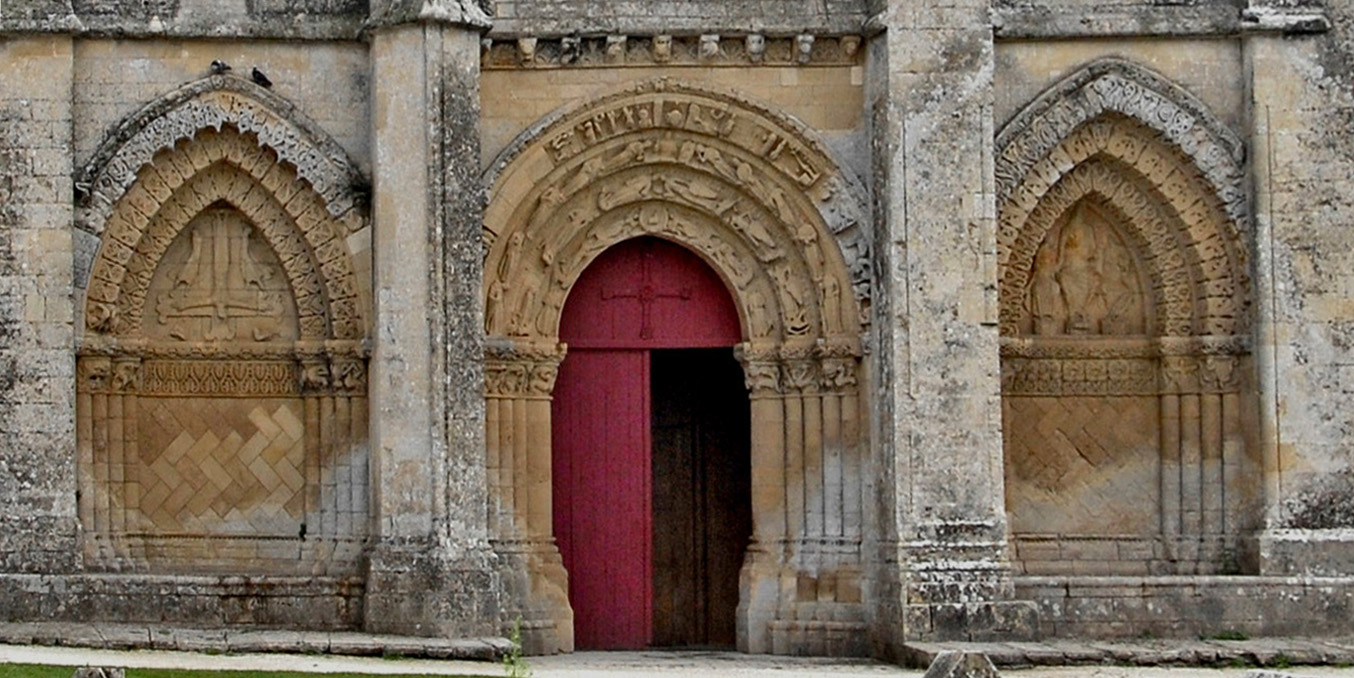
Erdgeschoss der Fassade, Archivoltenportale, vorgesetzte Strebepfeiler

Die vertikale Fassadenunterteilung, wie der Langhausaufriss in einen mittleren breiteren und in zwei seitliche schmalere Abschnitte geteilt, übernehmen seit dem 15. Jahrhundert zwei klobige Strebepfeiler in Verlängerung der inneren Scheidewände. Sie reichen hinauf bis zu den Bogenansätzen der zentralen Arkadennische und werden von spitz zulaufenden steinernen Zeltdächern bekrönt. Der Pfeiler links des Portals besitzt noch eine im Grundriss dreieckige Vorblendung, die in Höhe des Kraggesimses in ein spitzes Zeltdach übergeht. Die Fassadenseiten werden weit ausladend, und leicht nach vorne gekehrt, von noch größer dimensionierten Strebepfeilern verlängert, die von steilen Walmdächern aus Stein gekrönt werden.
Die Walmdächer gehen über in zylindrische Türmchen, die ihnen im 19. Jahrhundert aufgesetzt wurden. Ihre unteren Wände gehen nahtlos in die Fassadenoberfläche über. Sie werden von steil zugespitzten Kegeldächern bekrönt, deren Dachflächen mit gezackten Schuppen strukturiert sind. Ihre Spitzen tragen kleine Kugeln. In den Wänden der Türmchen sind je vier kleine Zwillingsarkaden ausgespart. Dem südlichen Strebepfeiler ist an der linken Seite noch ein kleiner Wandpfeiler zusätzlich angeformt worden. Die Strebepfeiler stehen etwa in Höhe der Portalsäulenbasen auf einfachen Sockelvorsprüngen. Bei der Pfeilern zwischen den Portalen sind die Sockel mehrfach abgestuft. Vor den Blindportalen sind in Höhe der Säulenplinthen zwischen den Strebepfeilern circa 50 cm hohe Steinsitzbänke eingefügt. Leider entstellen und zerreißen die wuchtigen, teils fremdartigen späteren Zutaten, nebst der fehlenden Monumentalstatue, den ursprünglichen harmonischen Charakter der Fassade, vor allem der Portale.
Man kann sich aber durchaus ihre ursprüngliche Grobgliederung vorstellen. Die Vertikalunterteilung übernahmen vermutlich dreiviertelrunde Säulen, vom Sockel bis unter das Kraggesims reichend etwa in Dimension der dickeren Säulen anderer Bauteile der Kirche. Sie passten genau zwischen die äußeren Archivoltenbögen der Portale.
Der mittlere Fassadenabschnitt des Erdgeschosses wurde gänzlich ausgefüllt durch das vierstufige Archivolten-Hauptportal mit Rundbögen ohne Tympanon, das von den beiden Seitenabschnitten mit zwei dreistufigen Scheinportalen mit stark angespitzten Bögen und einem Tympanon flankiert wurden. Die Fassadenränder kann man sich vorstellen, wie die Ecken der Querschiffarme. Eine dreiviertelrunde Säule stand an der Ecke der Fassadenfront und zwei oder drei schlanke Säulen leiteten herum auf die Langhausseiten und standen unter dem Traufgesims. Vielleicht gab es dort noch eine zusätzlich dickere Säule. Knapp über dem obersten Bogenscheitel verläuft ein breites pflanzlich ornamentiertes Schmuckband aus dem neun verschieden skulptierte Konsolsteine herausragen.
Anders als das Erdgeschoss kommt das Obergeschoss oder Giebelfeld aus glatten Werksteinen in großen Teilen bis unter die um etwa 35 Grad geneigten Ortgänge ohne Skulpturenschmuck aus. Die Ortgänge sind mit grauen Steinplatten abgedeckt. Ihr First wird von einem steinernen lateinischen Kreuz gekrönt. Ein wenig schmaler und niedriger als die äußere Archivolte des Hauptportals ist die große Bogennische, mit angespitztem Rundbogen und mit einer größeren Tiefe als die Fensterlaibungen. Der Bogen steht auf profilierten Kämpfern, die in die Nische hinein und ein Stück auf die Wandoberfläche gezogen sind. Die breite Bogenstirnseite wird von zwei schmalen Rundstäben begrenzt. Im Fuß der Nische ist eine pultdachähnliche, gut einen halben Meter hohe, sehr steil abgeschrägte Brüstung eingefügt, die von den Kragkonsolen des Erdgeschosses abgestützt wird. Im Nischenhintergrund aus glatten Werksteinen öffnet sich am rechten Rand eine schlanke Nische mit einem halben Rundbogen, der einhüftig auf dem vorgenannten Kämpferband aufsteht. In der Rückwand ist ein kleines rechteckiges Fenster mit Brüstung und Sturz eingebaut. Über den Scheinportalen sind zwei kleine Fenster mit angespitzten Bögen ausgespart, deren Keilsteine von einem schmalen Rundstab überfangen werden. Die Gewände und Fensterbänke sind abgeschrägt. Das linke Fenster sitzt mit seiner Bankkante auf dem geschossteilenden Gesims, das rechte ist etwas höher angeordnet.

#### Skulptur der Westportale

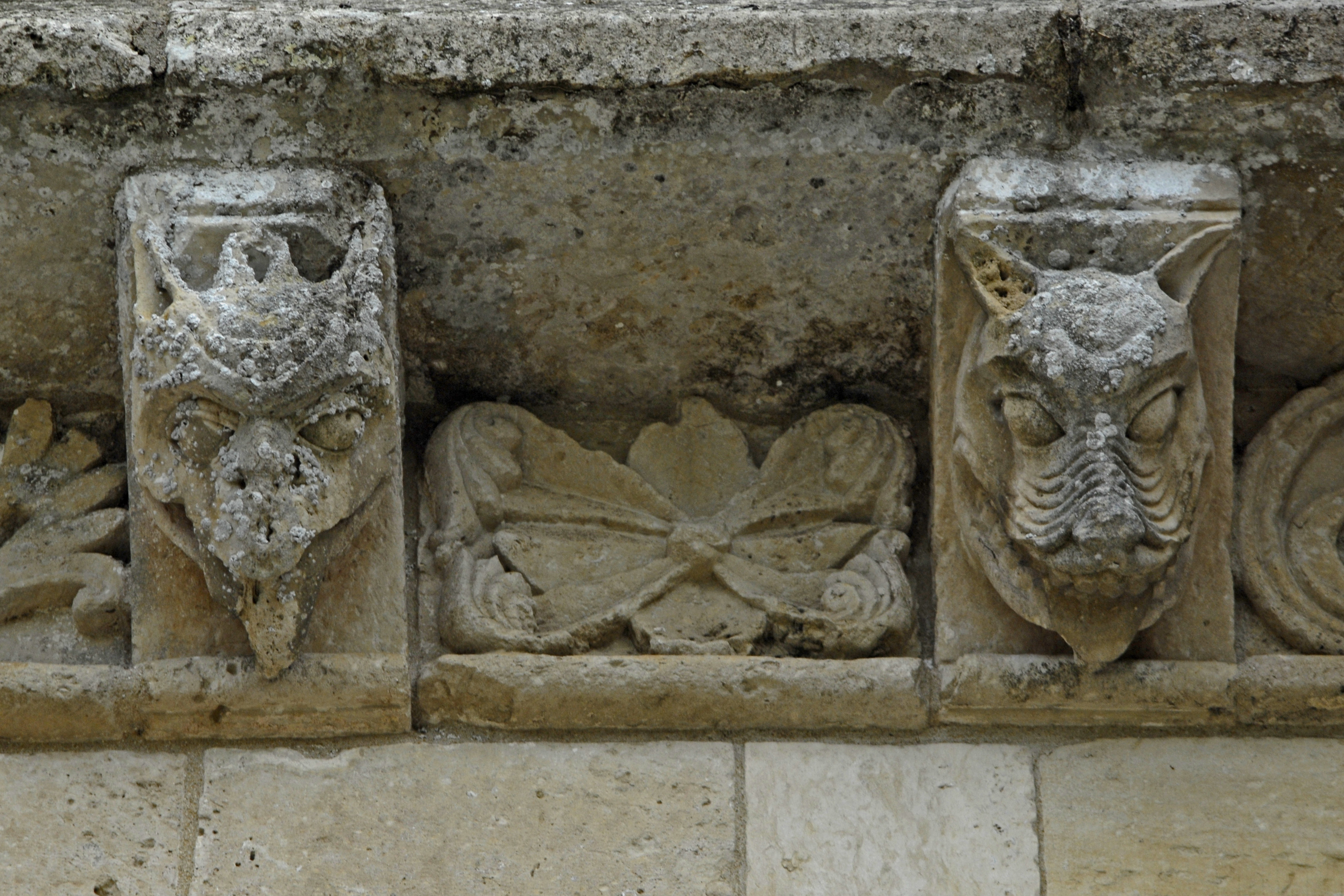
Detail Kragsteine über Hauptportal

Das Hauptportal besitzt vier Archivoltenbögen, deren erster (von innen nach außen gezählt) auf jeder Seite auf einer dickeren Rundsäule steht, die Bögen zwei bis vier auf Paaren dünnerer Säulen, jeweils getrennt von Kapitellen mit figürlicher Skulptur, und von Kämpfern mit pflanzlicher Skulptur. Das Portal weist kein Tympanon auf. Die ehemals sichtbaren äußeren Säulenpaare und Kapitelle werden verdeckt, ebenso die unteren Teile der äußeren Bögen. Die Säulen stehen auf profilierten Basen, etwa in Hüfthöhe, auf Plinthen und noch mehrfach abgestuften Konsolen.

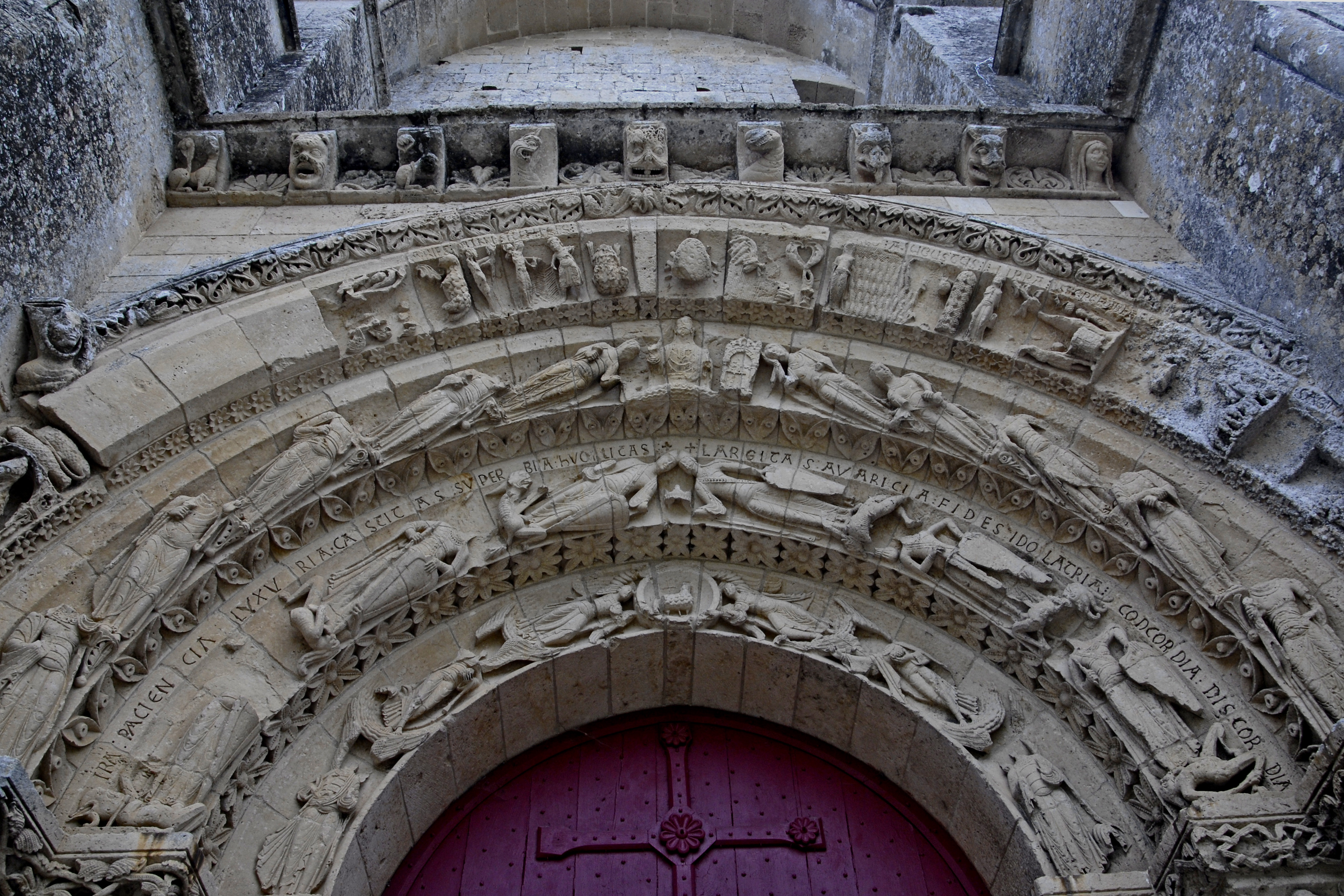
Archivolten des Hauptportals

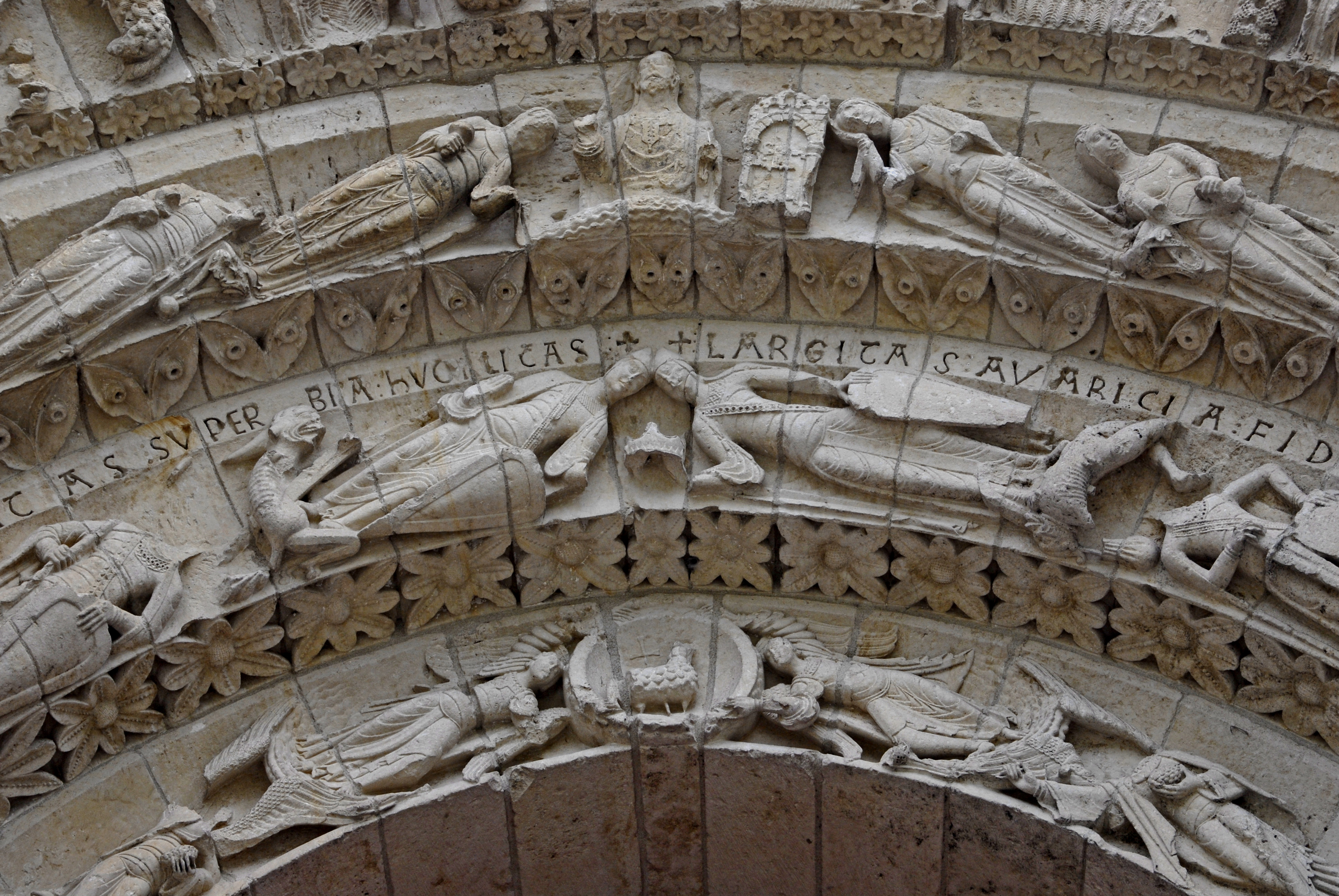
St.-Pierre Aulnay, Hauptportal, Bögen 1–3, Scheitel

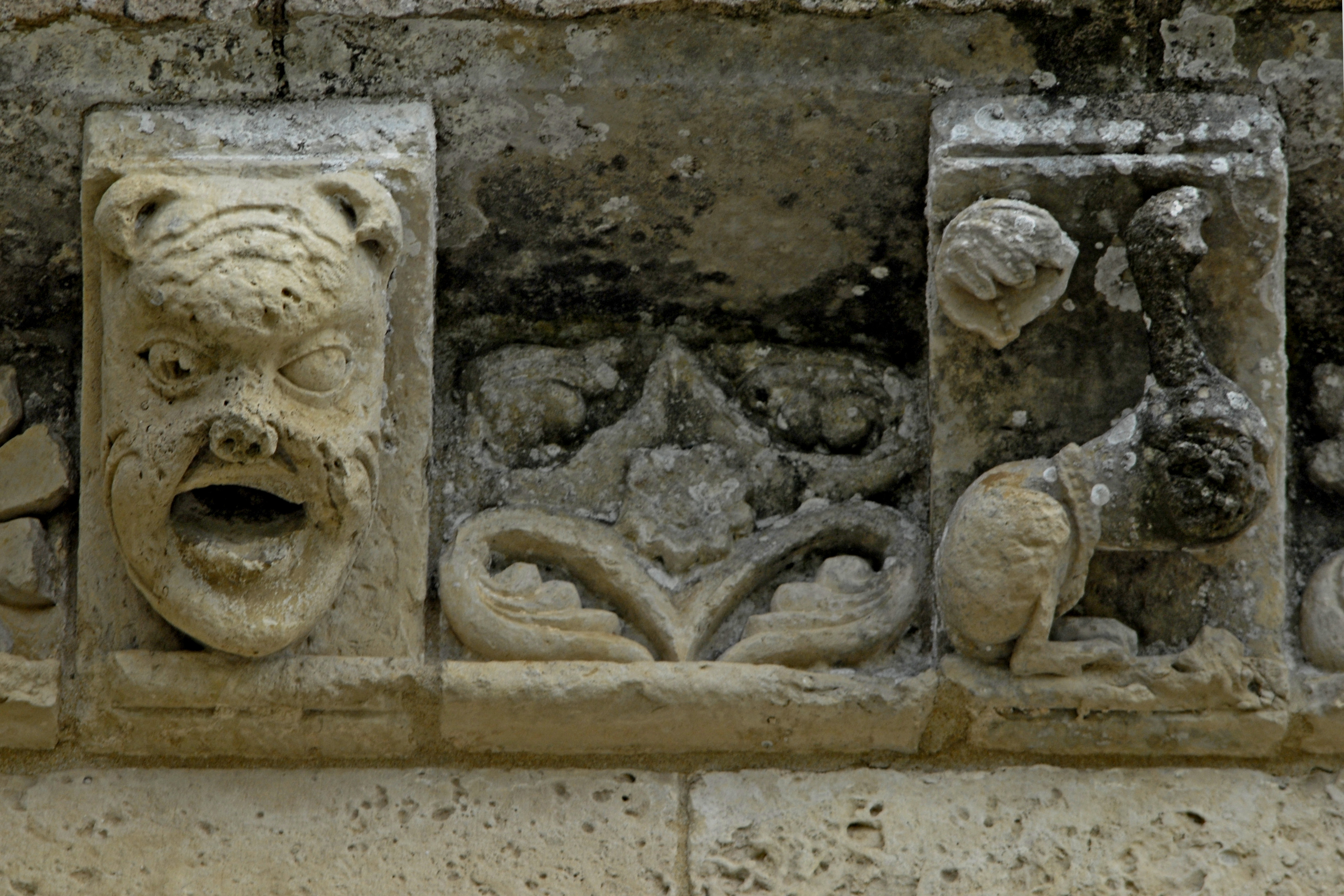
St.-Pierre Aulnay, Detail Kragsteine über Hauptportal

Der erste Archivoltenbogen weist einen rechteckigen Querschnitt auf, dessen breitere Innenseite alleine nicht skulptiert ist. Seine schmalere Stirnseite weist über die ganze Breite eine Hohlkehle auf, in der in tangentialer Anordnung die Skulpturen über zwei bis drei Keilsteine reichen. Die Stirnseiten der Bögen zwei bis vier sind nach innen merkbar abgeschrägt. Dadurch werden die Innenseiten deutlich schmaler. Sie sind mit sich wiederholenden Rosetten und anderen pflanzlichen Motiven geschmückt. Die breiten Schrägen sind wieder als Hohlkehle ausgebildet. Auf den Bögen zwei und drei sind wieder die Skulpturen radial angeordnet, aber in etwas größerem Maßstab, und reichen so jeweils über drei bis vier Keilsteine. In der Hohlkehle des vierten und äußeren Bogens sind meist kleinmaßstäbliche Motive radial angeordnet, überwiegend ein Motiv auf einem Keilstein. Bei diesem Bogen gibt es links drei nicht gestaltete Keilsteine, und rechts mehrere bis zur Unkenntlichkeit verwitterte Skulpturen.
Im Scheitel des ersten Bogens in einem tellerförmigen Medaillon das Lamm Gottes zu sehen. Ihm strebt auf beiden Seiten von unten nach oben ein Reigen von je drei Engeln entgegen, sofort erkennbar an ihren hoch erhobenen Flügeln, gekleidet in kostbare fußlange Gewänder, deren Faltenwurf bereits an die Gotik erinnert. Zwei erhaltene Köpfe schauen zum Lamm, die meisten Engel tragen in einer Hand einen Gegenstand oder eine Frucht (Traube) und strecken die andere aufwärts zur Mitte. Ein Engel erhebt eine Hand zum Segensgruß. Die Engel stehen alle auf bootsähnlichen Gebilden mit welligen Strukturen, vermutlich Wolken.
Die beiden nächsten Bögen behandeln das Thema von „Gut und Böse“, oder „der Triumph des Guten über das Böse“. Beide Darstellungen sind auf den Archivoltenportalen der Region häufig anzutreffen.
Der Bogen zwei zeigt wehrhafte, vermutlich weibliche Personen, bewaffnet mit Schildern, Schwertern oder Lanzen, elegant gekleidet und in Siegerpose. Sie personifizieren die Tugenden im Kampf gegen die Laster und stehen deshalb auf jämmerlichen „verkrüppelten“ menschlichen, teils auch tierischen Gestalten, die sich im Todeskampf winden und verdrehen. Die obersten Tugenden berühren sich – soweit die Reliefs noch erhalten sind – sanft mit ihren Köpfen. Darunter erkennt man eine Krone, die sie einmal mit den heute fehlenden Händen getragen haben. Sie haben die Krone im Kampf gegen die Laster errungen, und überreichen sie dem Lamm, als dem eigentlichen Sieger.
Noch zum zweiten Bogen gehört ein schmales glattes Band mit einer lateinischen Inschrift, datiert in die zweite Hälfte des 12. Jahrhunderts, in der jeweils Laster und Tugenden gegenübergestellt sind (die Wörter einer Gruppe sind durch zwei übereinandergestellte Punkte voneinander getrennt, den Übergang zum nächsten Gegensatzpaar markieren drei übereinandergestellte Punkte (hier ersetzt durch senkrechten Strich) ):
- IRA : PACIENCIA | LVXVRIA : CASTITAS | SVPERBIA : HVMILITAS ++ LARGITAS : AVARICIA | FIDES : IDOLATRIA | CONCORDIA : DISCORDIA

(Zorn : Geduld; Wollust : Keuschheit; Hochmut : Demut; Freigiebigkeit : Habgier; Glaube : Götzendienst; Eintracht : Zwietracht)
Der dritte Bogen präsentiert das Gleichnis von den klugen und den törichten Jungfrauen. Im Scheitel ist der Oberkörper Christi zu identifizieren, seine Rechte zum Segensgruß erhoben, sein Blick ist aufwärts gerichtet. Zu seiner Linken ein geschlossenes Himmelsportal. Hinter seinem Kopf ist kein Kreuznimbus zu erkennen. Auf seiner Brust trägt er ein großes vielleicht in die Kleidung eingewirktes Kreuz. Zu seiner Rechten stehen die fünf edel gewandeten klugen Jungfrauen, alle rank und schlank, stolz erhobenen Hauptes auf kunstvoll verzierten Kragkonsolen. Sie hielten alle einmal in der linken Hand ein kelchartiges Gefäß, eine Öllampe, in der immer noch das Licht brannte, weil sie klug mit dem Öl gewirtschaftet hatten, und so den Weg zum Himmel gefunden hatten. Die Jungfrauen auf der Gegenseite stehen zwar auch auf je einer Konsole, in einer Hand halten sie eine nach unten weisende erloschene Öllampe. Sie waren allzu sorglos und töricht mit dem Öl umgegangen und fanden so nicht mehr den rechten Weg zum Himmel. Ihre Enttäuschung ist an dem Unterstützen ihrer Köpfe abzulesen, was nur bei der oberen noch erhalten ist.

Hauptportal, Detail Bogen 4

Der vierte und alles übergreifende Bogen unterstreicht das Weltumspannende des Gedankengebäudes mit der Darstellung der Tierkreiszeichen und Monatsarbeiten, die nur noch teilweise erhalten sind.
Es können noch einige Textfragmente entziffert werden, und zwar, beginnend links der Mitte:
- ARIES (Widder) : (GE)MINI (Zwillinge) | JUNIUS | und weiter rechts (VIR)GO (Jungfrau) : AUGUSTUS : | LIP*RA (Waage) | SEPTEMBER ( * der untere Bogen des B ist unvollständig)

Ganz links, vor dem Verschwinden des Bogens hinter dem Strebepfeiler sind zwei Fische zu erkennen (Monatsblatt Februar, lat. PISCES ). Halblinks identifiziert man unter dem lateinischen ARIES ein Schaf, gleichzusetzen mit dem Widder. Im Bogenscheitel sieht man eine Krabbe, gleichzusetzen dem Krebs (lat. CANCER). Unter dem lateinischen (GE)MINI ist einer der beiden Zwillinge zu erkennen. Unter dem lateinischen (VIR)GO ist eine junge Frau zu sehen. Ähnliche Darstellungen finden sich auf der Fassade von Fenioux.
Der äußere Bogen wird überfangen von einem auskragenden, tiefgründig pflanzlich dekorierten Profil.
Die knapp darüber auskragenden Konsolsteine zeigen von links nach rechts: Liegender Hund mit gefächertem Schwanz; Porträt eines menschengesichtigen Monsters mit Katzenöhrchen; sitzender Vierbeiner (beschädigt); Einhornkopf, zur Mitte gewandt; mittig Porträt eines katzenartigen Monsters, mit gefletschten Zähnen; zur Mitte gedrehter Monsterkopf; Porträt eines katzengesichtigen Monsters; Porträt eines hundgesichtigen Monsters; Porträt einer Frau mit schulterlangen Haarstränen. Die Felder zwischen den Konsolen sind mit pflanzlichen Ornamenten und Rosetten geschmückt.
Die inneren Säulen des Hauptportals tragen je ein Kapitell, die anderen teilen sich paarweise eines. Die nahe dem Blickfeld der Betrachters heranrückenden Kapitelle sind alle mit Furcht erregenden überwiegend tierischen Monstern bestückt, Vierbeiner mit und ohne Flügeln, mit gespaltenen Schwänzen, Vögel mit verschlungenen Echsenschwänzen, Monsterköpfe und andere. Die alles verbindenden Kämpfer sind auf den Sichtkanten reichhaltig mit Rankengewirr geschmückt.
Die beiden Scheinportale seitlich des Hauptportals sind sich bis auf die Tympana sehr ähnlich. Sie übernehmen vom Hauptportal die Höhenlage der Kämpfer, Kapitelle, Basen und Plinthen. Sie sind etwas schmaler als das Hauptportal aber die Scheitel ihrer äußeren kräftig angespitzten Archivoltenbögen reichen etwas höher als der Scheitel des Hauptportals. Ihre drei Archivoltenbögen weisen quadratische Querschnitte auf, deren Stirn- und Innenseiten (Laibungen) tiefgründig pflanzlich gestaltet sind. Jeder Keilstein der Bögen eins und zwei ist untereinander gleich gestaltet, beim zweiten wird ein über den anderen Stein spiegelbildlich gewechselt. Die Keilsteine der äußeren Bögen sind unterschiedlich geformt. Die Motive reichen nicht über einen Keilstein hinaus, aber füllen ihn ganz aus. Auf den Stirnseiten sind sie radial angeordnet. Es handelt sich um ein kunstvoll strukturiertes wohl geordnetes Rankenwerk mit klaren geschwungenen Formen aus gebogenen Ranken und gefächertem Blattwerk. Auf jedem zweiten Keilstein des äußeren Bogens tritt innenseitig eine Art dreieckige Rippe hervor. Die äußeren Bögen werden wie beim Hauptportal von einem pflanzlich skulptierten Kragprofil überfangen.
Nur beim nördlichen Scheinportal wurden vor der Anfügung der Strebepfeiler im 15. Jahrhundert beidseitig die unteren fünf skulptierten Keilsteine des äußeren Bogens, deren Kapitelle und Säulen ausgebaut und gegen glatte Werksteine ersetzt. Nur die Kämpferplatte blieb erhalten. Bei den andern Portalen wurden die unteren Teile der äußeren Bögen von den Pfeilern verdeckt, aber die Säulen und Kapitelle vorher entfernt.
Die Kapitelle der Scheinportale und die Kämpfer sind im gleichen Stil und mit ähnlicher Thematik wie beim Hauptportal gestaltet. Das nördliche Scheinportal dominiert ein Kapitell (ganz links), das ein großes Porträt eines Furcht erregenden Monsters präsentiert. Die Kämpfer werden unter den Tympana als Kragprofil mit dem gleichen Ornament durchgeführt. Darunter verläuft ein breites Schmuckband, in Höhe der Kapitelle, mit einem sich wiederholenden Ornament, ähnlich denen der Bogenkeilsteine. Das Brüstungsfeld darunter ist ab Oberkante der Säulenbasen mit rechteckigen Werksteinplatten bekleidet, im Fischgrätverband mit in Winkel von 45 Grad verlaufenden Fugen.

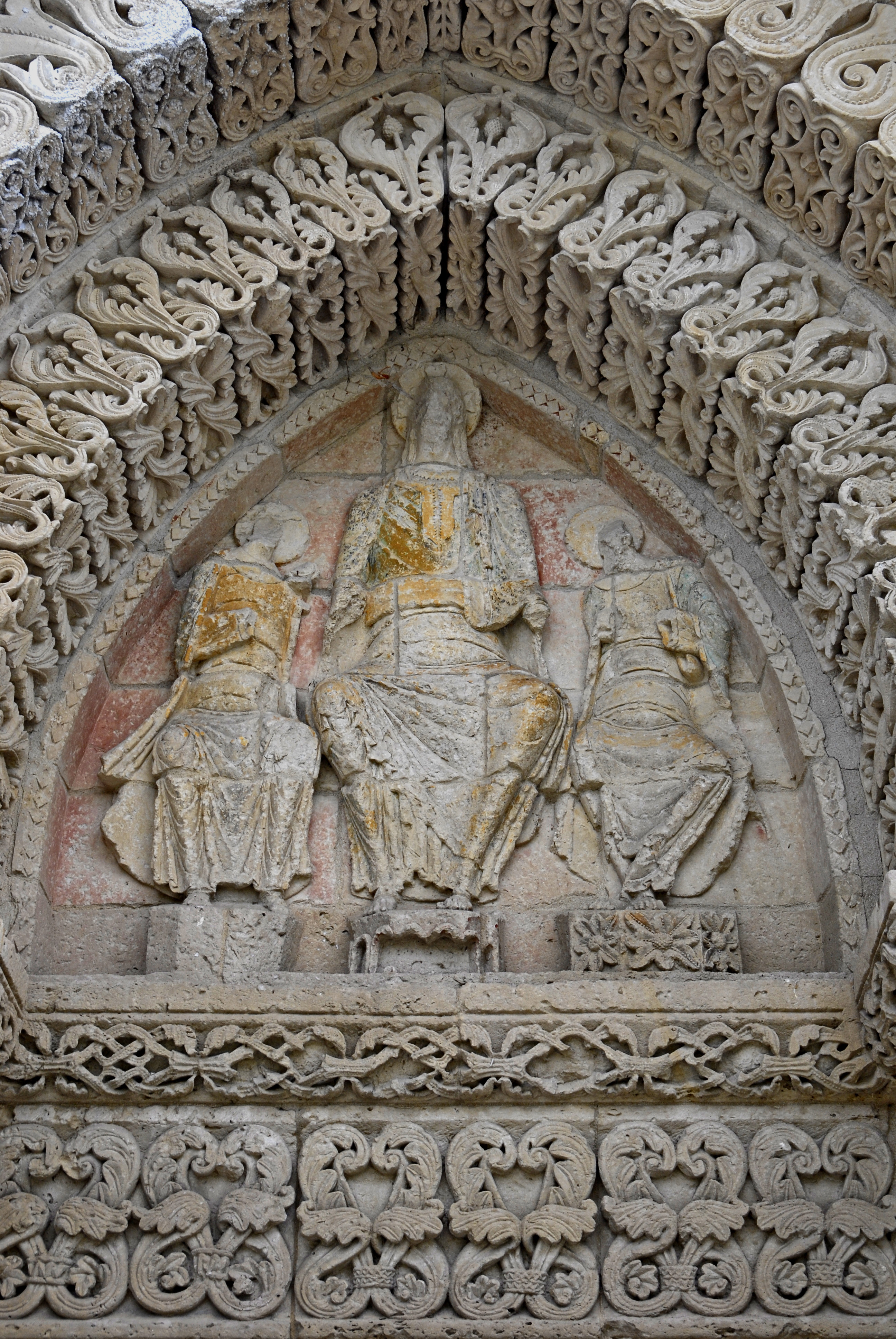
St.-Pierre Aulnay, Tympanon rechtes Scheinportal (südl.)

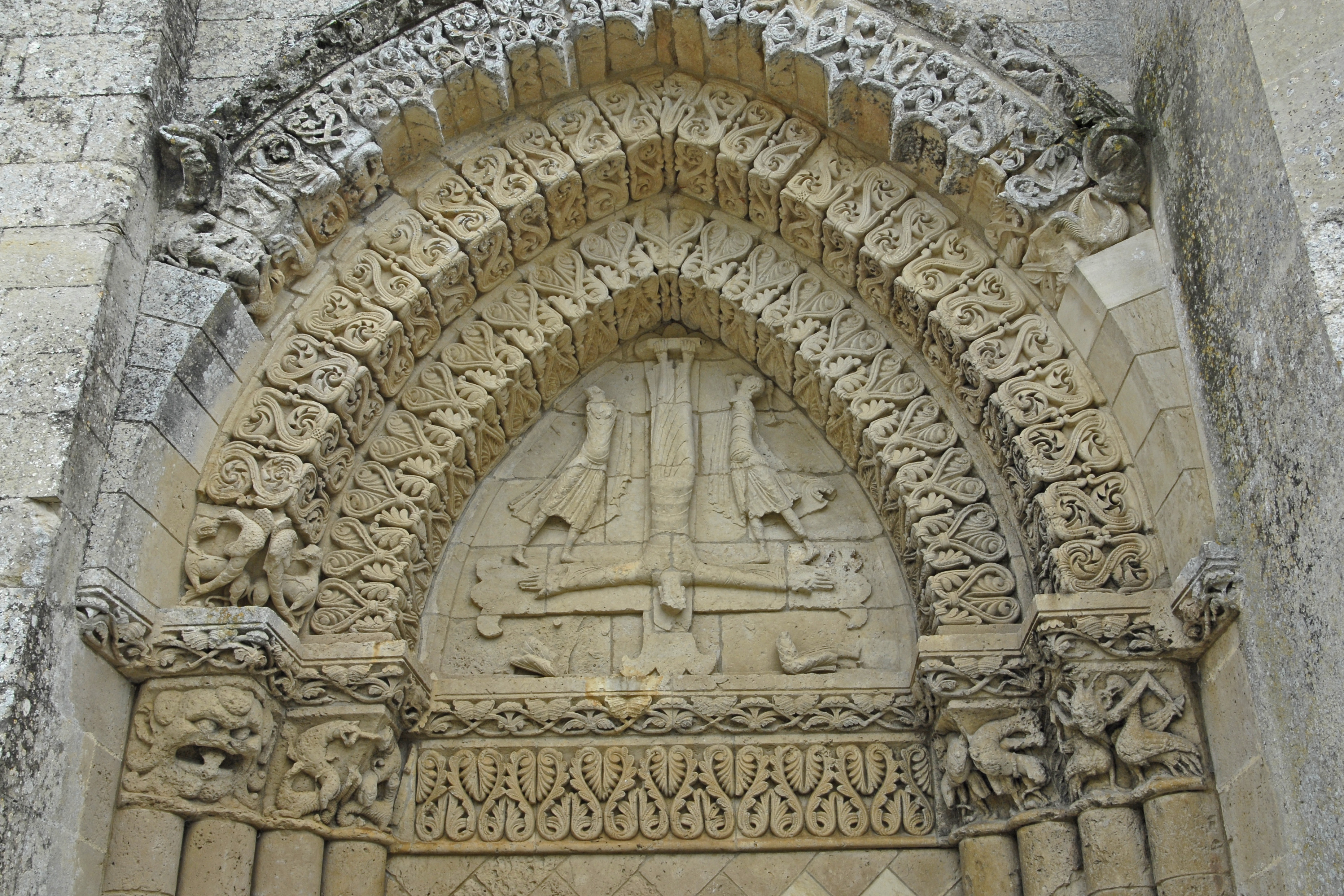
St.-Pierre Aulnay, Tympanon linkes Scheinportal (nördl.)

Auf dem Tympanon des nördlichen Scheinportals hat das Hochrelief das Martyrium des Kirchenpatrons, des heiligen Petrus, zum Thema. Nach der Überlieferung wurde der Apostel mit dem Kopf nach unten an das Kreuz geschlagen. Diese verschärfte Form der Kreuzigung hatte er selbst vorgeschlagen, als Demutsgeste gegenüber seinem Herrn.
Auf den Kreuzarmen stehen auf beiden Seiten Henkersknechte, die mit Hämmern die Nägel in die Füße Petri treiben. Auf dem unteren Rand des Tympanons saßen zwei Engel, die das Blut des Heiligen in Kelchen auffingen. Von dieser Szene gibt es allerdings nur kümmerliche Reste. Die dargestellte Kreuzform ist eine Mischung aus Ankerkreuz und Kleeblattkreuz.
Bei dem Tympanon des südlichen Scheinportals gibt es Probleme bei der Deutung der dargestellten Personengruppe. Die mittlere Person ist in einem wesentlich größeren Maßstab abgebildet als die seitlichen. Alle drei sitzen nebeneinander auf hier nicht sichtbaren Stühlen, auf verschieden gestalteten Postamenten etwas erhöht. Die Hände und Teile der Arme fehlen allen dreien, die Köpfe der äußeren sind weitgehend zerstört. Es gibt auch keine Gegenstände, die ihre Identität preisgeben könnten. Der Kreuznimbus hinter dem Kopf der großen zentralen Person verrät sie eindeutig als Christus. Die bekannte Deutung der ihn flankierenden Personen, es könne sich um Maria und Johannes handeln, scheidet deshalb aus, weil Maria und Johannes neben Christus stets in stehender Haltung dargestellt sind. Wahrscheinlicher ist eher die Annahme, dass es sich hier um die beiden Apostelfürsten Petrus und Paulus handelt. Beim Relief des südlichen Scheinportals sind noch gut die Reste einer ehemals farblichen Fassung der Skulptur und ihres Hintergrundes festzustellen.

Galerie Kapitelle der Scheinportale
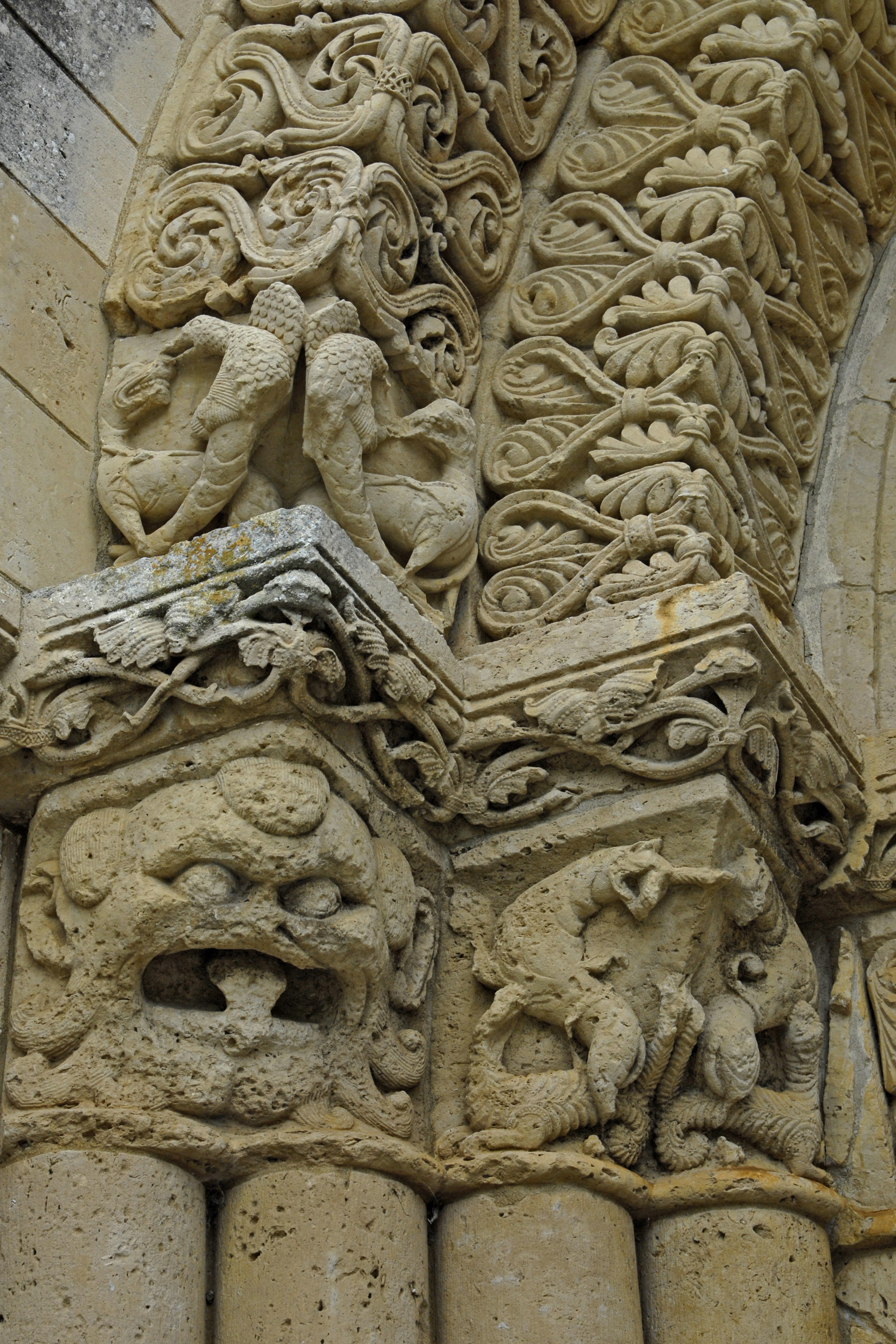
Kapitelle linkes Scheinportal, links
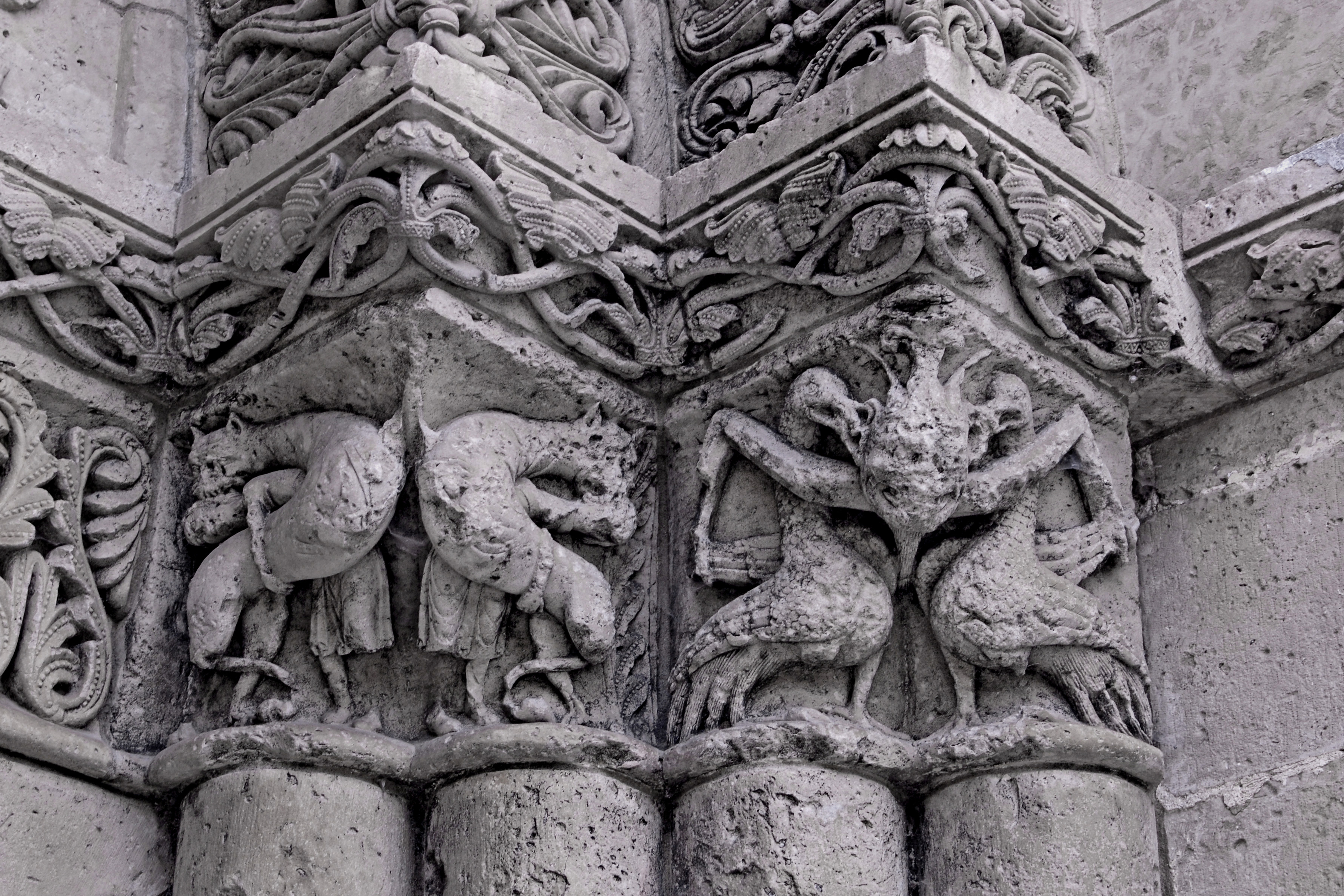
Kapitelle linkes Scheinportal, rechts
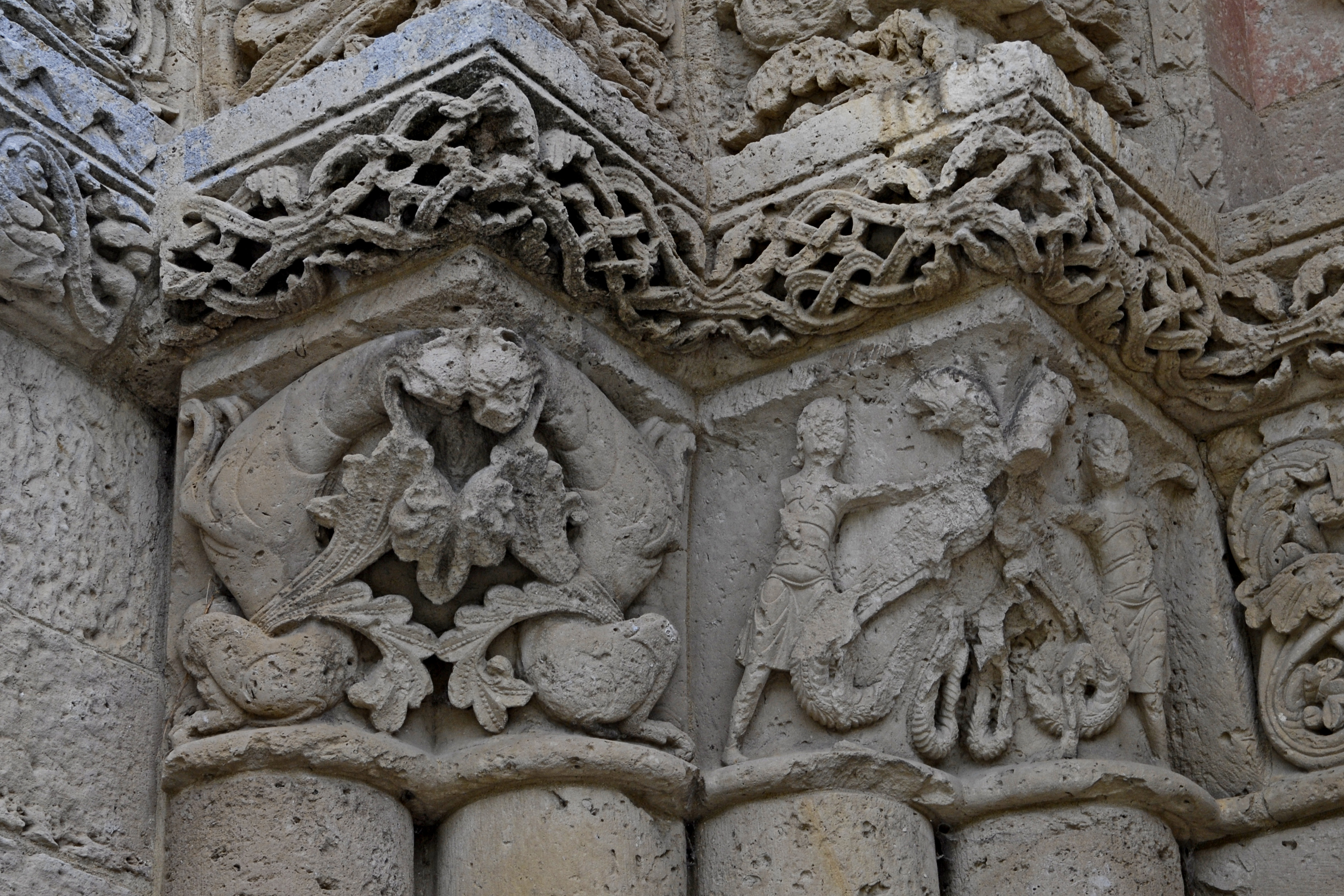
Kapitelle rechtes Scheinportal, links
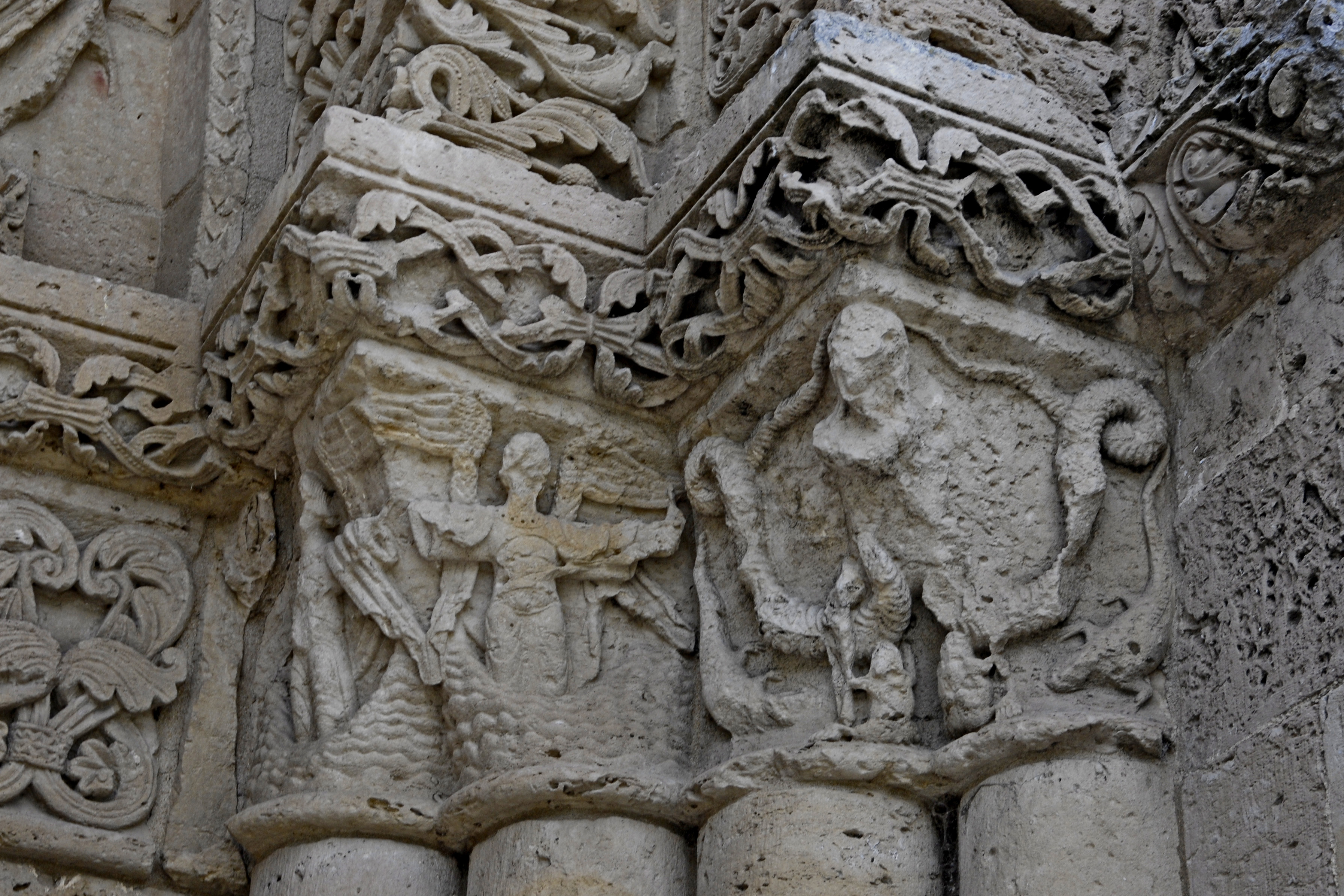
Kapitelle rechtes Scheinportal, rechts

### Südlicher Querhausgiebel, Südportal
Die Pilger des Mittelalters verließen die Kirche durch den Ausgang im südlichen Querhausarm. Hier erwartete sie die größte Überraschung, die Skulptur des Südportals.

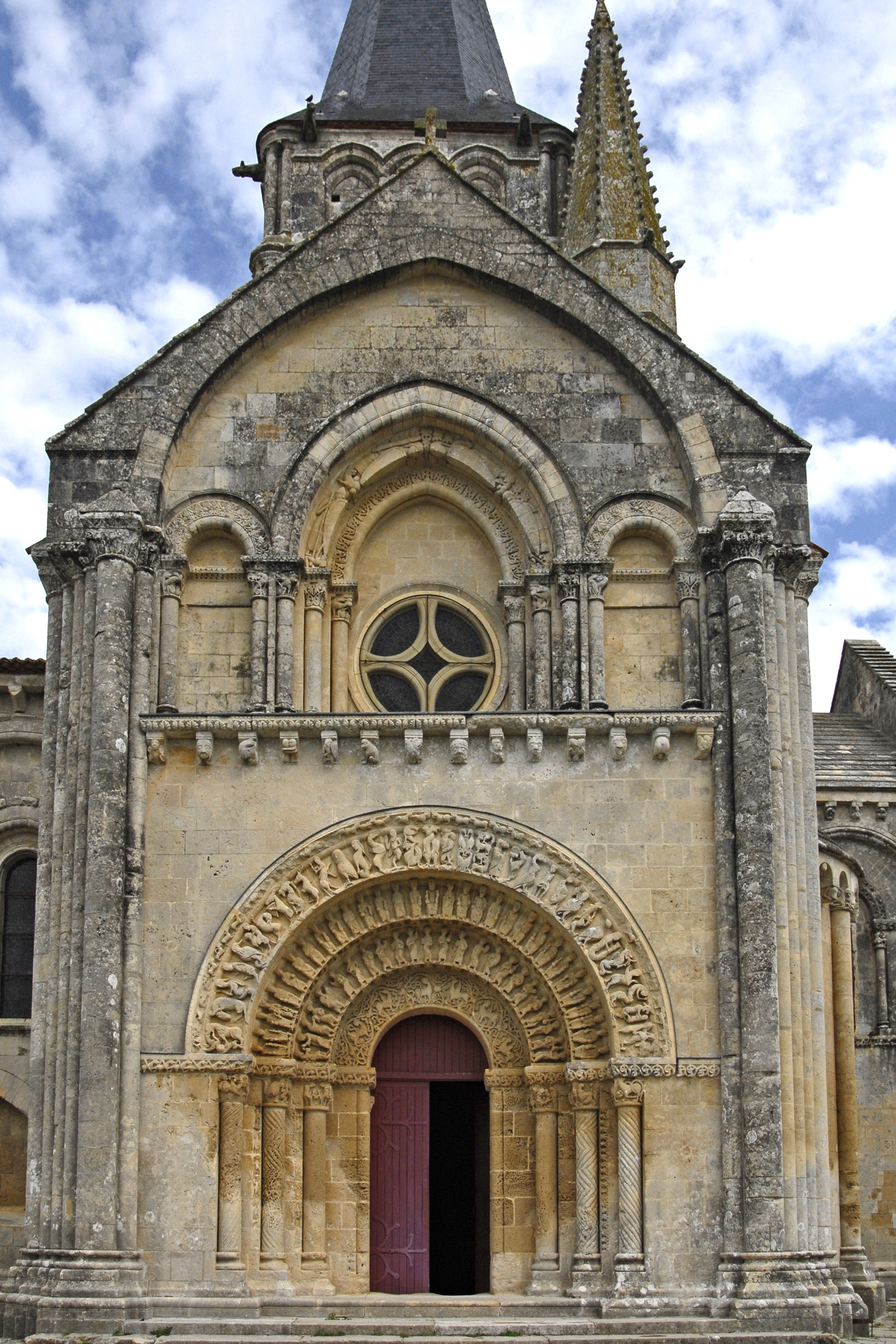
Giebel südl. Querhausarm, Südportal

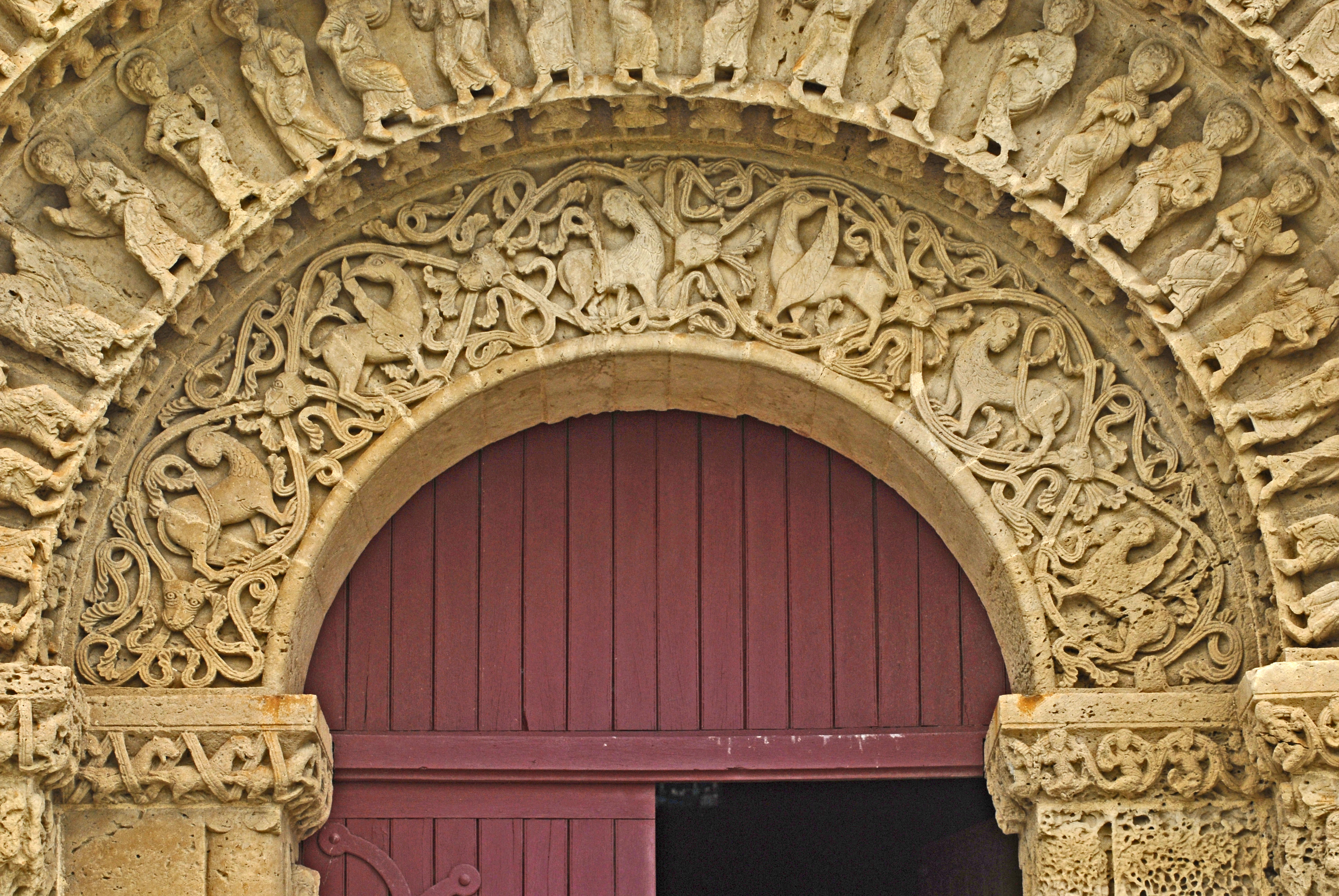
Südportal, 1. Bogen, Stirnseite

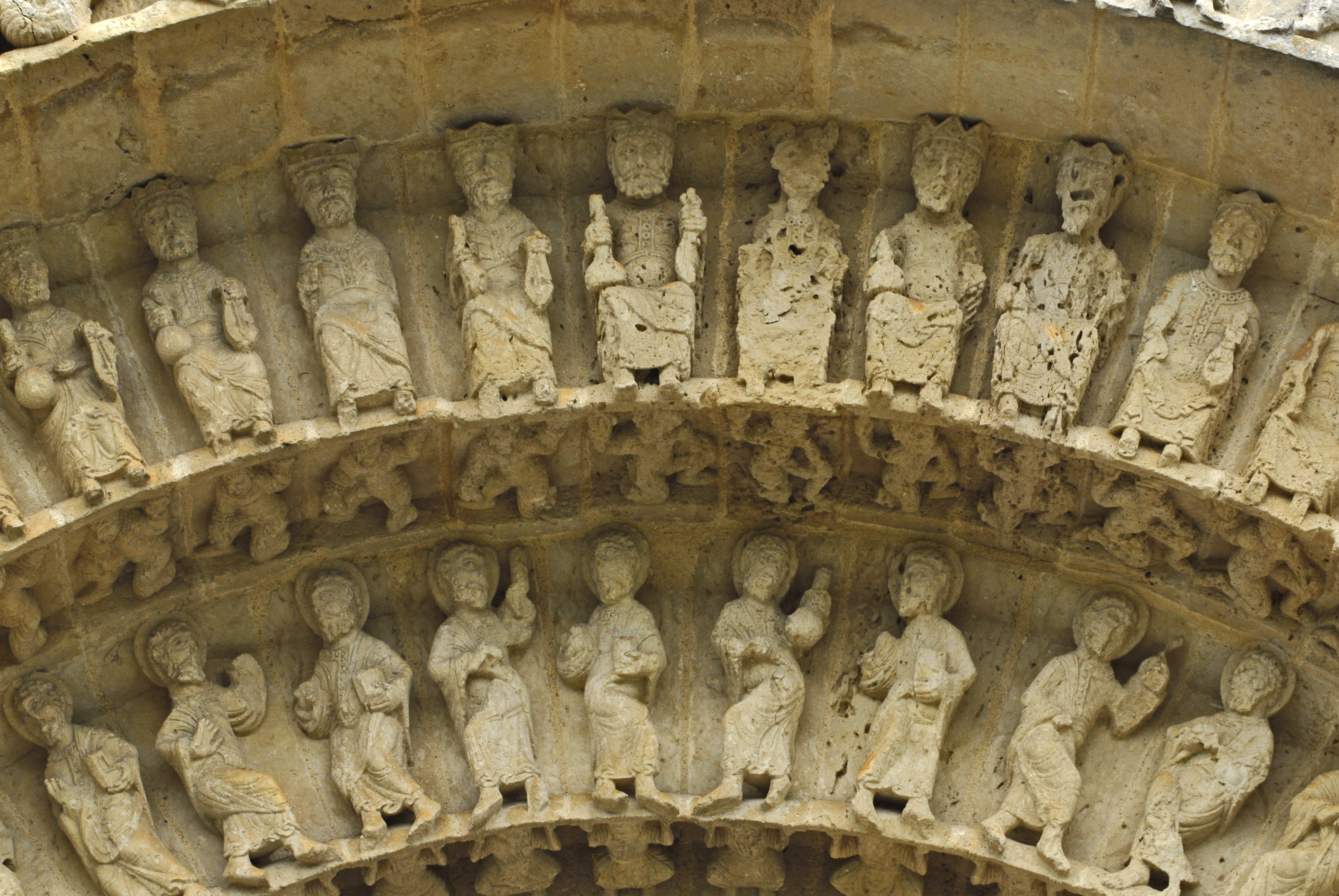
Südportal, 2.+3. Bogen, Stirnseite; Scheitel

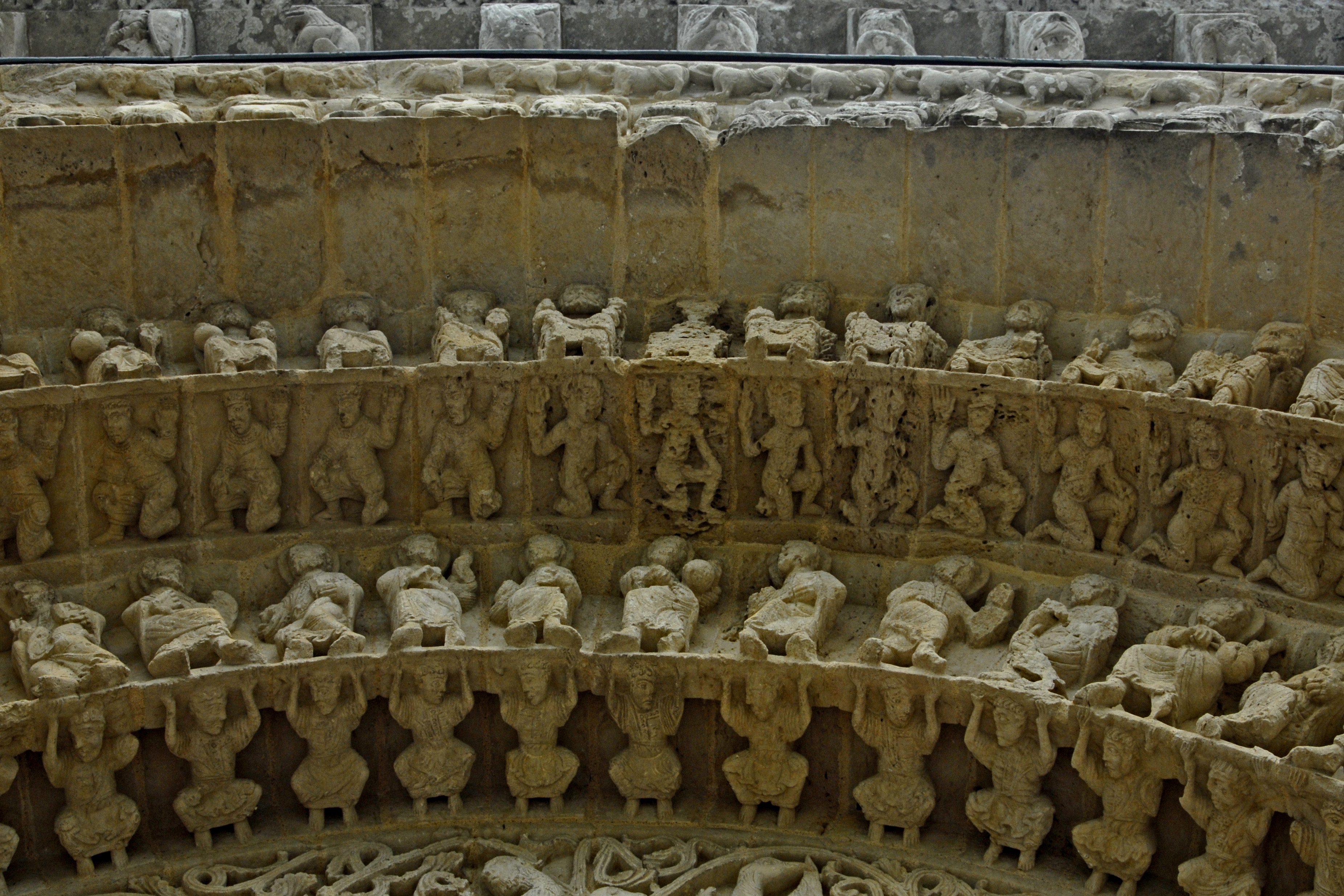
Südportal, 2.+3. Bogen, Innenseiten; Scheitel

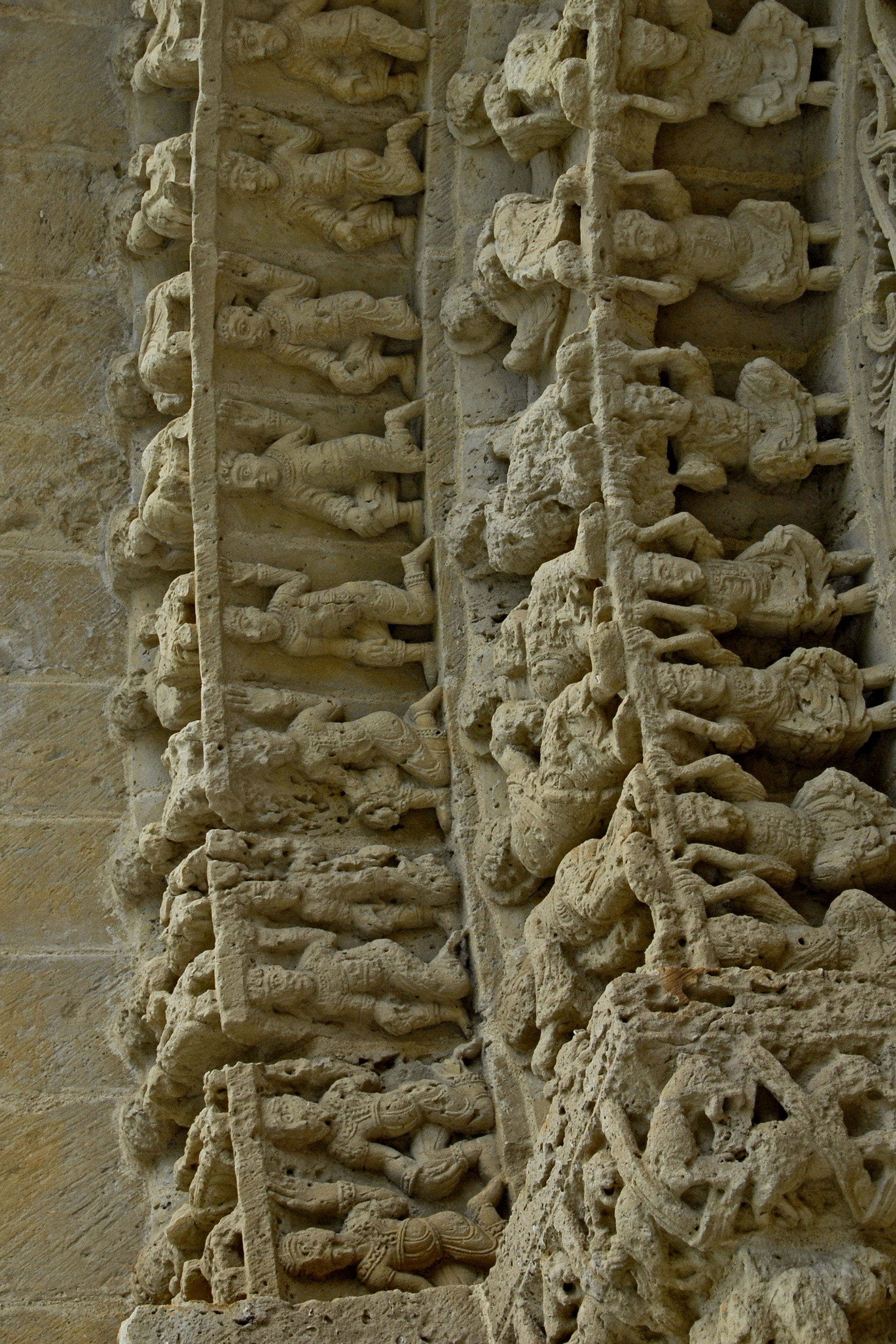
Südportal, 2.+3. Bogen, Innenseiten; linke Seite

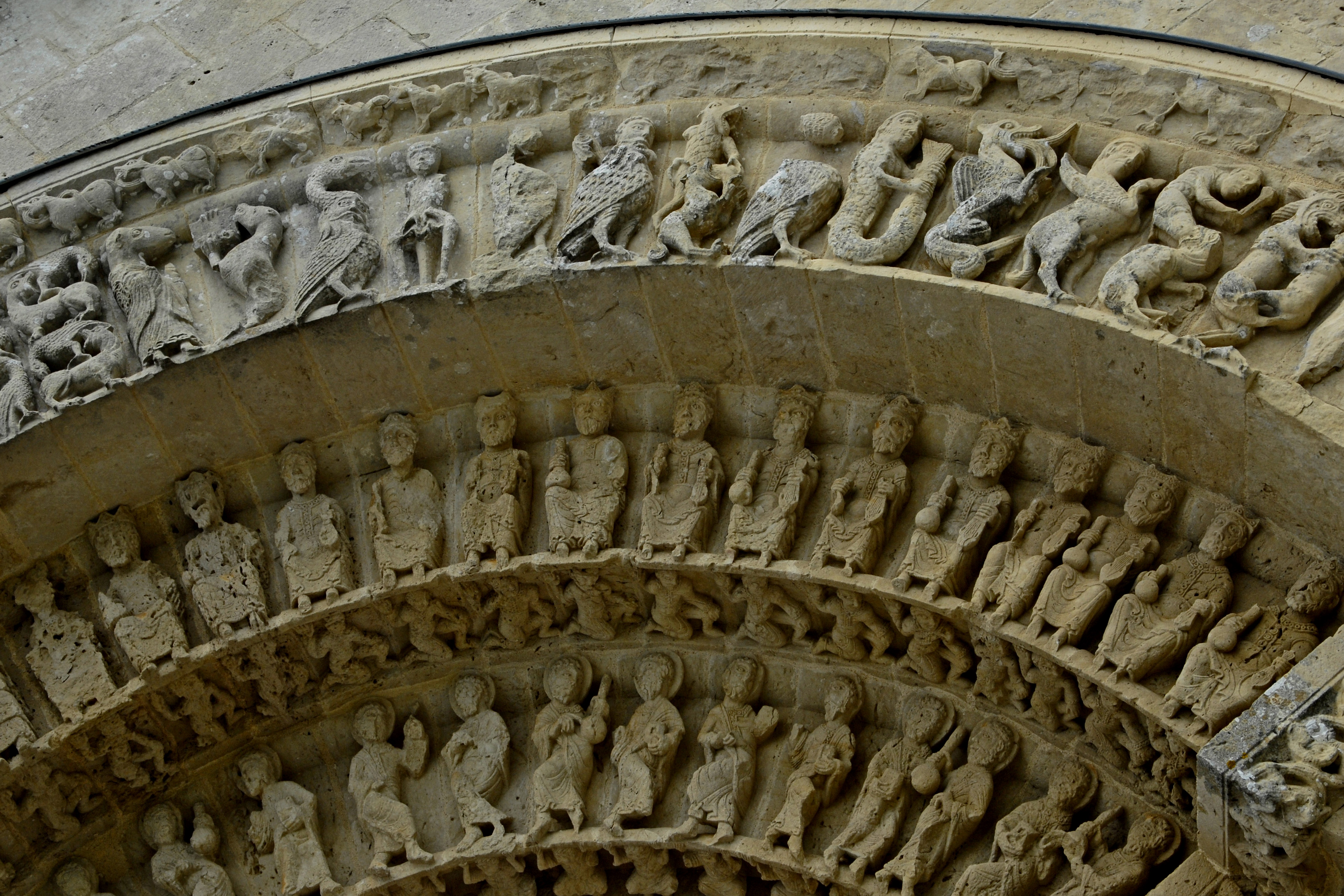
Südportal, 1.–3. Bogen, Scheitel, halbrechts Melusine

#### Grobgliederung
Der südliche Querhausgiebel wird horizontal etwa in der Hälfte der Firsthöhe von einem weit ausladenden Kraggesims in zwei Geschosse unterteilt, dessen untere Sichtkante gerundet und pflanzlich skulptiert ist, und das von eng gestellten, unterschiedlich skulptierten Kragkonsolen unterstützt wird. Die Seitenkanten des Giebels werden gebrochen durch eine Gruppe teilrunder Säulen, aus zwei dicken Säulen, eine auf der Giebeloberseite eine zweite auf der Querhauslängswand, dazwischen stehen drei schlanke Säulen, alle einheitlich hoch, die bis Unterkante Traufgesims reichen. Die Säulen auf der Fassade werden noch von schlanken Säulen begleitet. Auf den Begleitern steht ein großer angespitzter Blendarkadenbogen, der fast das ganze Giebelfeld überdeckt. Knapp darüber verlaufen in circa 40 Grad Neigung die Giebelortgänge, die mit grauen Steinplatten abgedeckt sind. Die verbleibenden Wandflächen sind mit geglätteten Werksteinen bekleidet.
Das Erdgeschoss wird dominiert durch das vierstufige Archivoltenportal ohne Tympanon, dessen äußere Bogenläufe nicht ganz das Geschoss- teilende Kraggesims erreicht und auch nicht die ganze Breite des Giebelfeldes einnimmt.
Im Obergeschoss gibt es eine dreistufige Archivoltennische mit angespitzten Bögen, welche von kleineren einstufigen blinden rundbogigen Archivolten flankiert wird. Im unteren Teil der Nische ist ein kreisrundes „Ochsenauge“ mit kreuzartigem Maßwerk ausgespart. Die Fläche zwischen den Archivoltenbögen und dem großen Blendarkadenbogen ist gefüllt mit geglätteten Werksteinen.

#### Skulptur des südlichen Querhausgiebels und des Südportals
Während die Skulptur der Westfassade ausschließlich von theologischen Themen bestimmt sind, wird am Südportal dem formgebenden Künstler die freie Phantasie gelassen, vor allem im vierten Archivoltenbogen.
Die Archivoltenbögen des Südportals weisen rechteckige und scharfkantige Querschnitte auf, deren Stirnseiten breiter sind, als die nach innen weisenden Seiten. Die Skulpturen auf den Stirnseiten der Bögen sind alle radial angeordnet, jede hat ihren eigenen Keilstein, abgesehen von denen des ersten Bogens. Dieser und der vierte Bogen weisen innenseitig (auf den Laibungen) glatte Werksteinoberflächen auf. Hingegen sind die Innenseiten der Bögen zwei und drei ebenso kunstvoll mit figürlichen Skulpturen, wie die der Stirnseiten ausgestattet. Die Figuren der Innenseiten stehen in keiner Verbindung zu den Darstellungen auf den Stirnseiten, wie es auf derartigen Archivoltenbögen an Fassaden anderer Kirchen der Region bekannt ist –
zum Beispiel auf der Fassade der Abteikirche von Saintes oder der Dorfkirche Avy.
Die Stirnseite des ersten Archivoltenbogens ist durchgehend mit einem flachen Relief gestaltet. Zwei dicke Ranken winden sich über alle Keilsteine hinweg in weit ausladenden Mäandern über die volle Breite des ganzen Bogens entlang. An ihren Kreuzungspunkten befinden sich Schädelkalotten von Monsterköpfen, aus deren Mäulern und Ohren die dicken Ranken hervorquellen und in alle möglichen Richtungen bis zu zahlreichen gefächerten Blättern wuchern. In den fast kreisförmigen Abschnitten der Mäander trifft man auf vier sie fast füllende vierbeinige Tiergestalten mit Schwänzen aus am Ende gefächerten Ranken und Blättern. Jedes zweite Tier ist geflügelt und ihre Köpfe tragen Schnäbel. Die anderen tragen Köpfe mit eher menschlichen Zügen.
Die Stirnseite des zweiten Archivoltenbogens zeigt 24 männliche Personen, alle mit einem Nimbus hinter dem Kopf. Es könnten Apostel und Propheten sein. Jede Person ist anders dargestellt als die benachbarte. Sie scheinen sich untereinander zu unterhalten. Ihre Körpersprache verrät Bewegung und Lebendigkeit. Sie halten in den Händen fast alle ein Buch (die Schrift), einige ein Saiteninstrument oder eine Flasche und anderes. Es scheint lustig zuzugehen.
Darüber thronen (frontal sitzend) auf der Stirnseite des dritten Bogens 31 apokalyptische Könige, sieben mehr, als in der Johannesoffenbarung beschrieben sind. Diese Differenz muss der künstlerischen Freiheit der Steinmetze zugeschrieben werden, da hier eben 31 Keilsteine bearbeitet werden mussten. Sie halten fast alle eine Laute und eine Flasche in den Händen und blicken in Richtung Betrachter.
Innenseitig der Bögen zwei und drei ist unter jedem Keilstein je eine kleinere Person angeordnet, die in Art von Atlanten die Personen der Stirnseiten mit Kopf und Händen zu tragen scheinen. Im Bogen zwei sind 24 Personen in hockender Position dargestellt. Im Bogen drei knien sich 31 Personen hinab, mit einem Knie auf dem Boden, und erheben ihre rechte Hand zum Gruß.
Die Stirnseite des vierten Bogens zeigt die Skulptur, die Saint-Pierre von Aulnay zu einem besonderen Wallfahrtsziel der Interessenten an romanischer Skulptur in der Saintonge gemacht hat. Dieser Bilderbogen von 36 figürlichen Skulpturen sprengt den theologischen Rahmen und blättert die ganze Sagen- und Märchenwelt des mittelalterlichen Poitou dem Besucher damals wie heute auf. Allein die Fee Melusine (eine Sirene) ist heute namentlich zu identifizieren. Sie wird begleitet von Fabelwesen jeder Art, teils Mensch, teils Tier, Vögeln mit zwei Köpfen, Monstern und sonstigen Dämonen. Die Gläubigen des Mittelalters haben sie alle gekannt. Man glaubt einen ganzen Hexensabbat zu erleben, teils ins Ironische und Sarkastische gesteigert. Besonders hervorzuheben ist die Prozession dreier Huftiere, auf ihre Hinterläufe aufgerichtet. Die Gruppe führt ein Harfe spielender Esel an, dem ein Steinbock und ein Hirsch hinterher tänzeln, auf den der ihm folgende Kentaur seinen Bogen anlegt. Der musizierende Esel amüsiert am meisten. Ein weiterer Esel ist in ein Chorhemd gekleidet und singt aus einem Antiphonar, das ihm ein anderer Esel aufgeschlagen entgegenhält. Das Südportal, vor allem sein vierter Archivoltenbogen, macht dem Besucher eine ganze Epoche menschlich fassbarer. Es ist nicht auszuschließen, dass die Besucher des Mittelalters hier ebenso herzlich gelacht haben, wie wir.
Der äußere Bogen wird von einem Band umschlossen, dessen Stirnseite eine breite Hohlkehle einnimmt. Sie wird gefüllt mit Reliefs von Raubtieren in Seitenansicht, vielleicht Wölfe, die dicht hintereinander, von den unteren Bandenden zur Mitte hin, aufwärts streben. Ihre langen Schwänze wickeln sich wie eine Ranke je einmal um die Körper, bis auf ihre Vorderseiten, wo sie in den aufgerissenen Mäulern der Tiere verschwinden. Der größte Teil dieser Reliefs ist zerstört.

Galerie Skulptur Südportal
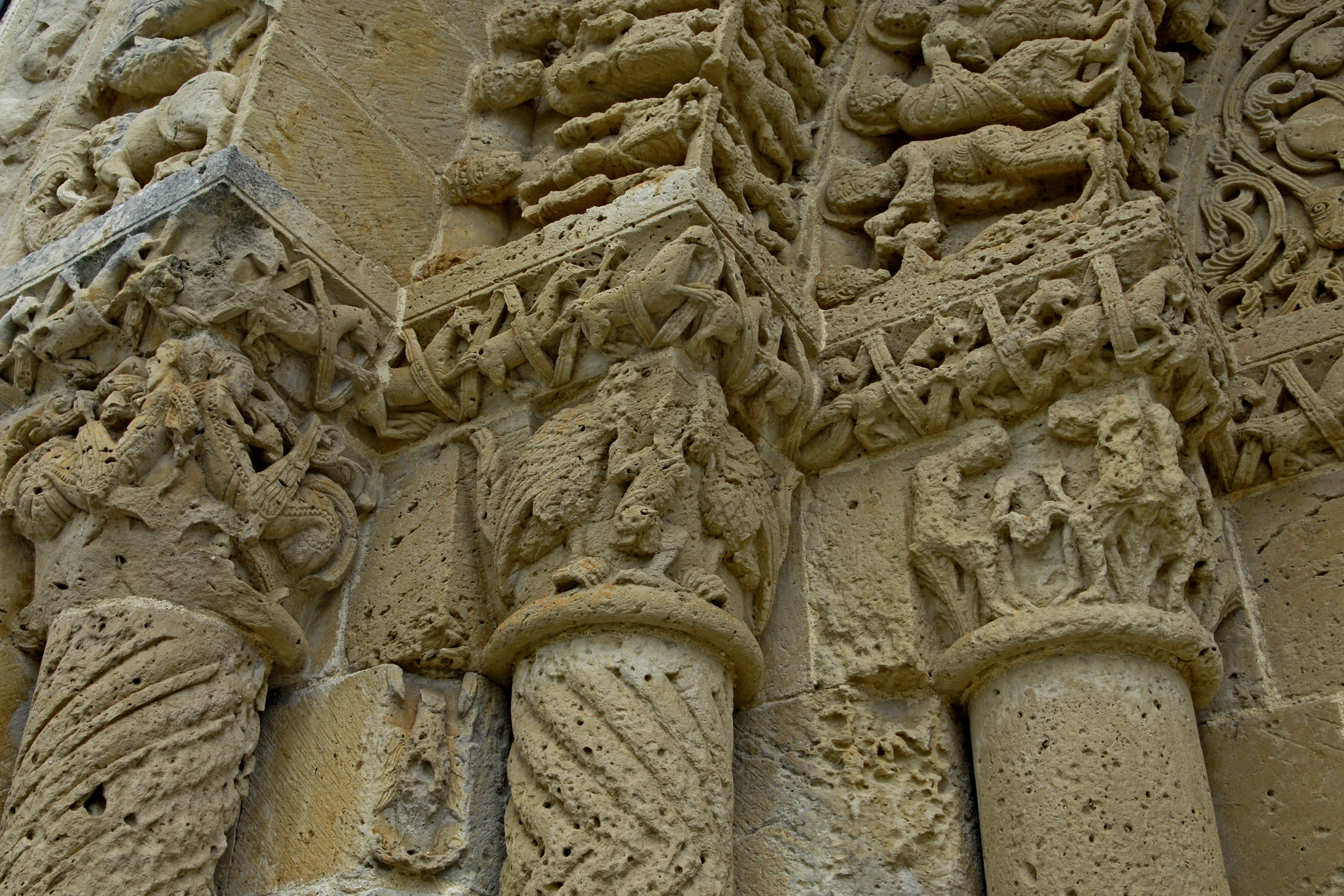
Kapitelle Südportal links
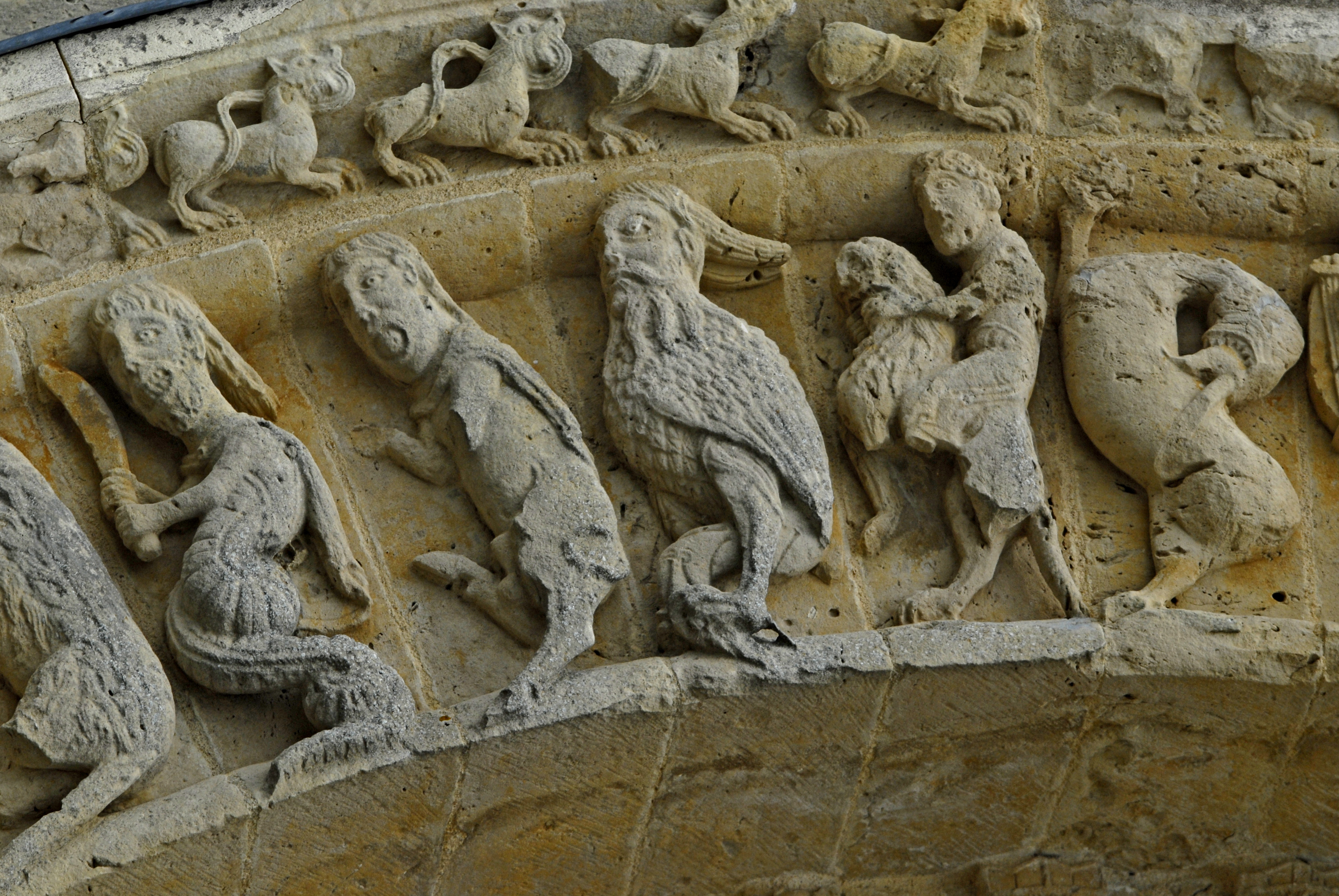
Detail 4. Bogen, halblinks
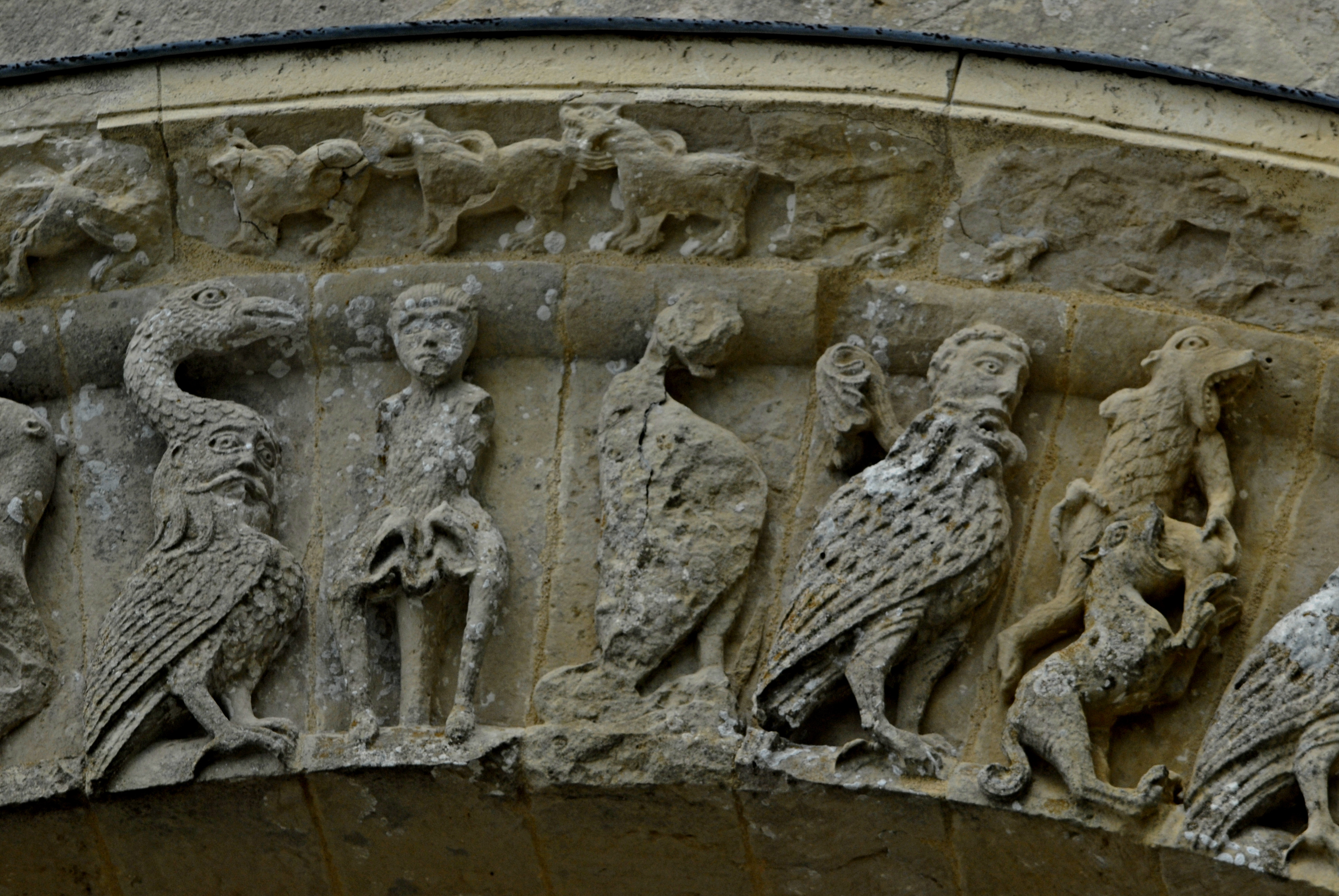
Detail 4. Bogen, halbrechts
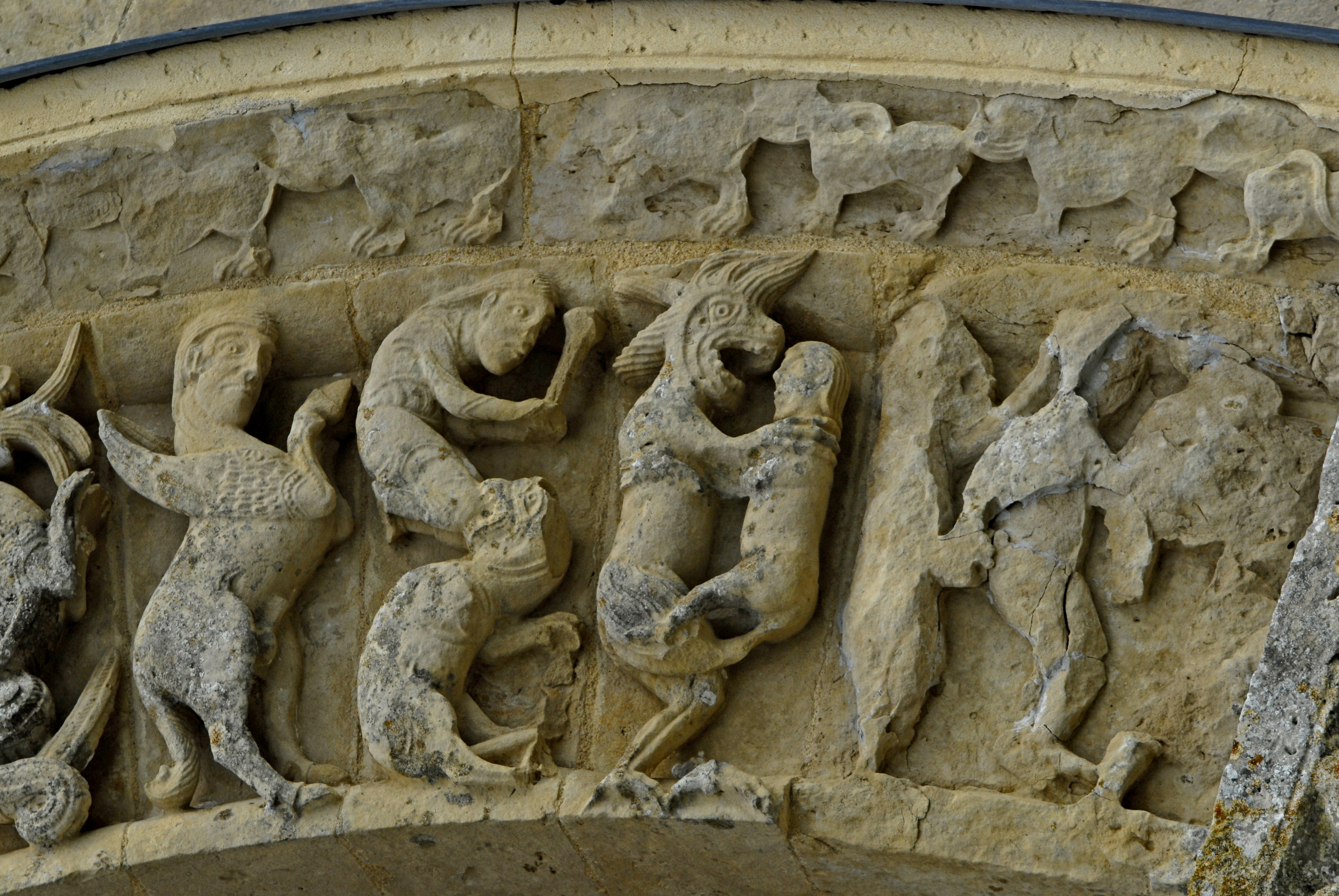
Detail 4. Bogen, rechts unten

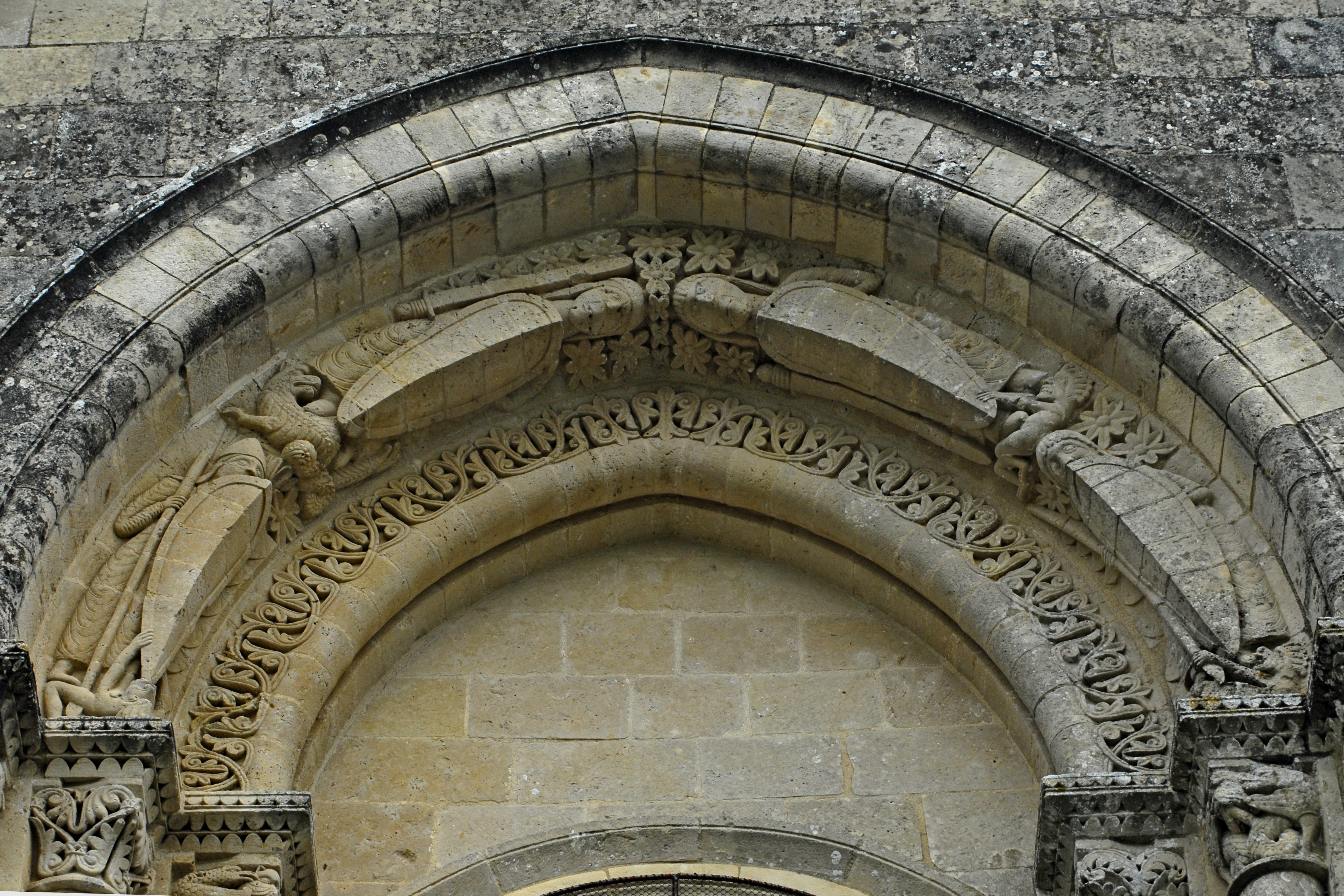
Südportal, Obergeschoss, Archivoltenfenster

Der erste Bogen steht oberflächenbündig auf zwei seitlichen glatten Wandstücken, welche die Portalöffnung flankieren. Ihre Kanten sind in Form eines kräftigen Rundstabes gebrochen. Die nächsten drei Bögen stehen innenseitig auf schlanken Rundsäulen, die in die Innenecken dreier Wandabstufungen gestellt sind. Deren Außenecken ragen aus den Säulenzwischenräumen etwas hervor. Eine der Kanten ist mit einem Band vielzackiger Sterne ornamentiert, auf der gegenüber liegenden Seite sind die Motive des Bandes verwittert.
Drei der Säulen tragen schräg verlaufende Kanneluren. Die Säulen sind bestückt mit aufwändig gestalteten Kapitellen, die teilweise stark beschädigte figürliche Skulpturen tragen. Man kann aber wieder Rankenwerk erkennen, durch das sich Personen, Vierbeiner, Vögel, Mischwesen, Monster und andere durchschlagen müssen.
Die Sichtseiten der Kämpfer tragen über zwei Drittel ihrer Dicke ein tiefgründig skulptiertes Band, das als Kraggesims bis gegen die fassaden-begrenzenden Säulengruppen geführt ist. Das Band auf der rechte Portalseite besteht aus einem komplizierten Rankenwerk, auf der linken Seite aus spiralförmigen Ranken, die eng hintereinander folgende vierbeinige Raubtiere „umwickeln“, die mit aufgerissenen Mäulern vorwärts hetzen. Ihre Vorderläufe berühren jeweils die Hinterteile der voran rennenden Tiere.

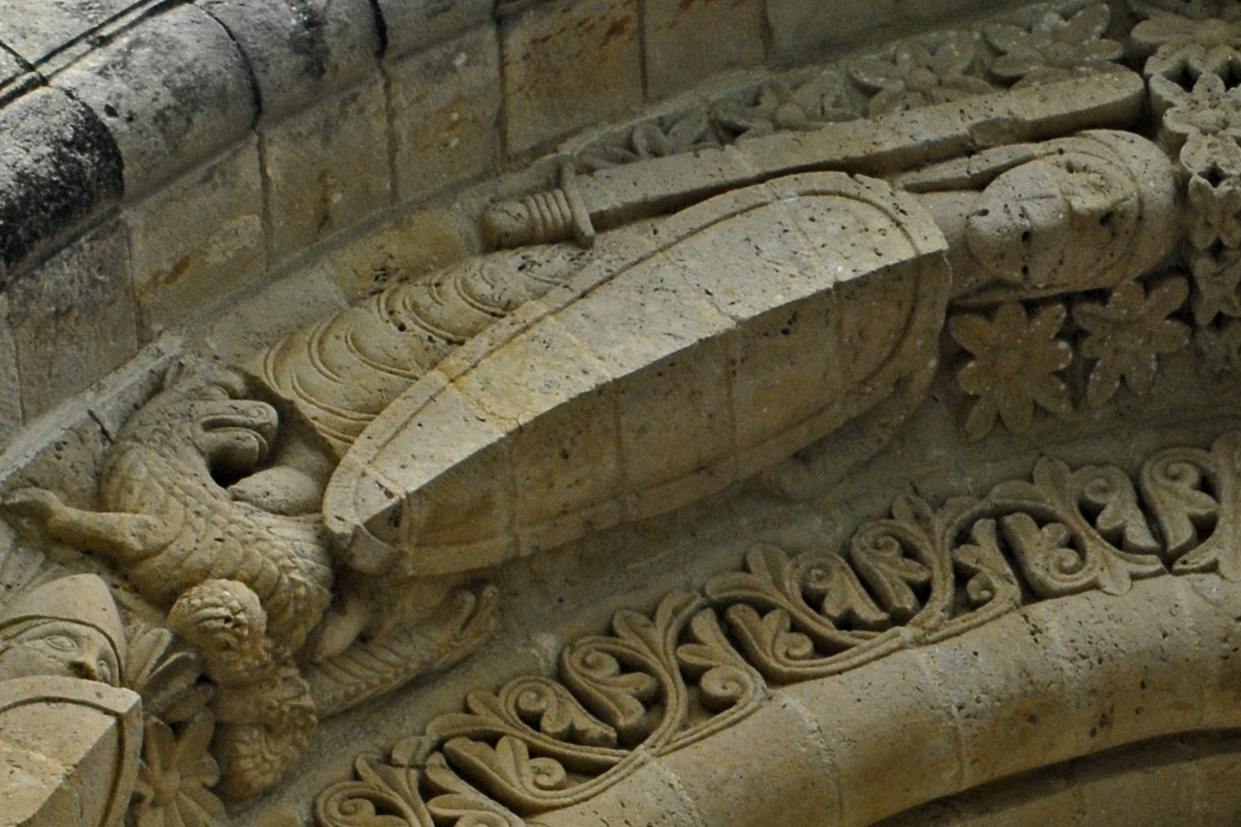
Südportal, Obergeschoss, Detail Archivoltenfenster

Das Gesims über dem Südportal wird von 14 Konsolsteinen getragen, die alle nach innen ausgerundet und in unterschiedliche Skulpturen aufgelöst sind. Von links nach rechts sieht man: Mensch frontal, mit kräftigen gespreizten Gliedmaßen, die aber abgetrennt sind; Porträt einer Fratze mit menschlichen Zügen, streckt die Zunge heraus; Vierbeiner mit Vorderkörper eines Vogels, knabbert mit seinem Schnabel an seinen Flügelspitzen; menschliches Pärchen umarmt sich innig; Krieger mit Schild und gezücktem Schwert; Löwe hockend, von der Seite; geflügeltes Monster von der Seite; Porträt eines Bärtigen; Kopf eines geschuppten Monsters, zur Seite gewandt; Porträt eines Raubtiermonsters; Akrobat schlägt Purzelbaum; Porträt eines katzenartigen Kopfes; aufgerichtetes Hinterteil eines Akrobaten, mit dem Kopf zwischen den Beinen; tierischer Monsterkopf, zur Seite gewandt.
Im Obergeschoss des südlichen Querhausgiebels entdeckt man erst bei genauerem Hinschauen die Skulptur der Archivolten, die sich dort regelrecht versteckt haben.
Die drei Archivoltenbögen der zentralen Nische mit dem „Ochsenauge“ (oder Okulus) weisen annähernd quadratische Querschnitte auf und sind vorder- und innenseitig bearbeitet.

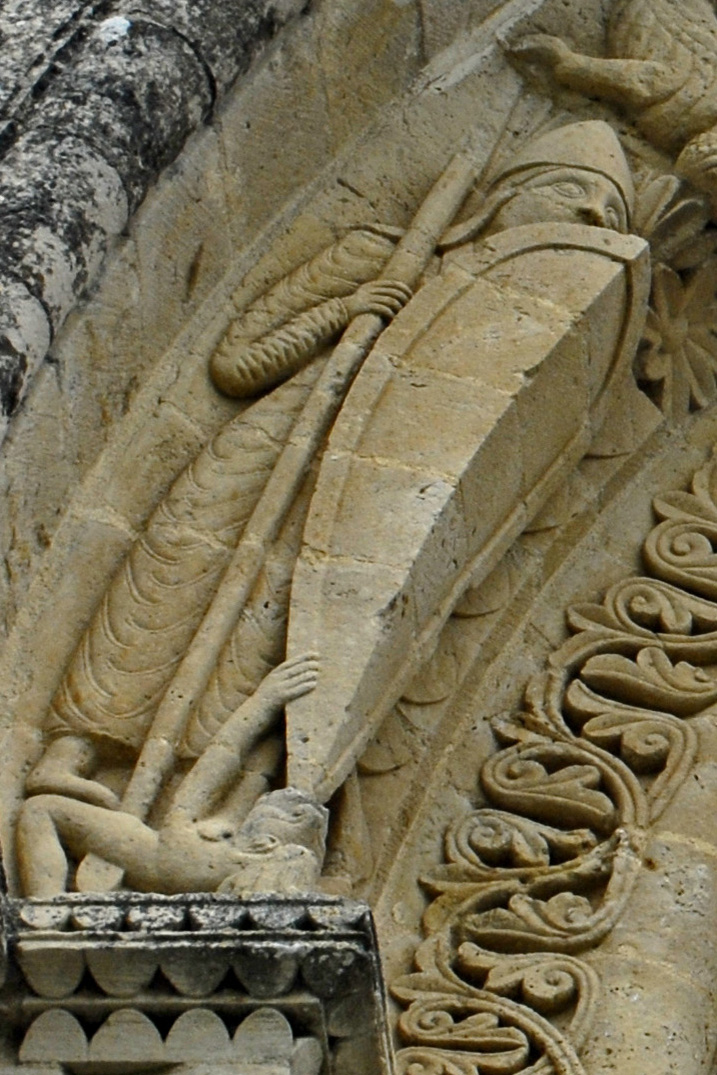
Südportal, Obergeschoss, Detail Archivoltenfenster

Der erste Bogen ist auf der Sichtkante wie ein kräftiger Rundstab ausgebildet. Auf seiner Stirnseite wuchern „kontrolliert“ Ranken, jeweils über mehrere Keilsteine hinweg, und enden in gefächerte Blättern. Die Innenseite (Laibung) des Bogens besteht aus glattem Werkstein mit einer mittig über den Bogen durchlaufenden Nut.
Bei den Skulpturen des zweiten Bogens sind die tangential angeordneten, extrem lang gestreckten Figuren gänzlich um die Bogenkante herum modelliert. Hier wird noch einmal der Sieg der Tugenden über die Laster gefeiert, aber in höchster künstlerischer Vollendung. Durch die Höhenlage ist hier nichts beschädigt, auch nicht verwittert. Die Körper der vermutlich männlichen Tugenden werden fast ganz von ihren zum Schutz vorgehaltenen Schilden verdeckt. Die Schilde sind oben breiter und halbkreisförmig gerundet und laufen nach unten hin spitz zu. Der Knüller ist aber, dass ihre Mittellinie gleichzeitig die Archivoltenbogenkante ist, und die Schildhälften um diese Kante um 90 Grad herum gefaltet sind. In Verlängerung dieser Bogen- und Schildkante verläuft exakt die Mittellinie der über den Schilden hervorschauenden Gesichter der Tugenden, mit starrem Blick nach vorne gerichtet. Zwei von ihnen tragen spitze Helme, ihr Haar fällt bis auf die Schultern. In ihren rechten Händen tragen zwei eine Lanze, die andern beiden ein Langschwert, bereit zum Stoß oder Schlag nach unten. Die Tugenden stehen unbeirrt auf den ihnen unterlegenen Lastern, eigentlich nur winzige Wesen, zwei von ihnen in menschlicher, die anderen beiden in tierischer Gestalt. Dem auf dem Rücken liegenden Laster in Menschengestalt links unten wird die Spitze des Schildes in den Mund gesteckt und der Körper von der Lanze durchbohrt. Halblinks ist ein echsenartiges Laster mit langem, sich windendem Schwanz, mit eigenem Kopf und Zähne fletschenden Maul dargestellt. Dem Laster halbrechts, ebenfalls mit menschlichem Körper, steht ein Fußtritt ins Gesicht kurz bevor. Das Laster rechts unten trägt affenähnliche Züge. Die Lücken zwischen den Figuren werden mit pflanzlichen Rosetten gefüllt.

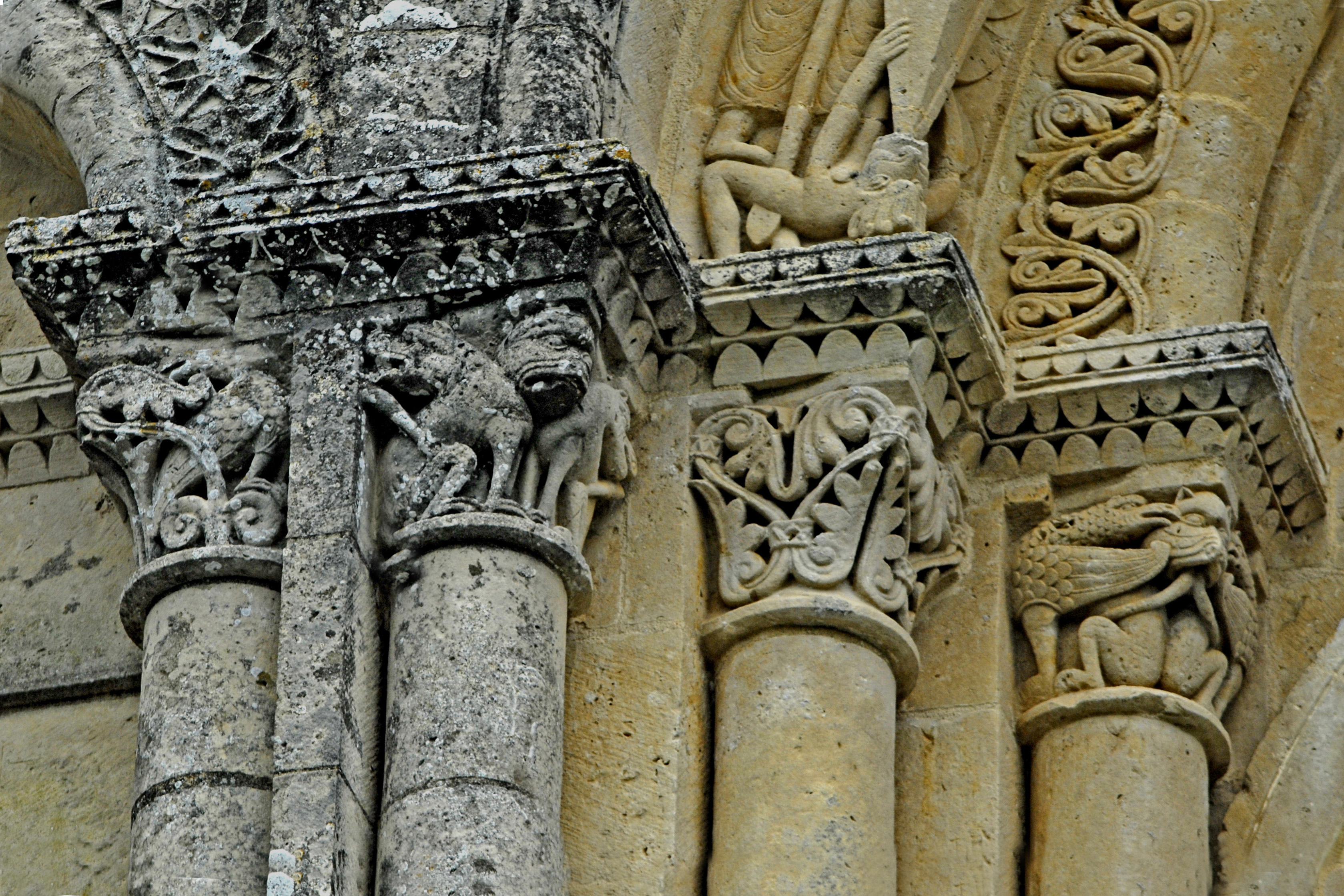
Südportal, Obergeschoss, Kapitelle des Archivoltenfensters, links

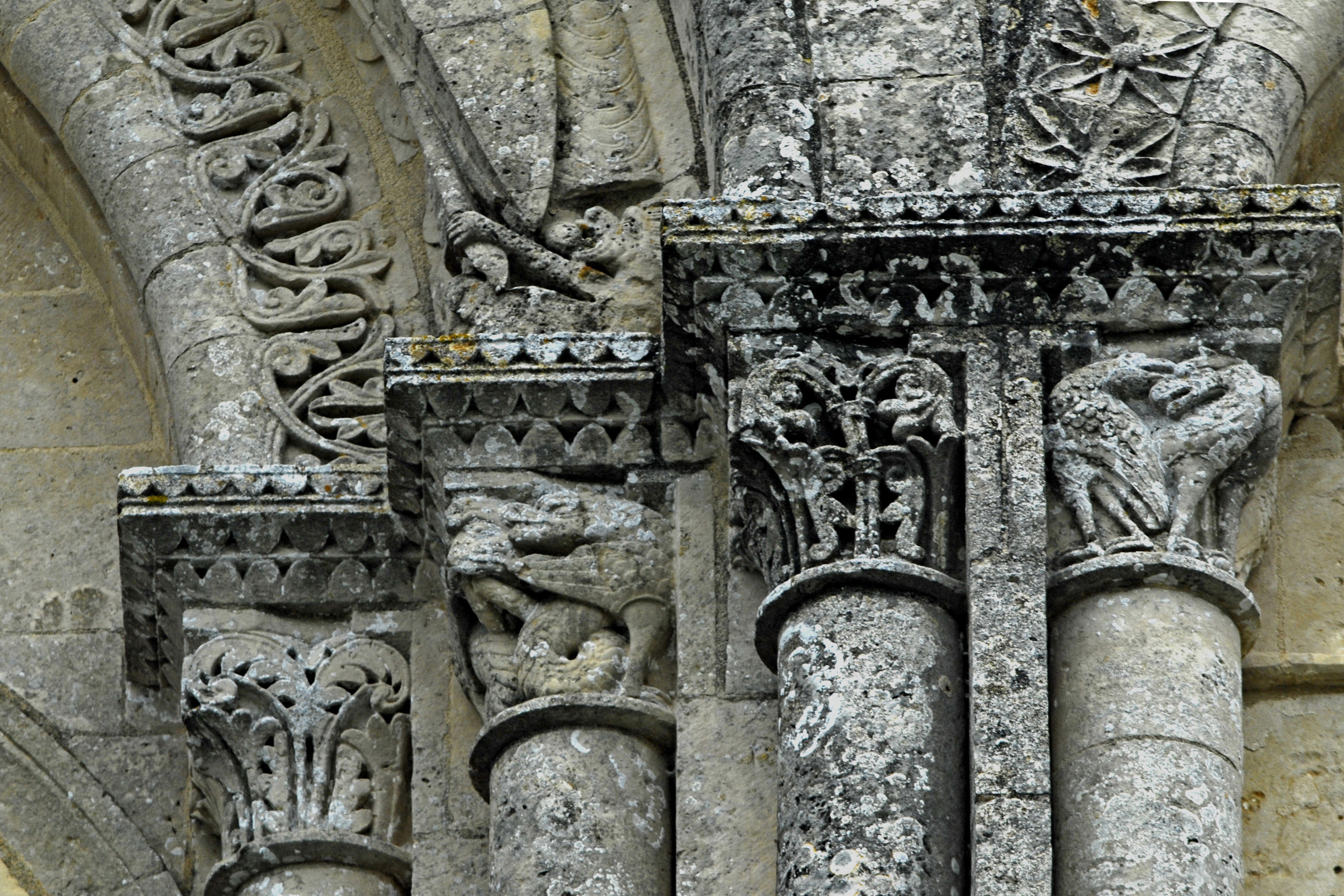
Südportal, Obergeschoss, Kapitelle des Archivoltenfensters, rechts

Die Sichtkante des dritten und äußeren Archivoltenbogens weist eine breite Ausrundung auf, die auf der Stirn- und der Innenseite in glatte Werksteinoberflächen übergeht. Dieser Bogen wird überfangen von einem gekehlten Kragprofil.
Die äußere Archivolte wird auf beiden Seiten von je einer schmalen Blendarkadennische mit einfachem Archivoltenbogen flankiert. Die Bögen besitzen quadratische Querschnitte. Ihre Sichtkanten sind kräftig gerundet, ihre Innenseiten bestehen aus glattem Werkstein. Die Stirnseiten sind mit großen gleichförmigen Rosetten geschmückt.
Alle Archivoltenbögen des Obergeschosses stehen auf schlanken dreiviertelrunden Säulen, in deren Zwischenräume glatte Mauerecken hervortreten. Die Säulen sind ausgestattet mit Kapitellen, alle in gleicher Höhenlage, die figürliche wie pflanzliche Skulpturen tragen und mit kräftigen, weit ausladenden Kämpfern, deren Profile mit geometrischen Stabprofilen geschmückt sind. Die Kämpfer laufen als Kragprofile über die Nischenhintergründe der Blendarkaden hinweg. Die Skulpturen der Kapitelle zeigen teils figürliche (Monsterfratzen, Raubtiere, Vögel) Themen, wie auch pflanzliche Strukturen.
Die traufhohen Säulengruppen an den Giebelseiten tragen Kapitelle mit dem klassischen Akanthusblatt, in der romanischen Kunst Symbol für die Auferstehung und die Unsterblichkeit. Die Kämpfer sind schlicht profiliert.

Galerie Kragsteingesims über Südportal
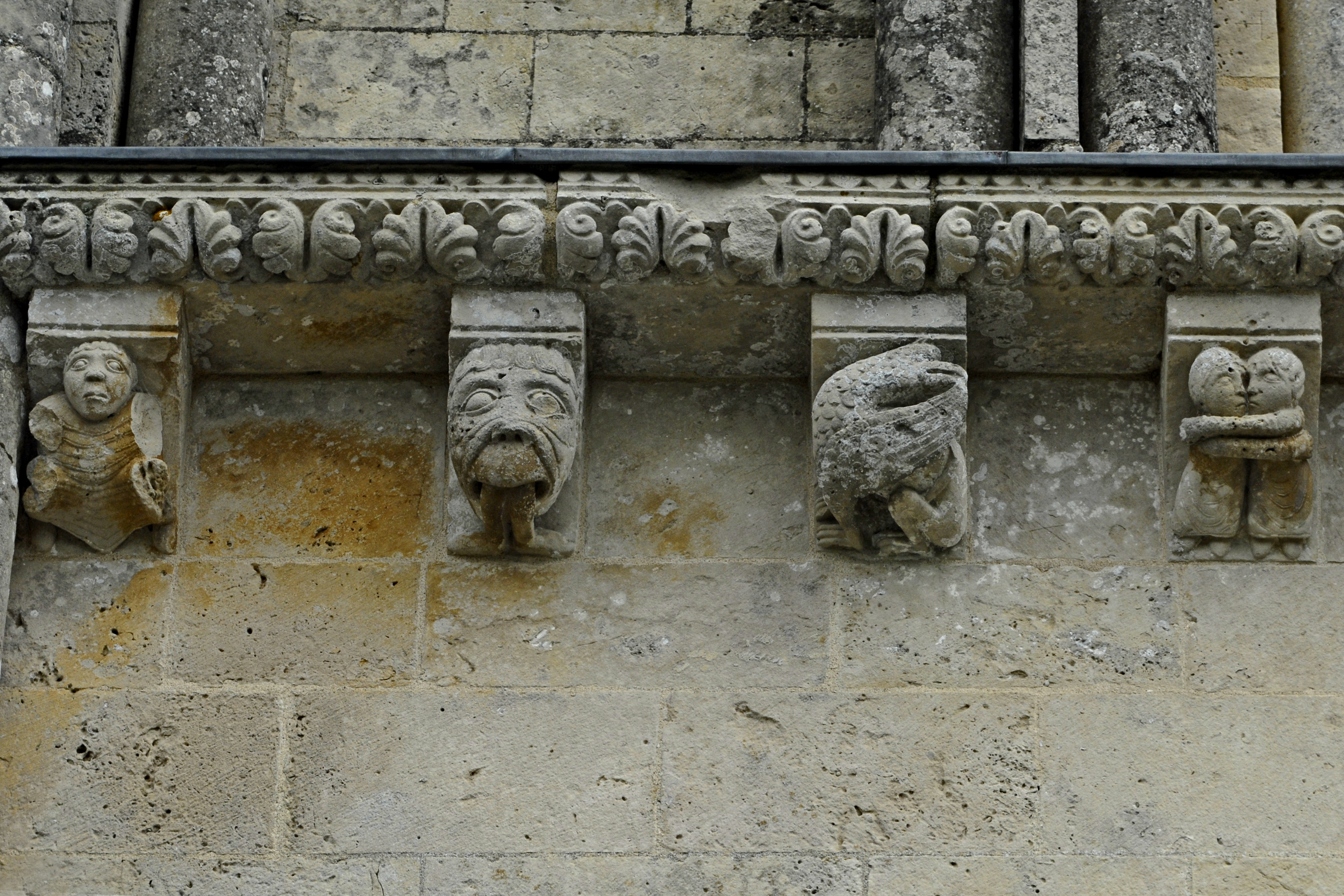
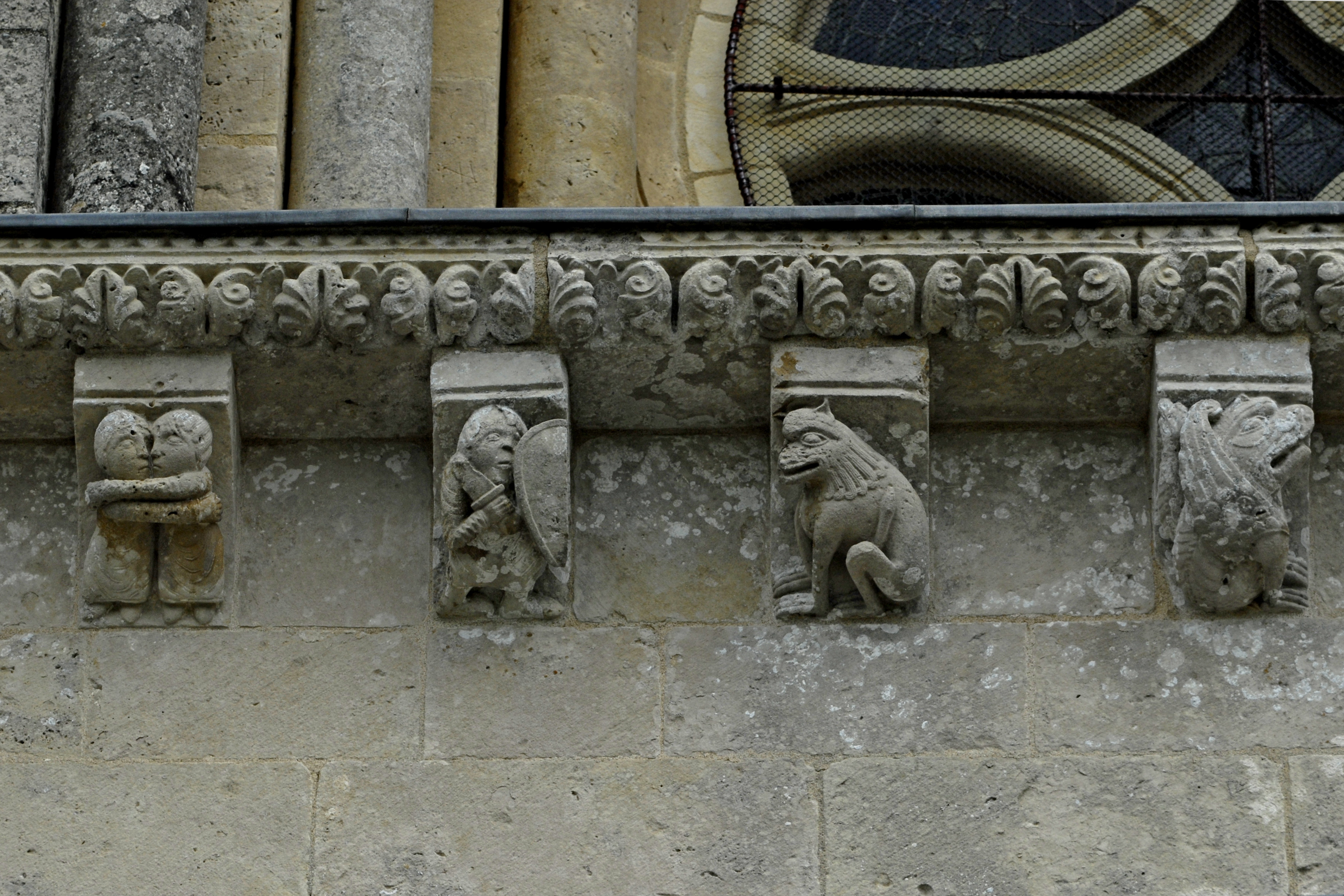
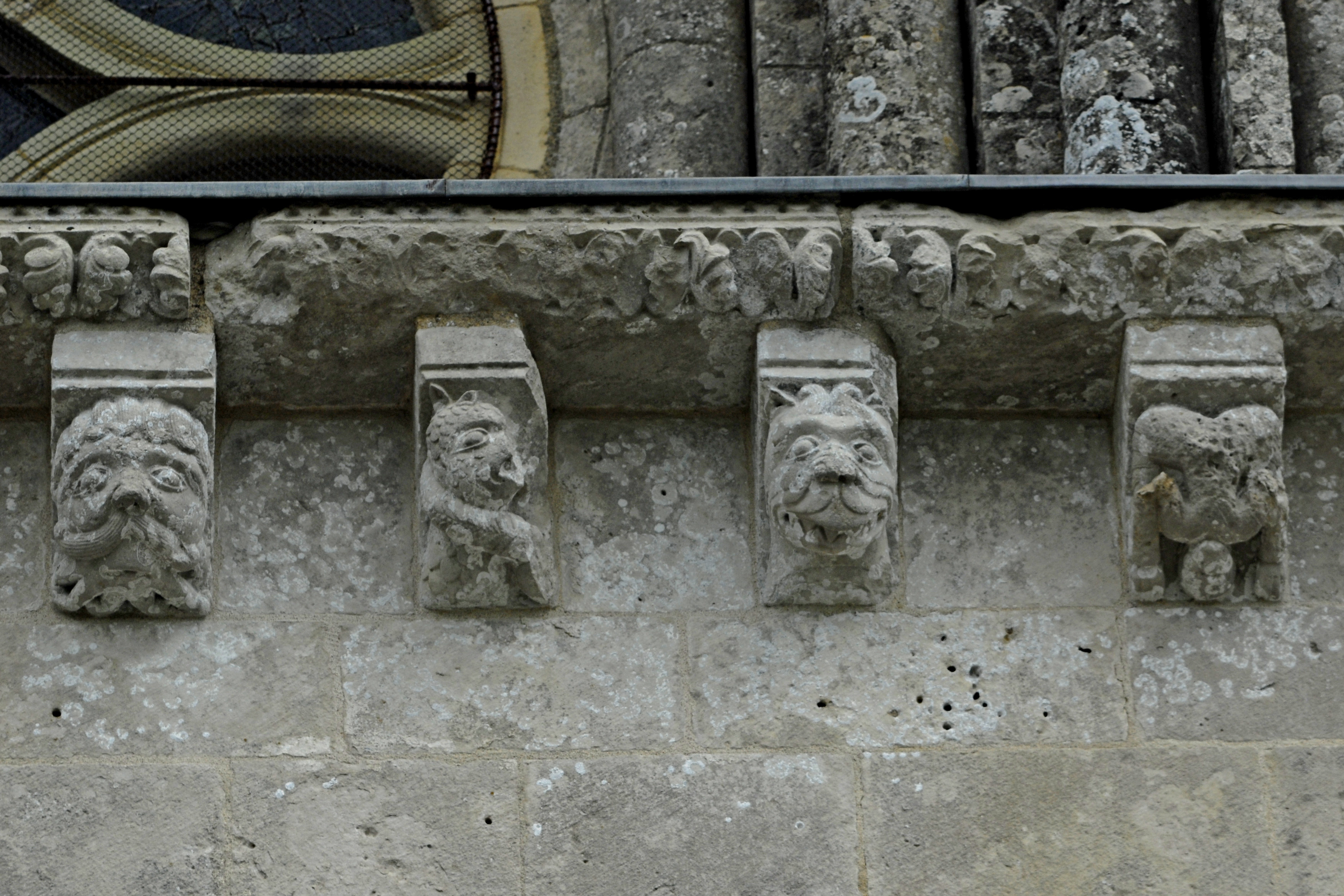

## Friedhof

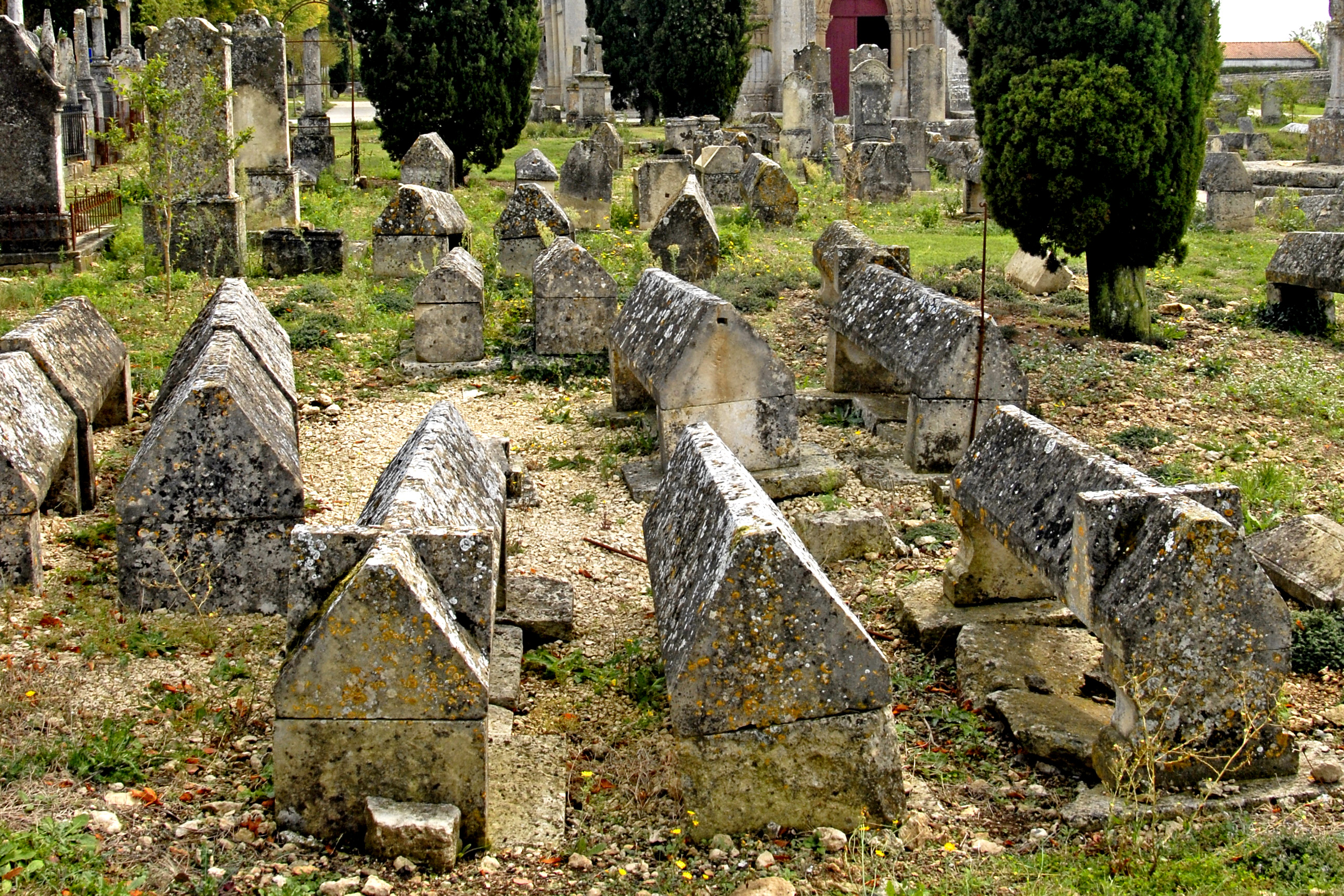
Friedhof, schwebende Grabsteine

Saint-Pierre wird umschlossen von einem Gräberfeld, das an seinen Rändern von hohen Parkbäumen eingefasst wird. Zu dem etwas melancholisch stimmenden Ambiente der Friedhofsatmosphäre tragen vor allem die vielen Gruppen alter Grabsteine bei, die teils abgesackt oder umgestürzt sind.
Häufig findet man den an einen Sarkophag erinnernden länglichen Grabstein, mit dem Querschnitt eines Hauses mit Satteldach, dessen First etwas abgeflacht ist. Der Grabstein wird an seinen Enden von zwei Giebelplatten um etwa 30 cm über das Erdniveau angehoben. Bei etlichen dieser „schwebenden“ Grabsteine gibt es an das Querhaus einer Kirche erinnernde eingefügten Querstücke, die den Grabstein, von oben gesehen, in ein lateinisches Kreuz verwandeln.
Andere ältere Gräber weisen lange und schmale rechtwinklige Grabplatten auf, direkt auf dem Boden aufliegend, manche auch in Hausdachform. An ihren Kopfseiten sind ebenso schmale Steinplatten auf etwas breiter dimensionierten Sockeln installiert. Sie ragen etwa mannshoch auf. Ihr oberer Abschnitt ist halbkreisförmig gerundet und wird durch ein Kämpferprofil umringt. Die mittlere Fläche ist mit gravierten Texten versehen, die wegen starker Vermoosung kaum noch zu entziffern sind. Im Bogenfeld ist eine kreisrunde Nische eingelassen. Diese Grabsteine erinnern etwas an die im Südwesten Frankreichs üblichen Totenlaternen.
Eine Variante der vorstehenden Grabsteine hat ein deutlich höheres halbrundes Oberteil, der zumindest teilweise größere rundbogige Nischen enthält. Darüber hinaus gibt es noch Grabstätten deutlich jüngeren Datums.
Der Westfassade gegenüber steht inmitten des Friedhofs ein gut vier Meter hoher gotischer (?) Bildstock, und zwar auf einer fast kreisrunden Steinscheibe mit circa 4 Metern Durchmesser. Auf ihm steht ein kantiger würfelförmiger Sockel, knapp 70 cm hoch. Etwas eingerückt erhebt sich der quadratische Bildstock mit zwei Geschossen und einem „Dachgeschoss“. Seine Kanten sind mit leicht spitz zulaufenden Rippen versehen, mit einer schmalen flachen Außenseite. Im Erdgeschoss steht auf jeder Seite mittig eine kaum halbrunde Säule, von skulptierten Kapitellen und kräftigen Kämpferprofilen bekrönt. Auf den Kämpferplatten im Obergeschoss stehen in ausgerundeten Nischen nicht gerade schlanke Personen, in weiten fußlangen Gewändern und mit langhaarigen Frisuren. Die Figuren tragen weder Nimben noch Insignien, an denen man sie identifizieren könnte. Über ihren Köpfen wird der Bildstock durch eine kreisrunde dicke Steinscheibe überdeckt, die den Personen in den Nischen Witterungsschutz geben. Ihre Außenkante ist wie bei gotischem Maßwerk bearbeitet. Auf der Scheibe erhebt sich ein helmartiges Dach in Form eines steilen Pyramidenstumpfes. Darauf thront ein steinernes Kreuz mit etwa gleich langen Armen, dessen Fuß wie bei einem Stielglas aber quadratisch verbreitert ist. Die Innenwinkel der Kreuzarme sind stark ausgerundet und die Enden der Arme in je drei Zacken aufgelöst. Im Zentrum ist ein kleinerer Durchbruch ausgespart, der dem Kreuzumriss proportional entspricht.